# Polski Fiat 125p
КП: механічна, 4-ступінчаста, 3-ходова, з синхронізатовами вмикання передач переднього ходу;
Карданна передача: відкрита, з двома валами та проміжною опорою;
Polski Fiat 125p — легковий автомобіль середнього класу, що вироблявся в Польській Народній Республіці на заводі FSO з 1967 по 1991 рік за ліцензійною угодою з Фіатом. Зазвичай його називають великим Фіатом (пол. Duży Fiat).
Автомобіль був представлений як наступник FSO Warszawa 223/224. Виробництво розпочалося 28 листопада 1967 року. Є спрощеною версією Fiat 125, з двигуном і агрегатами від Fiat 1300/1500, зокрема — мав нижнєвальні двигуни і 4-ступеневу механічну коробку передач з перемиканням на рульовій колонці (з 1985 року замінену на п'ятиступеневу), пізніше гаму силових агрегатів від Polonez було перейнято додатково. Також були створені короткі серії з дизельними і бензиновими двигунами DOHC. Спочатку автомобіль випускався як 4-дверний седан, у 1972 році до пропозиції було додано версію універсал, а через три роки — пікап. Протягом усього періоду польського виробництва проводилися численні модернізації моделі, найпомітніша з них була підготовлена для зразка 1975 року, коли був суттєво змінений зовнішній вигляд кузова та салону.  Після закінчення терміну ліцензійної угоди в 1983 році автомобіль став називатися FSO 1300, FSO 1500 або FSO 125p. Випуск автівки тривав до 1991 року. Варіант глибокої модернізації на тих же агрегатах, але з іншим кузовом, типу «хетчбек», що мав самостійне позначення — FSO Polonez — з'явився у 1978 році та випускався до 2002 року з численними рестайлінгами, при цьому обидві моделі випускалися паралельно до закінчення виробництва моделі 125p 29 червня 1991 року.
Всього виготовлено 1,445,699 екземплярів Polski Fiat 125p, з яких 586 376 пішли на експорт.
Логотип був розроблений бл. 1975 року Романом Душеком.

## Історія моделі

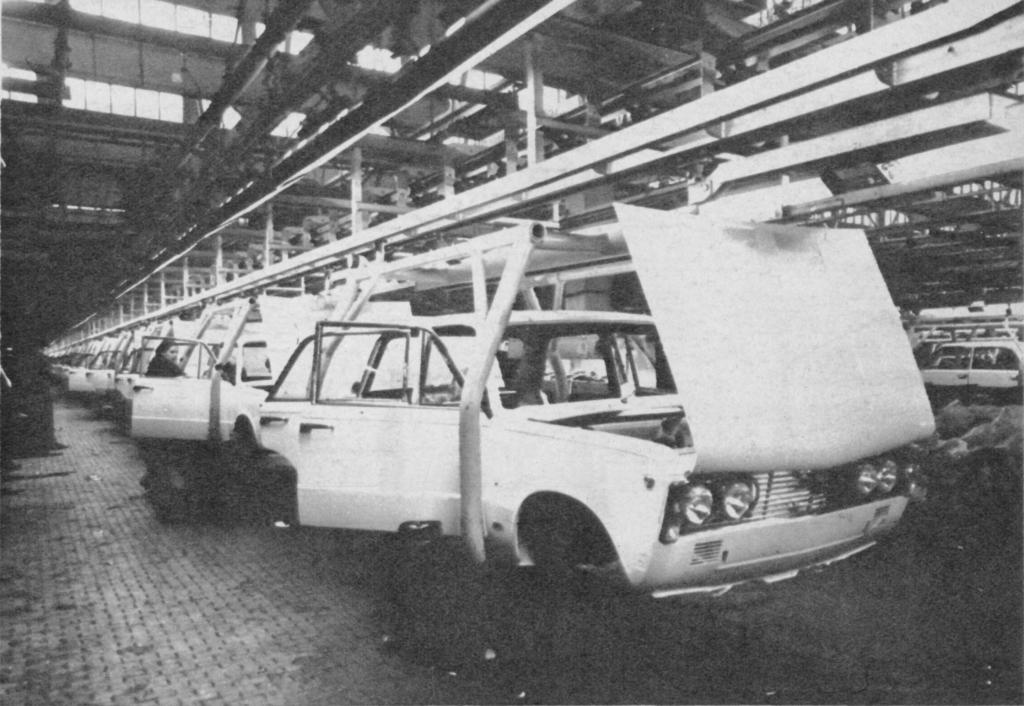
Виробнича лінія FSO. Початок 1970-х років

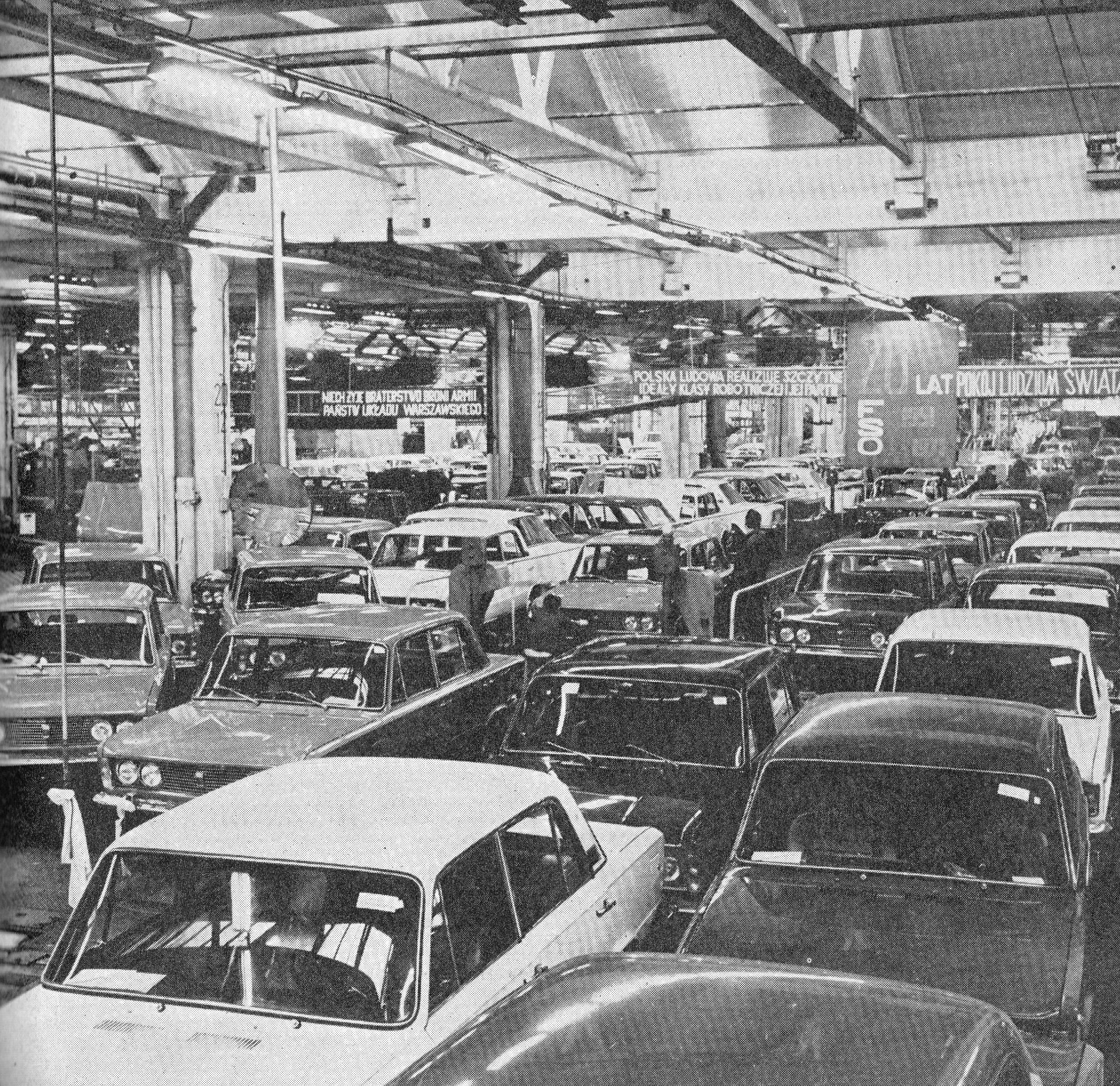
Fiat 125p, виготовлений на заводі, бл. 1971 року

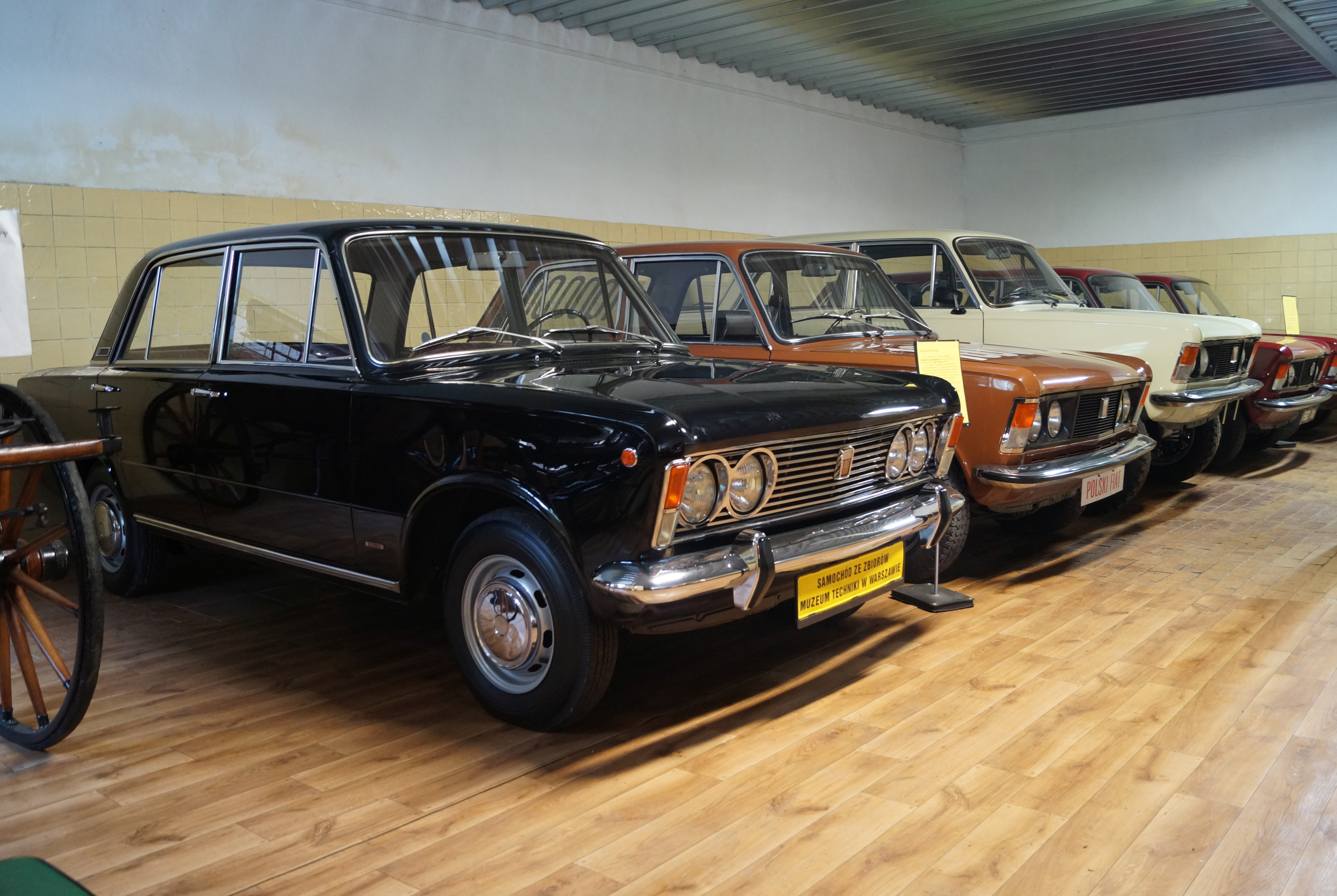
Polski Fiat 125p у Музеї металургії та машинобудування в Хлевиській

Повернення марки Polski Fiat відбулося після 26-річної перерви, після довоєнного Polski Fiat 508. У середині 1965 року тодішній генеральний директор Асоціації автомобільної промисловості Тадеуш Вжащик разом зі своїми найближчими співробітниками – заступником з технічних питань Анджеєм Єдинаком, заступником з питань експорту Анджеєм Гурецьким і тодішнім директором FSO Вітольдом Дріллем – розпочав діяльність, спрямовану на розширення заводу легкових автомобілів у Жерані та запуск там виробництва нового автомобіля. FSO Warszawa, яка випускалася з 1951 року, стала, незважаючи на модернізацію, застарілим автомобілем. Розглядалися два варіанти: розробка нової, власної продукції FSO, або придбання ліцензії на іномарку. Незважаючи на створення прототипів Warszawa 210 і Syrena 110, було вирішено обрати другий варіант. Це було пов'язано, серед іншого, з можливістю придбання нових технологій виробництва. Переговори велися з Renault і Fiat. У той час обидві компанії почали експансію в соціалістичні країни, що призвело до створення брендів Dacia і Lada. Французька пропозиція була відхилена через невигідні умови.
22 грудня 1965 року було укладено ліцензійний договір між Fiat та Motoimport - зовнішньоторговельною штаб-квартирою, що представляла на той час польську автомобільну промисловість (діяльність якої потім перейняла POL-MOT, заснована в 1968 році) - для запуску виробництва нового легкового автомобіля на Заводі легкових автомобілів у Жерані. Вибір припав на автомобіль, механічна частина якого була похідною від Fiat 1300/1500, виробленого в Турині. Укладена з Fiat угода набула чинності в лютому 1966 року, а її затвердження Радою Міністрів відбулося через два місяці. Загальна вартість придбання ліцензій і машин склала 2,764 млрд злотих і 32,450 млн доларів США. Спочатку планувалося представити автомобіль повністю на базі Fiat 1300, однак 21 травня 1966 року був підписаний додаток до контракту, за яким італійська сторона передала ліцензію на виробництво автомобіля з кузовом і гальмівною системою найновішого на той час Fiat 125, який мав дебютувати на ринку в 1967 році. Тому польський автомобіль не мав аналогів серед вироблених у Турині, що полегшувало польській стороні отримання прав на експорт на західні ринки та використання марки Fiat у назві моделі.
Ліцензійний автомобіль з Жерані вийшов лише на кілька місяців пізніше, ніж італійський 125. Це супроводжувалося серйозною реорганізацією польської автомобільної промисловості, що полягала переважно в спеціалізації заводів, які співпрацюють з FSO. За прикладом західноєвропейських виробників весь автомобіль більше не випускався на одному заводі, окремі компоненти виготовлялися окремими субпідрядниками. У квітні 1966 року в Турині почав роботу офіс Motoimport, його завданням було координувати технічну та комерційну співпрацю між зацікавленими польськими компаніями та офісами Fiat. У другій половині 1966 року на заводах Fiat і його партнерів почалася широкомасштабна кампанія з навчання польських техніків.

### PF 125p (1967-1973)
Невдовзі почався процес модернізації варшавської фабрики. Для виробництва нового автомобіля потрібні були сучасні та точні машини. Закуповувалися у відомих європейських та американських виробників. У реалізації ліцензії взяли участь понад 150 компаній електронної, металургійної, автомобільної та хімічної промисловості.
На підставі укладеної угоди Fiat підготував для Польщі модель 125p. Це був седан середнього класу, оснащений класичною системою приводу - спереду поздовжньо розташований двигун приводив в рух задні колеса. Кузов 125p був запозичений у Fiat 125 - з невеликими змінами в тисненні, декоративних елементах і внутрішній обробці (наприклад, панель приладів була похідною від моделі 1300/1500). Польський 125p відрізнявся від італійського тим, що мав круглі лінзи фар замість квадратних, іншу решітку радіатора з нержавіючої сталі спереду, відсутність хромованих бічних планок на кузові, круглі покажчики з боків передніх крил замість стрілок, а також різне тиснення на капоті двигуна та кришці багажника. Спочатку також використовували виступаючі дверні ручки від Fiat 124 замість касетних, як в італійському Fiat (у 1973 році їх замінили на касетні). Привід, коробка передач і трансмісія були адаптовані з попередника Fiat 125, моделі Fiat 1300/1500. Важіль коробки передач в італійському Fiat з самого початку був розташований в підлозі. Польський автомобіль відрізнявся від італійського також тим, що паливний бак був розташований під багажником, а не з правого боку багажника, що робило багажник ширшим, але дрібнішим, з трохи меншою місткістю 360 л порівняно з 380 л (в обох версіях запасне колесо розташовувалося під підлогою багажника). Як наслідок, польський автомобіль відрізнявся розташуванням паливної горловини, закритої заслінкою (з лівого боку задньої частини кузова замість правого). У польських Fiat задня підвіска спочатку була оснащена чотирилистовими ресорами замість дволистових (змінені в 1973 році); італійський автомобіль також мав реактивні балки в підвісці для покращення керованості та інше кріплення задньої осі. Автомобіль, порівняно з моделями Warszawa та Syrena, що випускалися на той час, характеризувався сучасним дизайном.

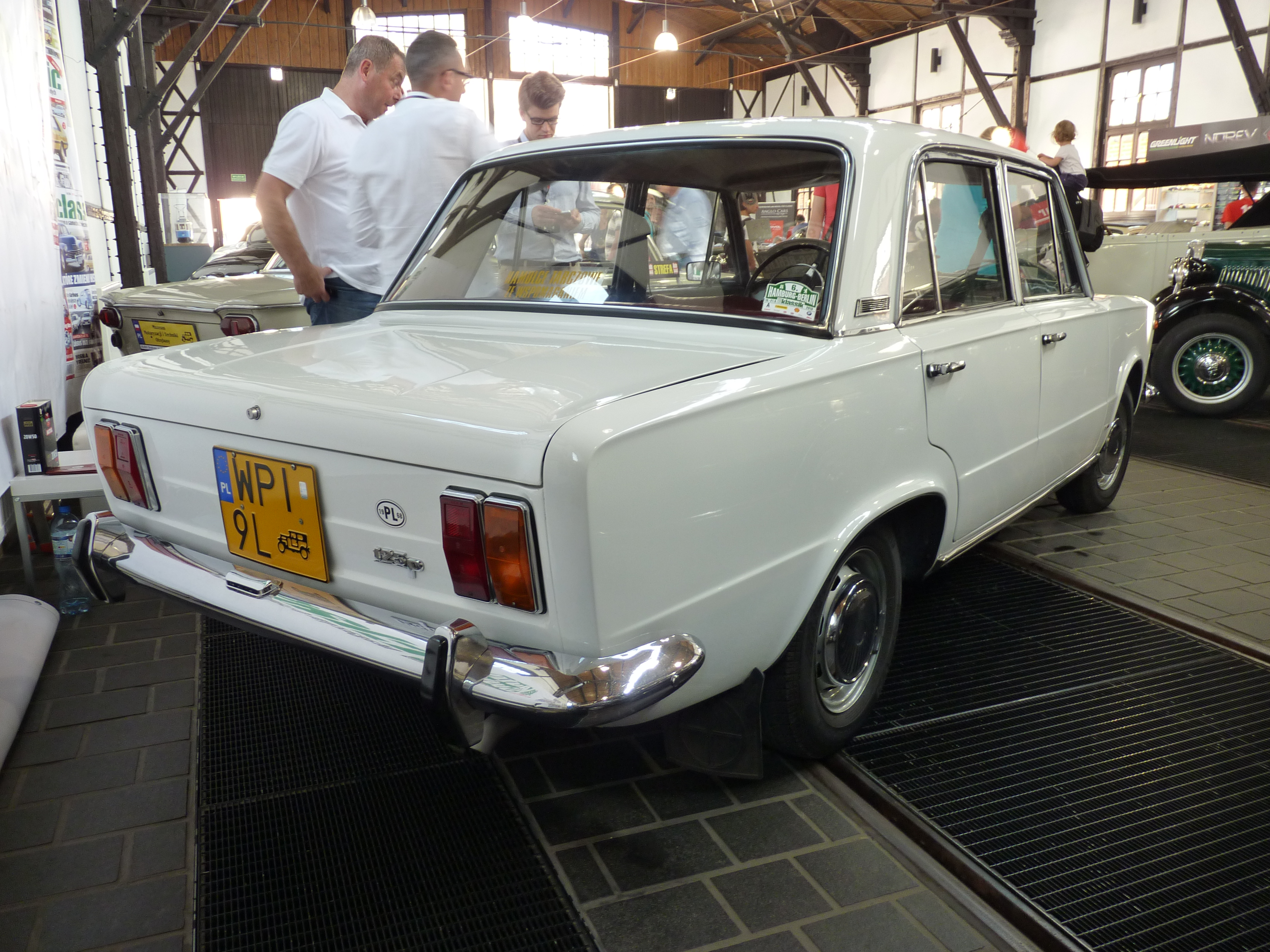
Polski Fiat 125p 1968-1973 р.в.

Збірка почалася 28 листопада 1967 року. Серійне виробництво розпочалося на початку наступного року.
Привід приводився в дію чотиритактним чотирициліндровим рядним двигуном рідинного охолодження об'ємом 1,3 л, розробленим Ауреліо Лампреді. Він був оснащений зубчатим ременем OHV з ланцюговим приводом. Блок двигуна був відлитий з чавуну, а головка - з легких сплавів. Кований колінчастий вал спирався на три вальниці. Автомобіль був оснащений електричною системою на 12 В, зарядка забезпечувалася від генератора на 580 Вт, який працював у парі з повністю синхронізованою механічною коробкою передач. Використовувалося однодискове сухе зчеплення з гідравлічним керуванням. Перемикання передач здійснювалося за допомогою важеля, розташованого в рульовій колонці. Крутний момент передавався на задні колеса через роздільний карданний вал на задню вісь.
На обох осях моделі використовуються сучасні дискові гальма. Одноконтурна система мала гідравлічне керування і додатково оснащувалася опорним механізмом. Передня вісь має незалежну підвіску на подвійних важелях і додатковий торсіонний стабілізатор. Задня підвіска була залежною, з використанням листових ресор і телескопічних амортизаторів.
Всередині пасажирського салону встановлені сидіння, оббиті штучною шкірою. Приладова панель мала вісім прямокутних ліхтарів і горизонтальний спідометр з характерним дисплеєм.
На другий рік після початку серійного виробництва гамму силових агрегатів поповнив 1,5-літровий двигун. В основному це був агрегат 1,3 л зі збільшеним діаметром циліндра з 72 до 77 мм. Також змінена конструкція карбюратора і вентилятора радіатора. Внесені зміни призвели до збільшення максимальної потужності на 10 к. с., і автомобіль міг розігнатися до швидкості понад 150 км/год.

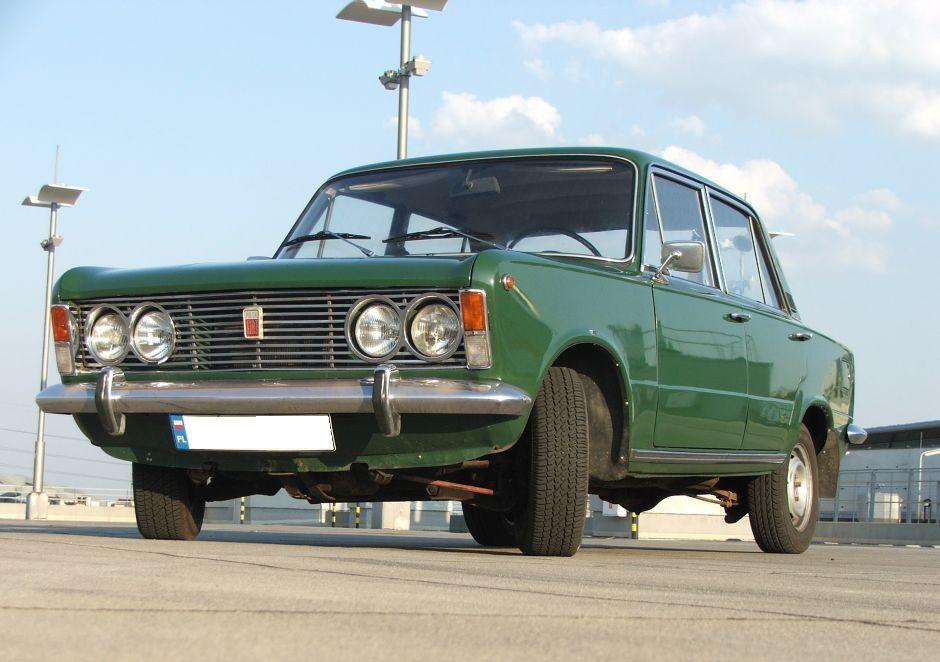
Polski Fiat 125p MR '72

Машину ще вдосконалювали. Вже у жовтні 1968 року вузькі горизонтальні вентиляційні решітки на задніх стійках були замінені на більш широкі. У 1969 році плоскі стрижні були використані для захисту масляного піддону двигуна, і тоді ж був введений захист заднього гальмівного диска від забруднення. У 1971 році були представлені карданний вал, що не потребує обслуговування, і посилений задній міст (MR '71). З того часу була введена система найменування для окремих років Fiat, заснована на позначенні MR (модельний рік (пол. model roku)). У вересні 1971 року розташування важеля коробки передач було перенесено з рульової колонки на підлогу (MR '72). У 1972 році модель MR '72 була оснащена закритою системою охолодження, двоконтурною гальмівною системою замість одноконтурної, оснащеною коректором, що регулює гальмівне зусилля задньої осі під її навантаженням, передніми ременями безпеки. У гаму силових агрегатів планувалося додати нові різновиди двигунів, що використовувалися раніше. Автомобіль випускався в наступних версіях: з розсувним дахом, з двигуном, адаптованим до бензину 78 LO, з радіоприймачем, з важелем коробки передач на підлозі, з блокуванням керма, з обігрівом заднього скла та адаптованим до холоду, для руху в гарячих або запилених місцях.

### PF 125p MR '73/MR '74 (1973-1975)

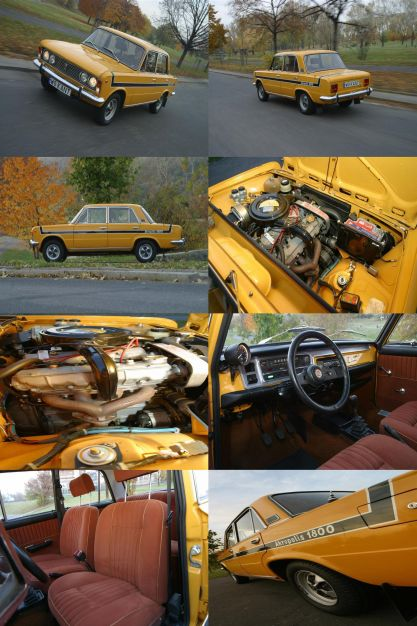
Репліка PF 125p 1800 Akropolis

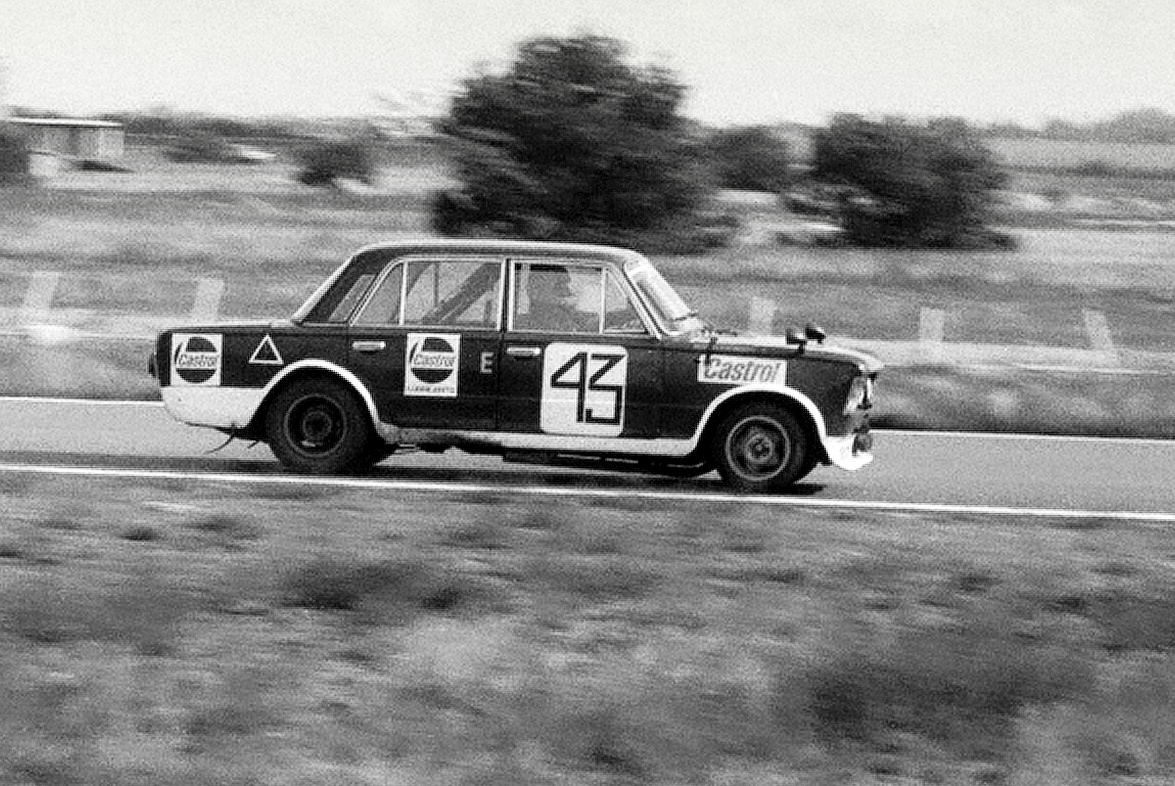
PF 125p Akropolis Сілезького автоклубу (Познанська траса), 1979 рік

У 1972 році виробництво автомобіля FSO Syrena було перенесено з Жераня до Сілезії, до міста Бельсько-Бяла. Таким чином, площа заводу № 1 була виділена під виробництво похідних від PF 125p: пікап, універсал і фургон. Також були модернізовані деякі з існуючих заводів, що випускають модель. Це призвело до підвищення ефективності роботи заводу. Тоді ж розпочато виробництво версії універсал. Кількість автомобілів, що експортуються, почала збільшуватися, на виставці в Нью-Йорку був представлений Polski Fiat 125p, а в 1974 році почався експорт на британський ринок.
У 1973 році Fiat 125p зазнав більш серйозних конструктивних змін, отримав маркування MR '73. У зв'язку з діючими на той час стандартами безпеки дверні ручки замінили на касетні, більш безпечні для пішоходів, а також застосували безпечне внутрішнє дзеркало. Зовні, відповідно до мінливої моди, хромована решітка радіатора була замінена на чорну з пластику. Кузов був частково адаптований до вимог краш-тестів, а передні сидіння адаптовані для встановлення підголівників. У системі підвіски автомобіля, слідом за оригінальним Fiat 125, чотирилистові ресори ззаду були замінені на довші двостулкові ресори, використано нові задні амортизатори, а задня вісь спиралася на реактивні тяги.
З 1974 року автомобілі оснащувалися новим типом рульової колонки. Було зменшено діаметр рульового колеса та введено розділену рульову колонку для підвищення безпеки водія в разі аварії. Також були використані нові важільні перемикачі світла, покажчики повороту та склоочисники (з програматором). З грудня 1973 року встановлено електросклоомивач. Крім того, встановлено новий тип замка запалювання з блокуванням керма. Показник спідометра встановлено на 180 км/год.
У той самий період були підготовлені дві лімітовані серії 125p, 1600 Monte Carlo і 1800 Akropolis. Вони використовують двигуни DOHC, взяті з PF 132p. Мотор 1600 виробляв 98 к. с., що дозволяло розвивати швидкість 165 км/год, а двигун 1800 виробляв 105 к. с., що дозволяло розвивати швидкість 170 км/год. Автомобіль вирізнявся: чорними смугами з боків кузова, спортивним кермом, легкосплавними дисками, бічними дзеркалами на передніх крилах і багатшою комплектацією. Ці версії використовувалися на рейдах у Польщі та за кордоном. Виробництво лімітованих випусків припинилося не раніше 1976 року.

### PF 125p (1975-1982)
У 1975 році була проведена найбільша зміна в історії моделі, нова версія отримала назву MR '75. Для нього характерна модернізована передня стінка кузова (нова решітка радіатора, інші рамки фар, широкі лінзи поворотників і габаритних ліхтарів), а також задня стінка (замість вузьких вертикальних ліхтарів використані широкі горизонтальні, дещо змінена форма кришки багажника та її замок). Автомобіль також оснастили декоративними планками з боків кузова, новими ковпаками і прогумованими бамперами без зубців. Зняті бічні поворотники. Був також змінений інтер'єр, використано новий тип панелі приладів з чорного пластику, пристосованої для можливого встановлення тахометра і радіоприймача (у більшості автомобілів тахометр встановлювався на заводі за додаткову плату, також було можливе придбання автомобіля з встановленим радіоприймачем - за додаткову плату). Є дві полиці для дрібниць і закритий відсік для речей під дошкою. В автомобілі також використовується новий тип опалювального пристрою з більшою ефективністю, а система вентиляції салону була значно вдосконалена - на панелі приладів додано нові форсунки для подачі повітря та модернізовано систему відведення відпрацьованого повітря на задні стійки (високі хромовані вентиляційні отвори). Крім того, на передніх сидіннях встановили регульовані підголівники. Є можливість встановлення підігріву заднього скла.
Приводи отримали новий розподільний вал і змінили налаштування карбюратора, що призвело до збільшення максимальної потужності на 3,7 кВт, двигун 1300 тепер мав 65 к. с., а версія 1500 — 75 к. с. Завдяки використанню, серед іншого, акумулятора у герметичному корпусі або радіальних шин, автомобіль відповідав європейським вимогам омологації на той час. Також у 1975 році у виробництво був запущений варіант доставки — пікап.
Наприкінці 1976 року для автомобіля був підготовлений черговий набір модифікацій. Він включав, серед іншого: новий задній ведучий міст польського дизайну, незначні зміни в конструкції карбюратора, ефективніше стоянкове гальмо та тихішу вихлопну систему. Відкидні вікна в передніх дверях були замінені на фіксовані, а відкидний підлокітник заднього сидіння був видалений. У 1976 році було випущено 101 050 одиниць моделі, що дало загалом приблизно 568 000 PF 125p. У 1977 році була випущена невелика серія автомобілів зі зміненою передньою стінкою і прямокутними фарами, імпортованими з НДР (позначення LUX). У 1977 році автомобілі, що виходять із заводу, почали поступово збіднювати, а їх якість знижувалася. Версія універсал оснащена склоочисником і омивачем заднього скла.
У 1978 році був запущений у виробництво Polonez, наступник моделі 125p. Спочатку планувалося припинити виробництво вже застарілого PF 125p до 1982 року, але обидві машини випускалися одночасно майже 13 років поспіль (до 1991 року). Почався процес уніфікації дизайну обох автомобілів. На польський Fiat 125p були адаптовані більш сучасні елементи дизайну з «Полонеза». У 1978 році була введена нова система відкривання багажника - з люка зняли замок із залишенням виїмки, важіль помістили всередину кузова, кермо і кришку адаптували з нового автомобіля. У 1980 році хромовані рамки передніх габаритних ліхтарів замінили на чорні пластикові (в експортних версіях хромовані рамки встановлювали до 1989 року), те ж саме зробили з вентиляційними отворами на задніх стійках. На той час було доступно три версії моделі: популярна, стандартна та люкс. Популярний варіант був позбавлений: тахометра, прикурювача, коліс, бічних молдингів на дверях, підлокітників, підголівників, програматора склоочисників, декоративних планок на порогах, а самі пороги пофарбовані в чорний колір. Порівняно зі стандартною версією, версія люкс була багатша на: посилений двигун 1,5 л, обігрів заднього скла, галогенні передні протитуманні фари, інерційні ремені безпеки від Polonez, радіоприймач Skald, зчеплення з центральною пружиною, передні сидіння від Polonez, заднє сидіння з текстильною оббивкою, шини D-124 і позначення Lux. З 1982 року встановлювався задній люк без виїмки замка. Залежно від року випуску та версії кузова автомобіль міг бути оснащений: склоочисниками фар, легкосплавними дисками, двигуном, посиленим до 82 к. с. (60,4 кВт) або адаптованим до бензину LO 78, сонячними вікнами, прямокутними фарами, передніми протитуманними фарами, індикатором пошкодження гальмівної системи, вимикачем аварійної сигналізації та склоочисником заднього скла (універсал), крім того, були варіанти для гарячих, холодних зон і зон з підвищеною запиленістю повітря.

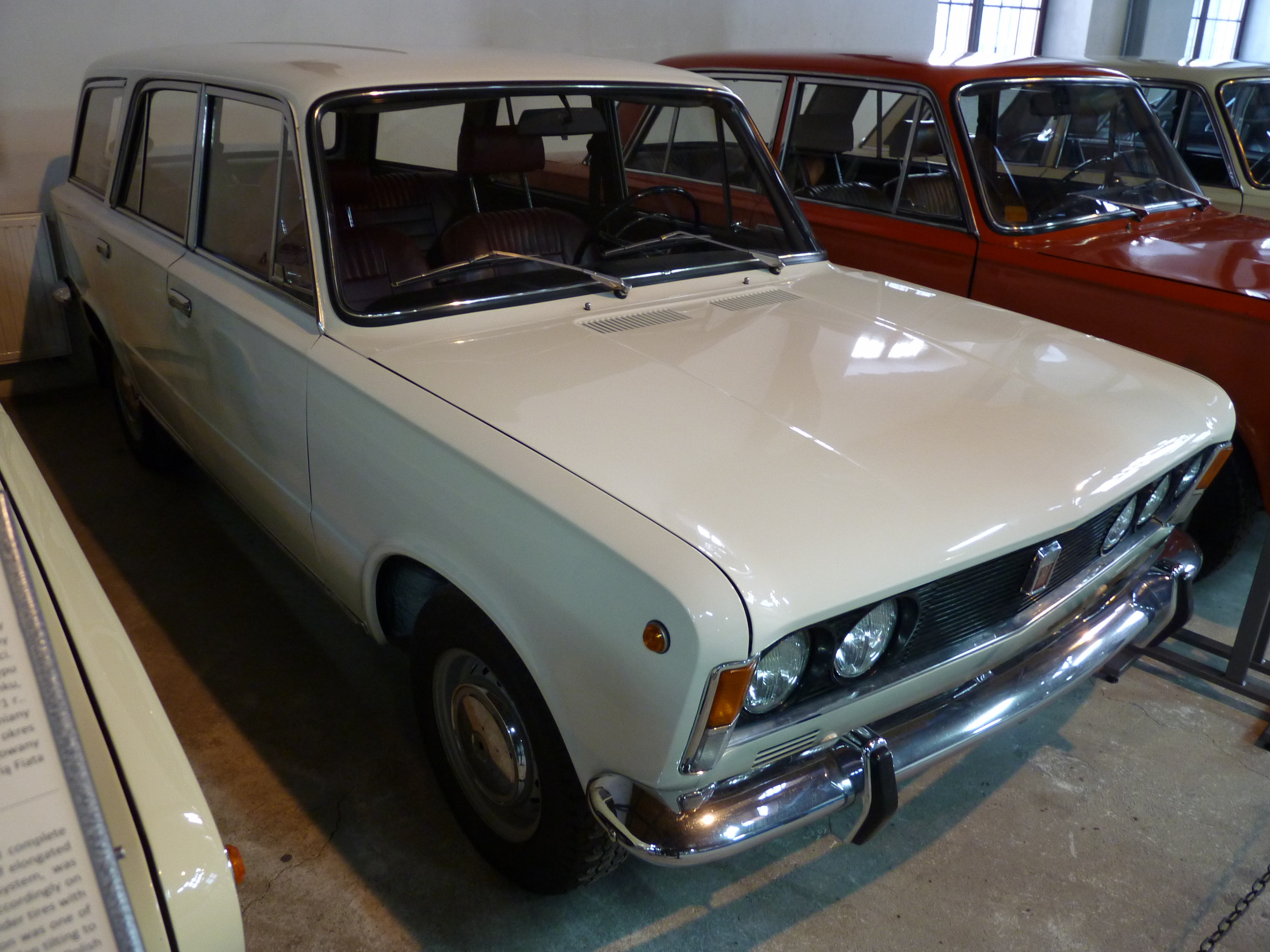
Polski Fiat 125p 1500 MR '73 (універсал)
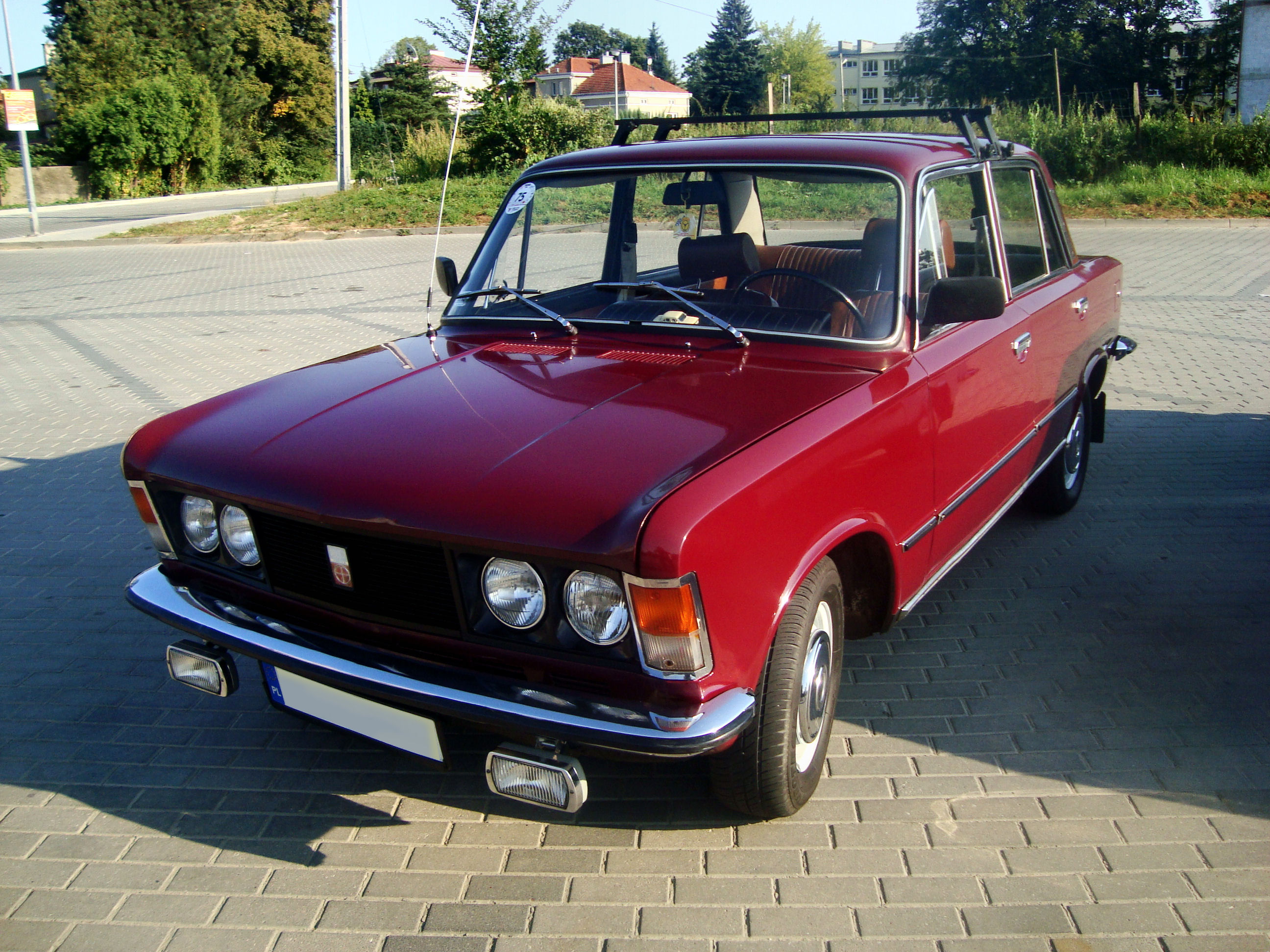
Polski Fiat 125p 1500 MR '75
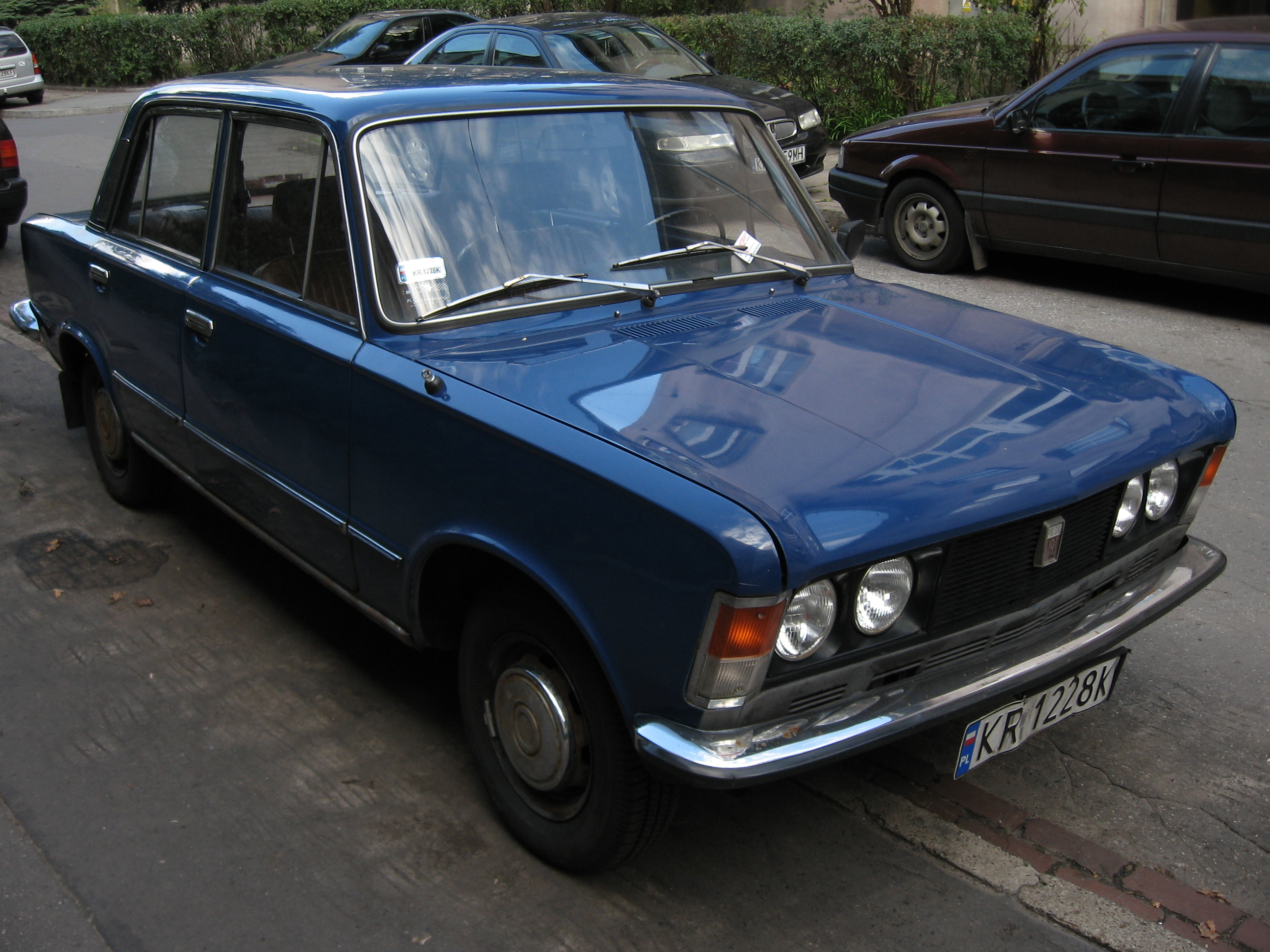
Polski Fiat 125p 1300 MR '76
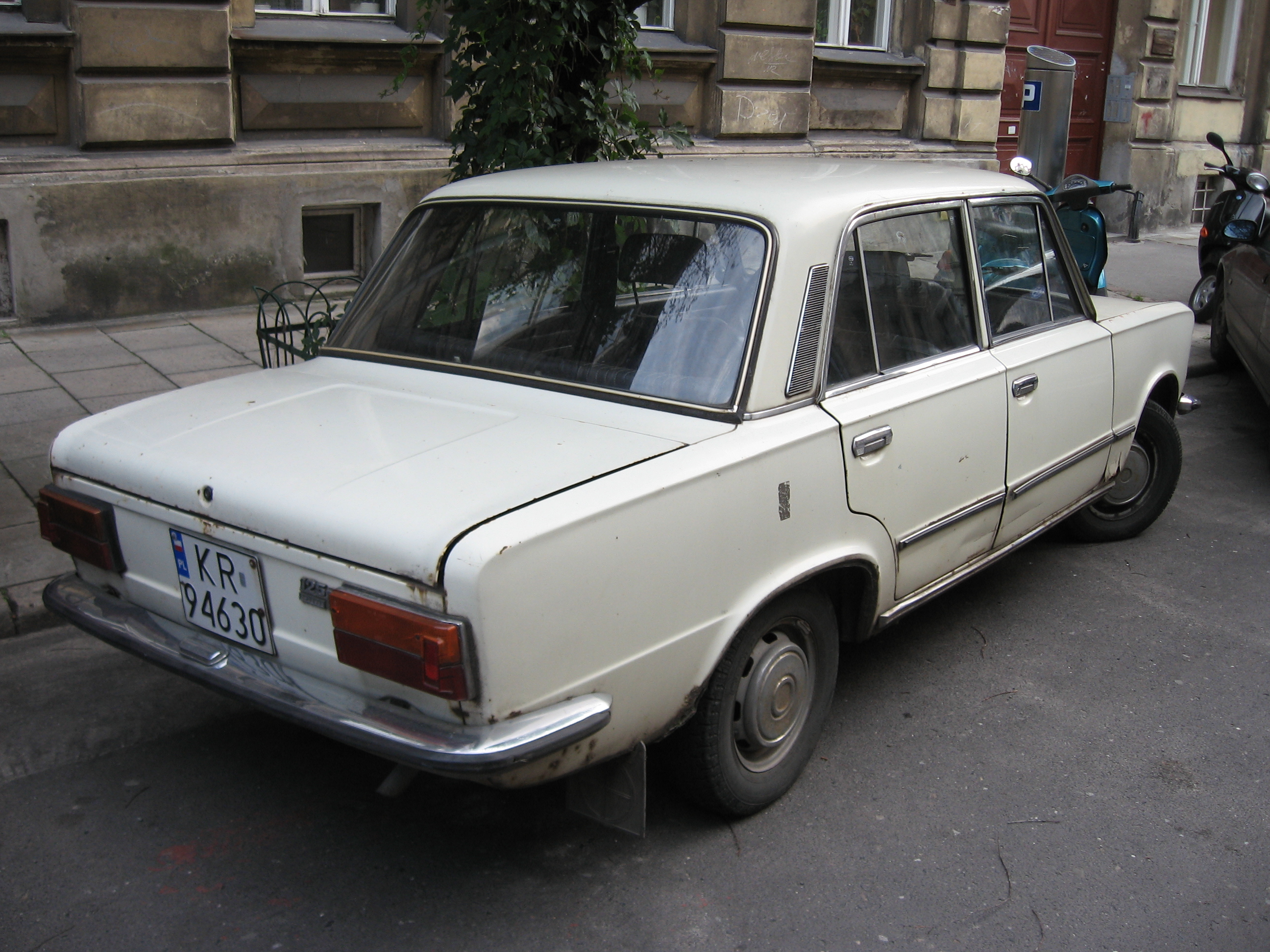
Polski Fiat 125p 1500 MR '77
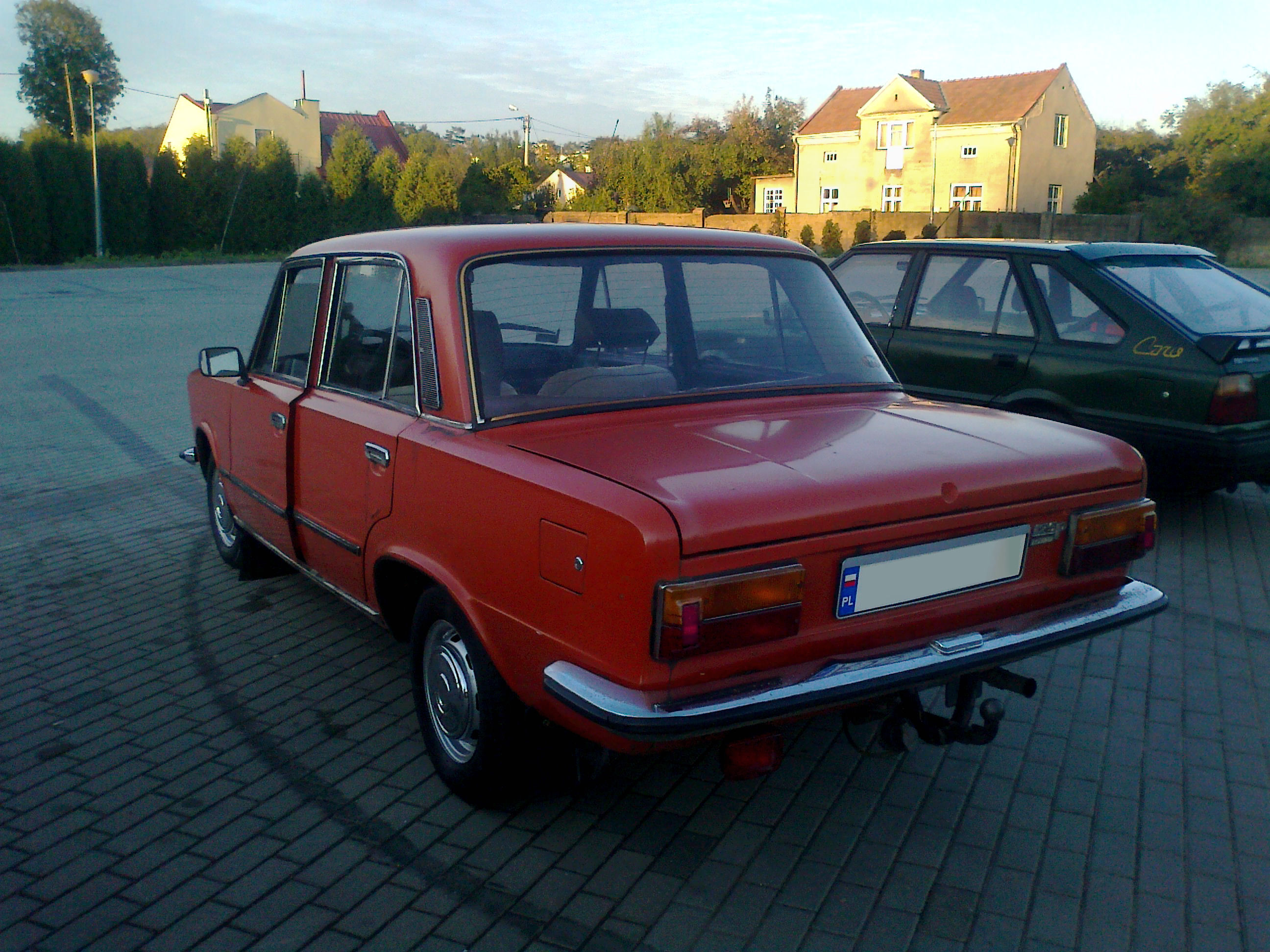
Polski Fiat 125p 1500 MR '78
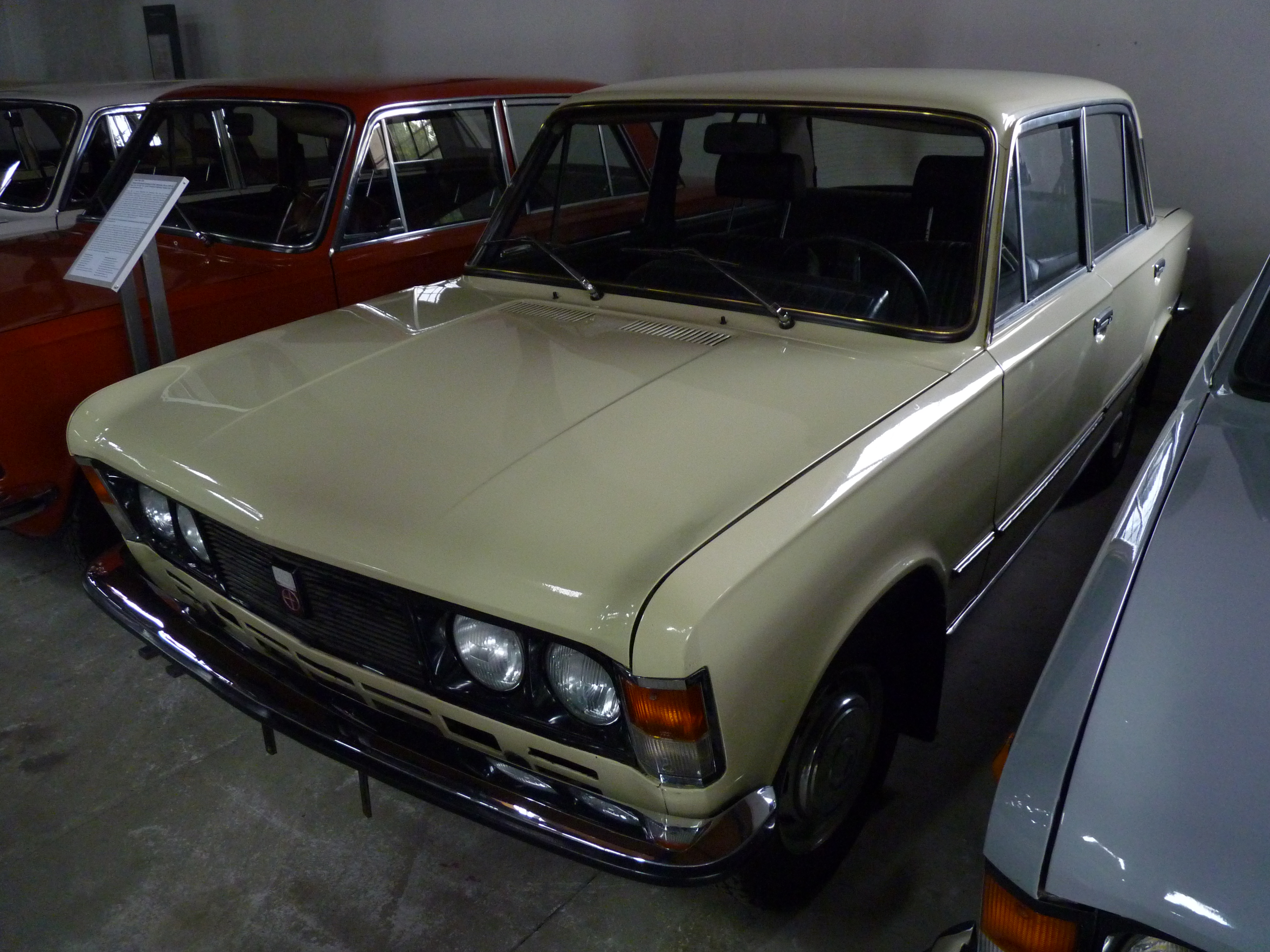
Polski Fiat 125p MR '80
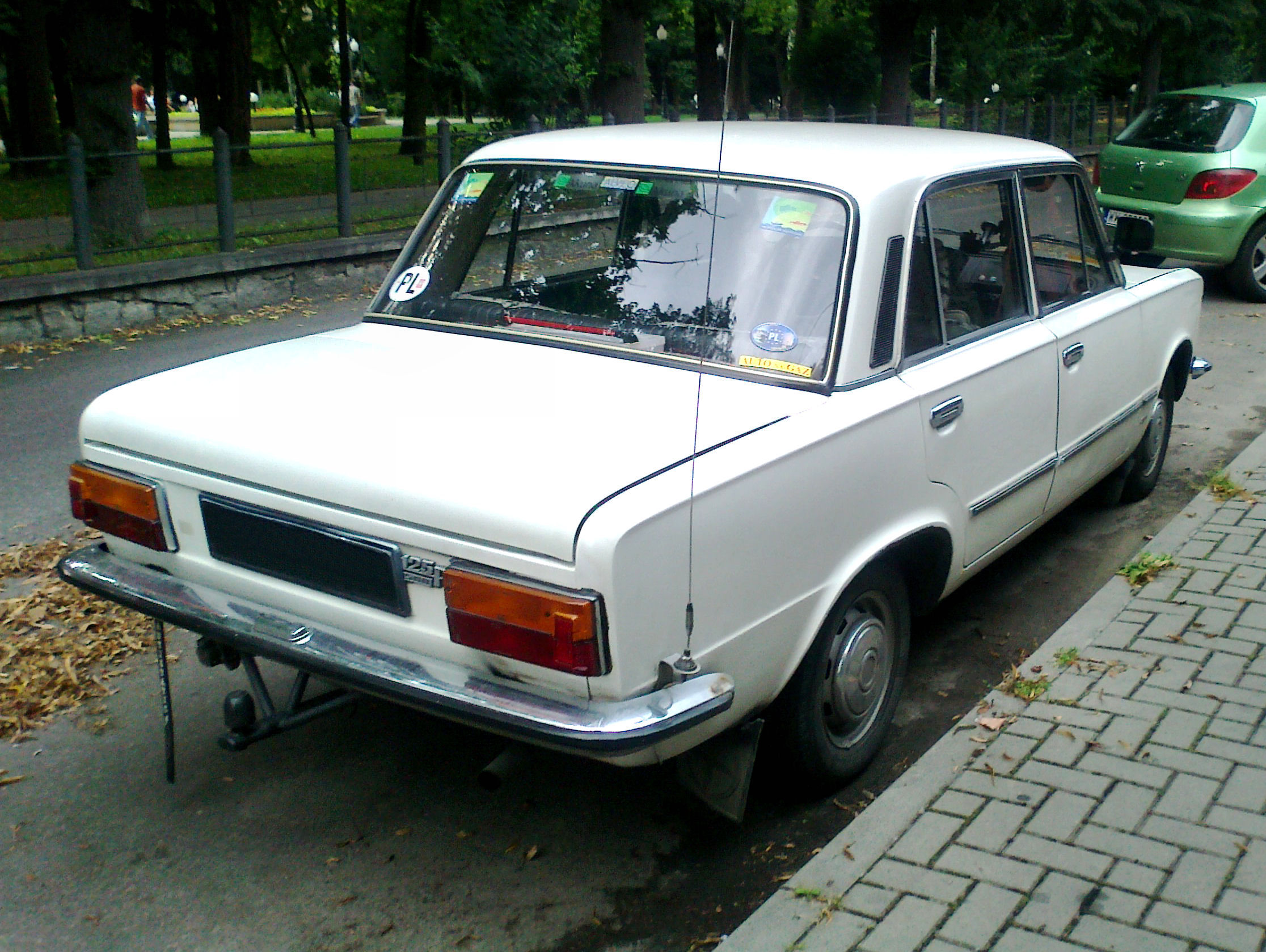
Polski Fiat 125p 1500 MR '82

### FSO 125p (1983-1991)
1 січня 1983 року ліцензійна угода між Fiat і FSO закінчилася, тому назву автомобіля довелося змінити на FSO 125p. Це передбачало введення нового значка на повітрозабірній решітці та видалення таблички «Licencja Fiat» з правої передньої колісної арки. Також був змінений спосіб позначення версії, літерами L, C, M, E і S позначався рівень оснащення автомобіля. FSO 125p у варіанті C був базовим транспортним засобом з максимально можливою компактністю, у випадку з варіантом L автомобіль був оснащений, серед іншого: підігрівом заднього скла, прикурювачем, пасажирськими ручками, бічними молдингами, великими передніми підлокітниками та тахометром, S використовувався для автомобілів з посиленим двигуном, M для автомобілів з силовими агрегатами від Polonez, E для двигунів з електронним запалюванням. У цьому ж році були представлені генератор змінного струму, покажчики температури води і рівня палива від FSO Polonez MR '83 і необслуговувана муфта з механічним управлінням. У квітні 1983 року кузов був збіднений. Були введені бічні покажчики та маленькі чорні ковпаки; ліхтарі багажника, запальнички, ліхтарі бардачка, програматор склоочисників, зовнішні дверні планки, дверні відбивачі та маленькі підлокітники всередині були видалені. З 1984 року на 125p встановлювалися двигуни від Polonez, через рік — 5-ступінчаста коробка передач, а з 1986 року — задні протитуманні фари. Залежно від року випуску та виконання кузова автомобіль міг бути оснащений: обігрівом заднього скла, тахометром, посиленим двигуном 1500, електронним запалюванням, спідометром у милях, системою збіднення паливної суміші, передніми протитуманними фарами, фарами з жовтим світлом, легкосплавними дисками, електронним регулятором склоочисника, прикурювачем або кришками передніх коліс.
У 1986 році була створена коротка серія FSO 125p з дизельними двигунами 1.6 л, розробленими Volkswagen. Це був малопотужний агрегат з максимальною потужністю 54 к. с., що забезпечувало гіршу продуктивність, ніж базові двигуни. FSO 125p 1.6 D зміг розвинути максимальну швидкість 125 км/год із середньою витратою палива 7,5 л на 100 км. Автомобіль був доступний для внутрішнього експорту за ціною 4500 доларів, будучи найдешевшим автомобілем з дизельним двигуном, доступним у Польщі. З 1987 року автомобілі збиралися без сріблястих віконних вставок і дверних планок з нержавіючої сталі. Останньою модернізацією стала зміна спідометра в червні 1988 року - замість характерного горизонтального з рухомою смугою використовувалися круглі циферблати. В останні роки також використовувався новий (третій) вид тканинної оббивки під назвою «діагональ». Він включав два візерунки у відтінках сіро-чорного та коричнево-чорного.
Політична трансформація, що почалася в 1989 році, вирішила долю вже застарілого 125p. Через низький попит (через занадто високу ціну на автомобіль і, перш за все, через наявність сучасніших і якісніших автомобілів, імпортованих із Заходу), на початку лютого 1991 року виробництво 125p було призупинено на два місяці. Останній екземпляр був випущений 29 червня 1991 року, це був універсал вишневого кольору (код фарби L46), номер шасі SUP115DF201067948. Загалом з 1967 по 1991 рік на FSO було випущено 1 445 699 примірників. Експорт і внутрішній експорт включав 874 966 одиниць, в тому числі на експорт - 586 376 одиниць, відправлені приблизно в 80 країн.

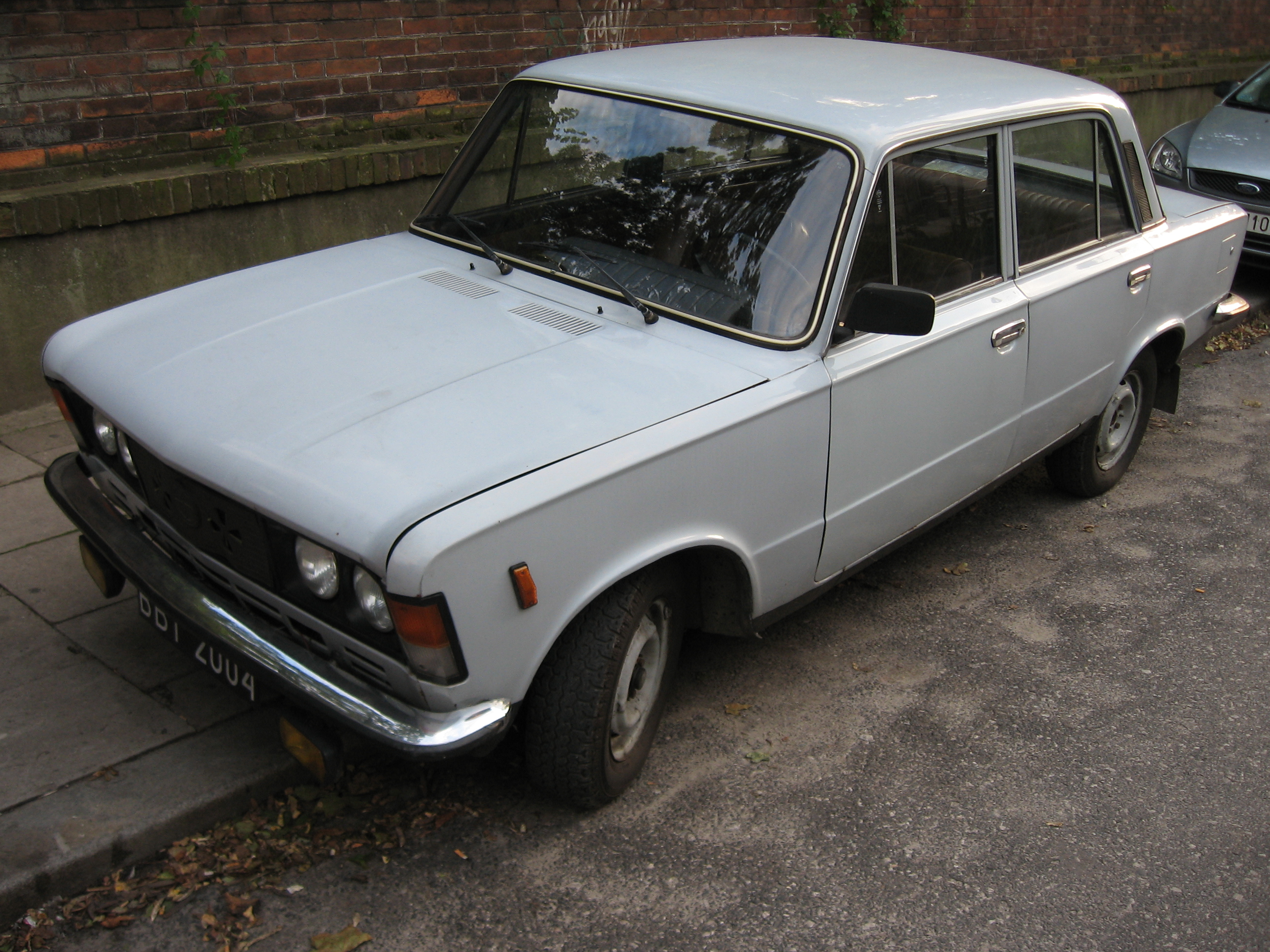
FSO 125p 1.5 C
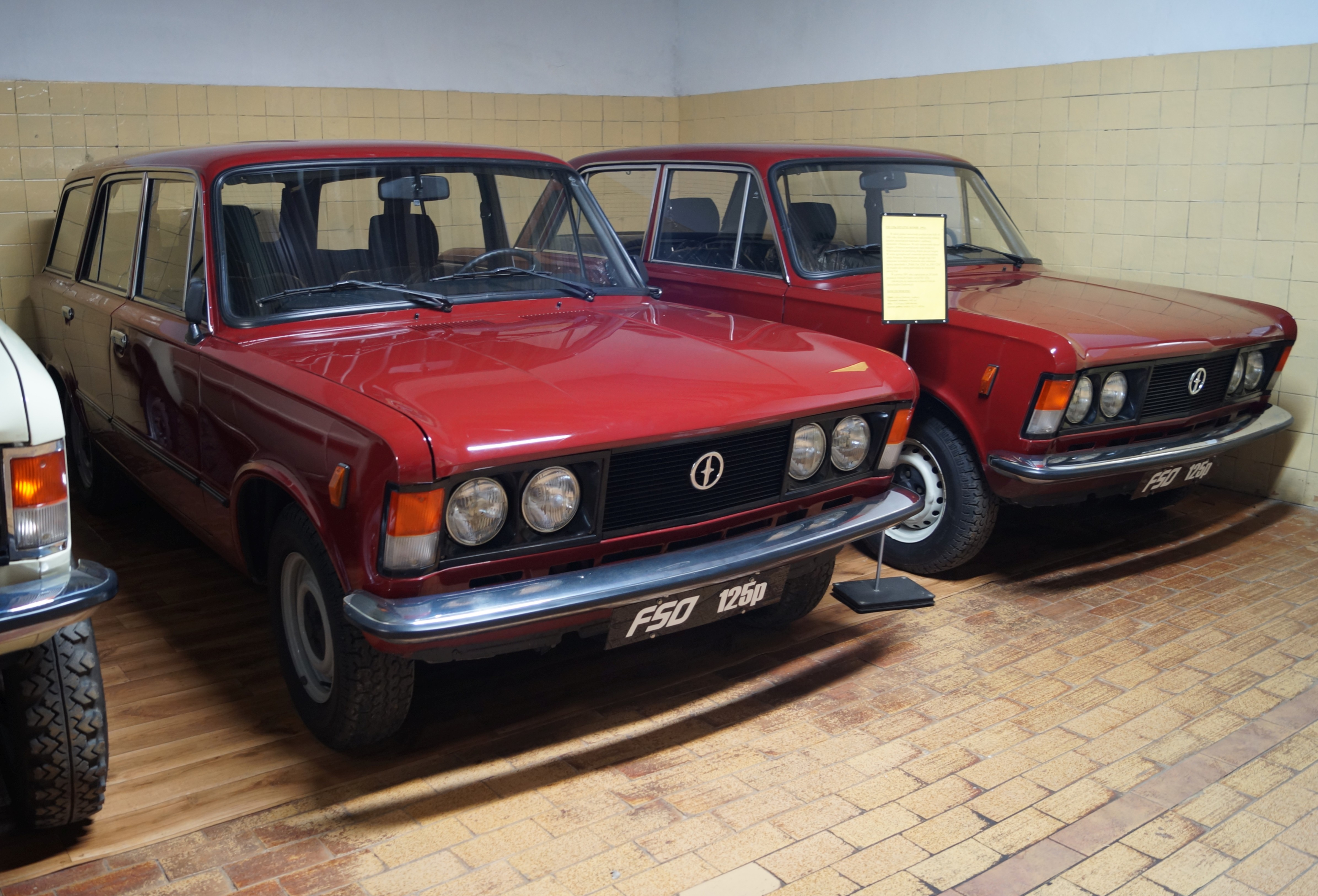
FSO 125p у версіях універсал та седан
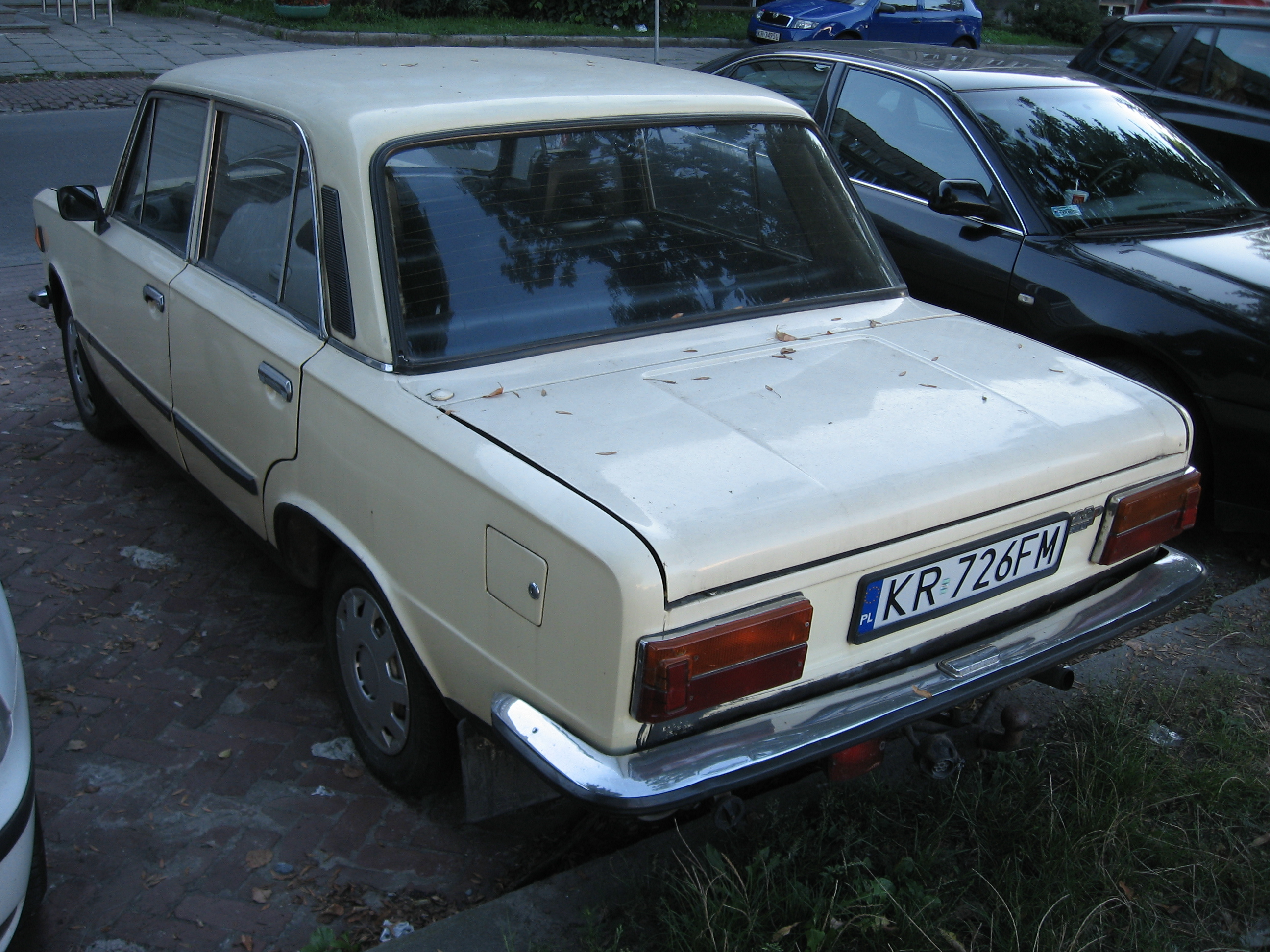
FSO 125p 1.5 L
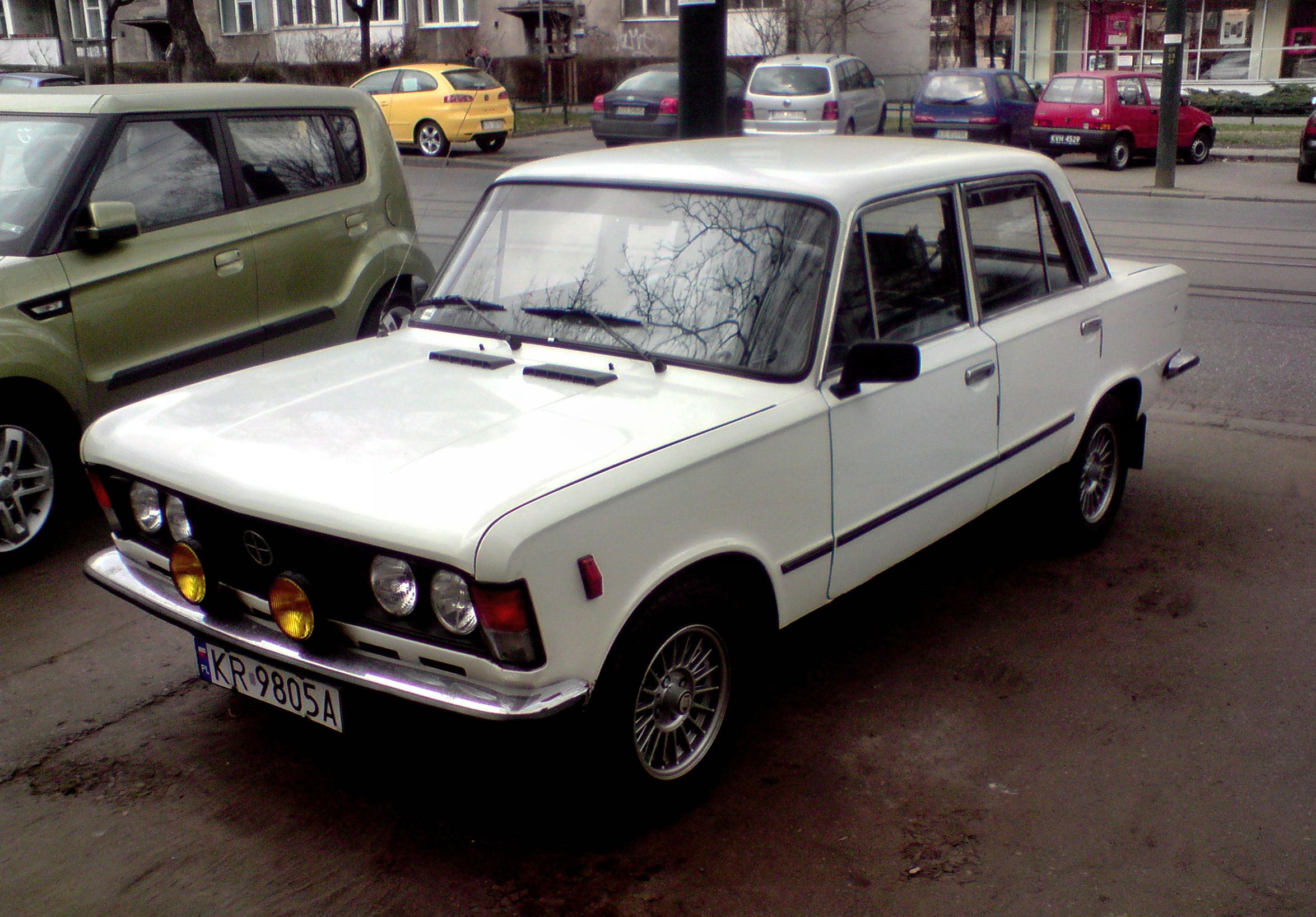
FSO 125p 1.5 ME
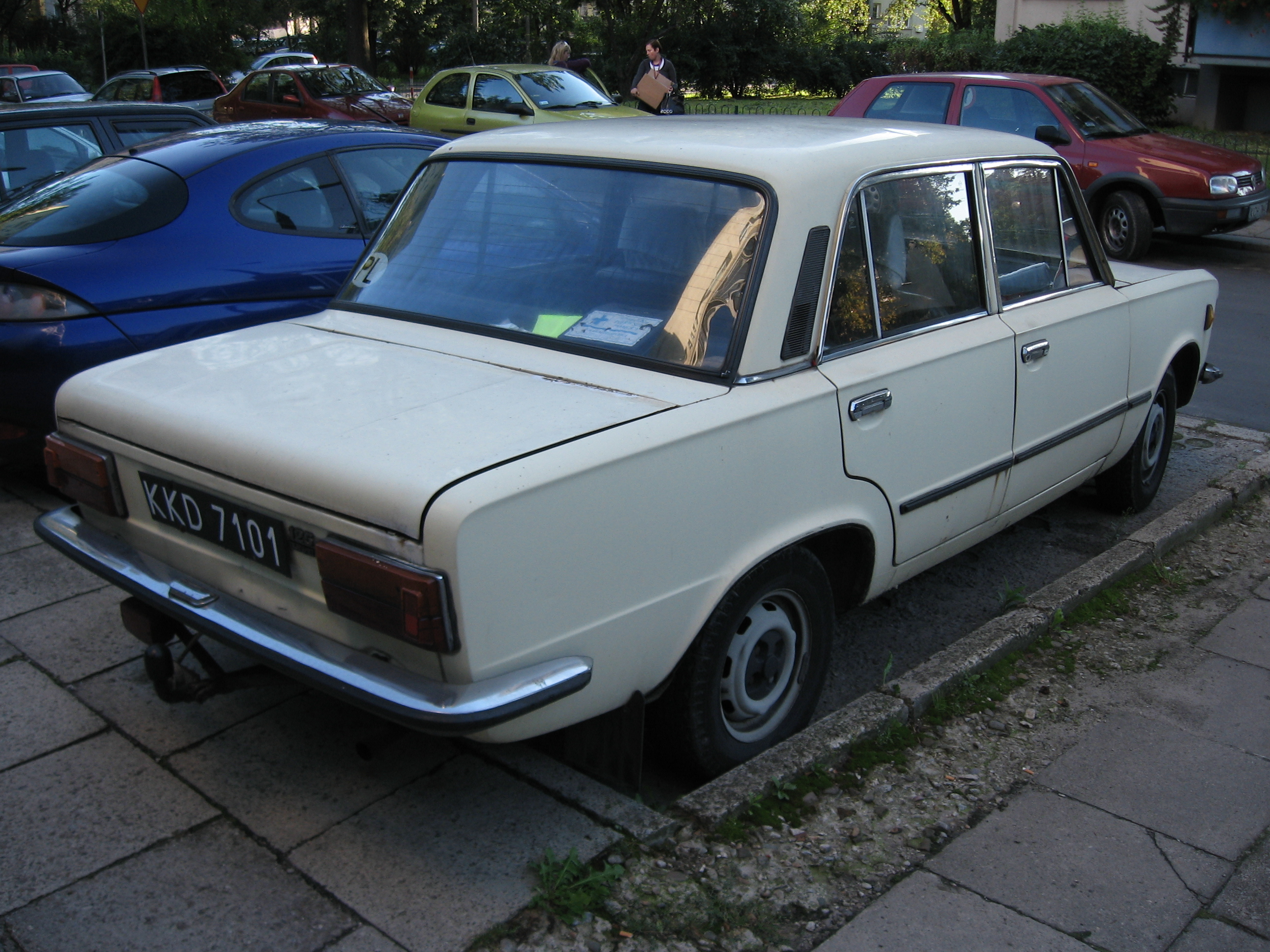
FSO 125p 1.5 ME

## Версії

### Універсал та санітарна машина
Версія універсал була представлена в 1972 році як наступник FSO Warszawa 223 K/224 K. Основні відмінності від версії седан були помітні в задній частині кузова. Універсал мав п'яті двері, що відкривалися вгору, а сам кузов був на 80 мм довший за стандартний 125p. Всередині використано відкидне заднє сидіння без підлокітника, що підвищило корисну вартість автомобіля. Адаптований універсал мав вантажопідйомність 450 кг, тому конструкція заднього моста була посилена. Автомобіль був на 65 кг важчий за седан, тому час розгону від 0 до 100 км/год був на 2 секунди довший (22 с для двигуна 1500). У 1983 році назва була змінена на FSO 125p Kombi і зазнала тих самих модернізацій і змін, що й FSO 125p. Спочатку цей тип поставлявся в Громадянську міліцію та служби порятунку, але згодом став доступний і приватним замовникам. Рівень виробництва універсалів не перевищував 20% від загального виробництва.
На базі універсалу було створено санітарний вузол, призначений для охорони здоров'я. Автомобіль оснащений висувними носилками, кріслом лікаря поруч, а також додатковим вентиляційним отвором і світлофором на даху. Також автомобіль швидкої допомоги вирізнявся матовими задніми вікнами. У задній частині було додаткове крісло для фельдшера або медсестри, а салон автомобіля був оброблений синьою шкірозамінною оббивкою.

### Пікап

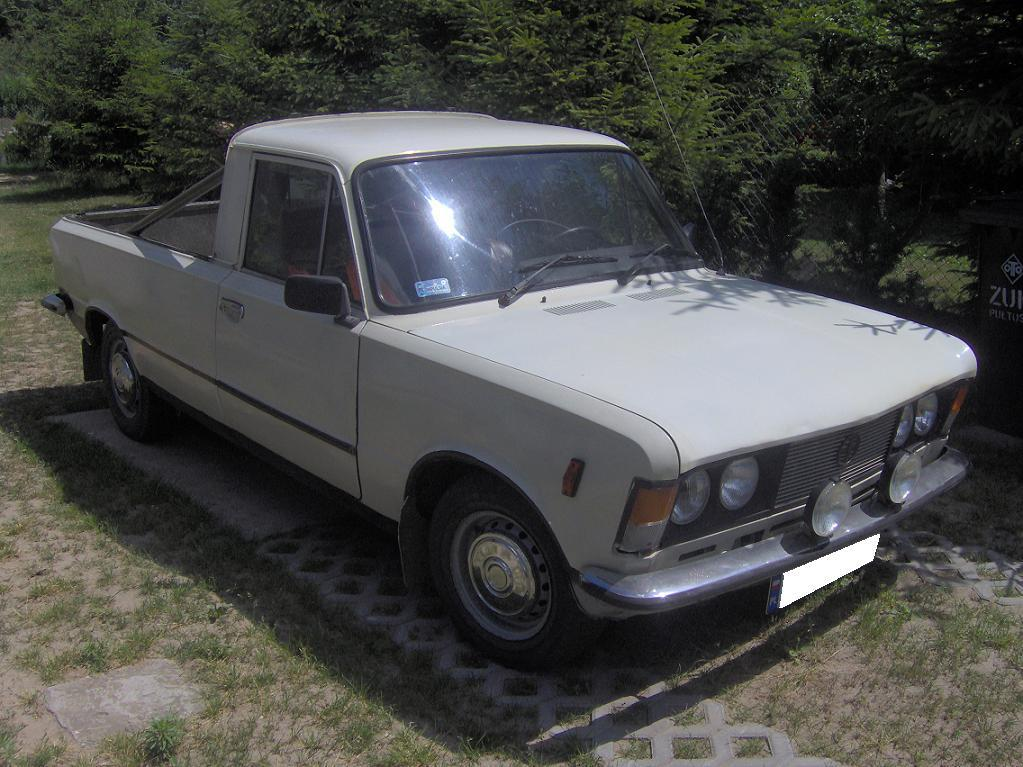
FSO 125p (пікап)

Версія пікапа, яка являє собою комбінацію механічної частини Polski Fiat 125p і кузова, створеного FSO на основі кузова Polski Fiat 125p Kombi, була вперше представлена у 1972 році і надійшла у виробництво через три роки. Рівень виробництва версії пікапа становив невеликий відсоток від загального. Передня частина автомобіля не відрізнялася від пасажирської версії, зміни були помітні з центральної стійки кузова, за передніми сидіннями є стінка, що відокремлює пасажирську частину від вантажної, є вікно, закрите сталевими брусками. Запасне колесо розташоване з правого боку вантажного боксу площею 2,5 м². Шасі пікапа характеризувалося посиленою конструкцією, задня вісь була міцнішою з більш товстими ресорними листами, використовувався інший тип задньої осі та шин. Пікап випускався з двигунами 1300 і 1500. Випускався з 1975 року до закінчення випуску FSO 125p. Ця версія зазнала тих самих модернізацій і змін, що і версія седан. У 1983 році назва була змінена на FSO 125p Pick-up і зазнала тих самих модернізацій і змін, що й FSO 125p. Наступником цього автомобіля став FSO Polonez Truck, запущений у виробництво в 1988 році.
У середині 1970-х років розглядалося впровадження версії пікапа для ринку Північної Америки. Новий автомобіль мав бути оснащений бамперами, подібними до бамперів Volvo 164, двигуном V4 і коробкою передач від Ford, які відповідають суворішим стандартам викидів, і іншою конструкцією системи підвіски. Було створено лише один прототип, який пройшов випробування у Фаленіці. У 1975 році три машини 125p були випробувані в США, тільки пікап після відповідної модернізації (включаючи: клеєні вікна, систему рециркуляції вихлопних газів, карбюратор, покажчики бічних габаритів) відповідав вимогам DOT/EPA. Питання експорту 125p на північноамериканський ринок остаточно провалилося в 1980 році.

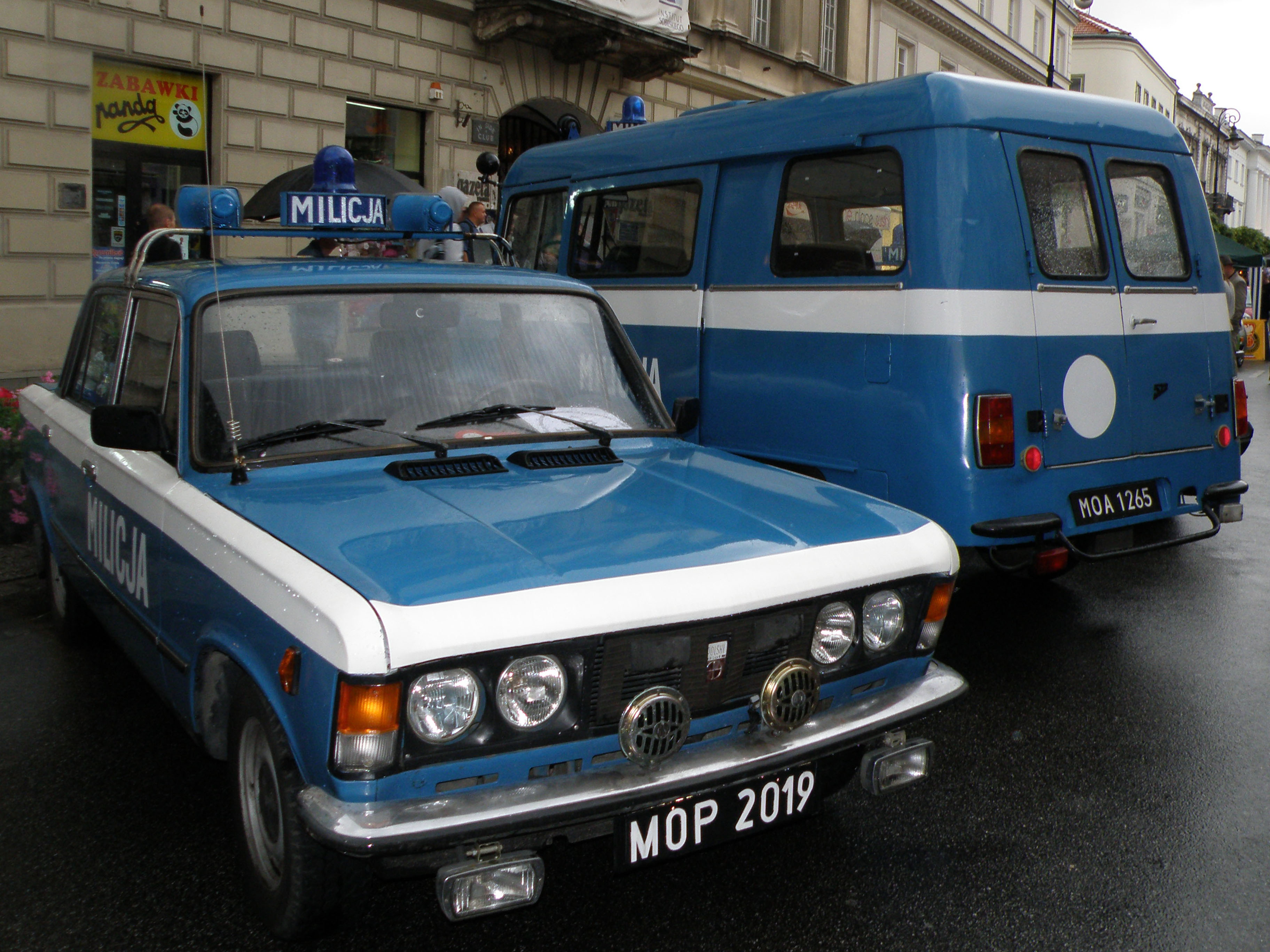
FSO 125p як машина громадянської міліції (Nysa 522 на задньому плані)

### Міліцейська машина
На базі Polski Fiat 125p були сконструйовані міліцейські автомобілі для громадянської міліції. Автомобіль відрізнявся від цивільної версії: радіостанцією і вікном, що розділяє передні і задні сидіння всередині, сиреною і світловим сигналом, спеціальним фарбуванням і передніми протитуманними фарами в стандартній комплектації.

## Прототипи та спеціальні версії

### Polski Fiat 125p Coupé

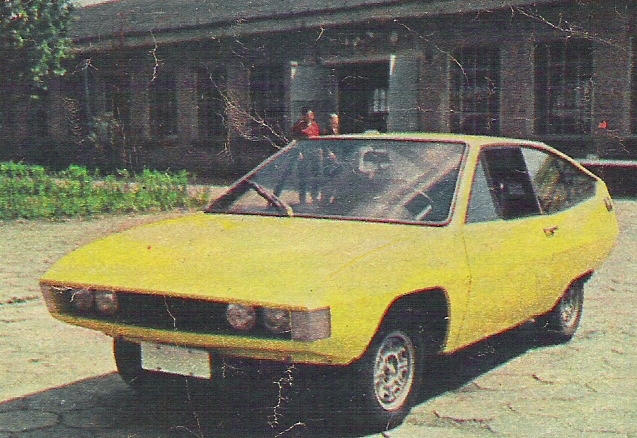
Polski Fiat 125p Coupé

У 1971 році Здзіслав Ваттсон розробив і спроєктував прототип версії з кузовом купе. Транспортний засіб мав перевозити чотирьох людей на двох рядах сидінь. Порівняно з версією седан, ширина шин була збільшена та використано посилений двигун 1500 (90 к. с.), що дозволяє розвивати максимальну швидкість 170 км/год. Проєкт не був впроваджений у виробництво.

### Polski Fiat 125p Kombi з повним приводом
Це був позашляховик, побудований в 1977 році на базі Polski Fiat 125p Kombi. Він оснащувався двигуном 1500 потужністю 75 к. с. і приводом і переднім мостом від Lada Niva, а також ширшими передніми колісними арками і позашляховими шинами. Було створено кілька прототипів, і принаймні один, експонат Автомобільного музею у Варшаві, зберігся до наших днів. Fiat 4x4 отримав дуже позитивні відгуки, але проєкт був призупинений через брак компонентів (заводи Lada не змогли виконати польські замовлення).

### Polski Fiat 125p Pick-up (кемпінг)
У 1973 році була створена туристична версія PF 125p. Його основу склало шасі версії пікап, місце вантажного місця зайняла похідна кабіна. Джерелом приводу був обраний двигун 1500 потужністю 70 к. с., який поєднувався з 4-ступінчастою механічною коробкою передач. Презентація відбулася в 1974 році під час Варшавської 30-ї виставки. Через шість років була представлена версія N249, яка була оснащена знімним корпусом.

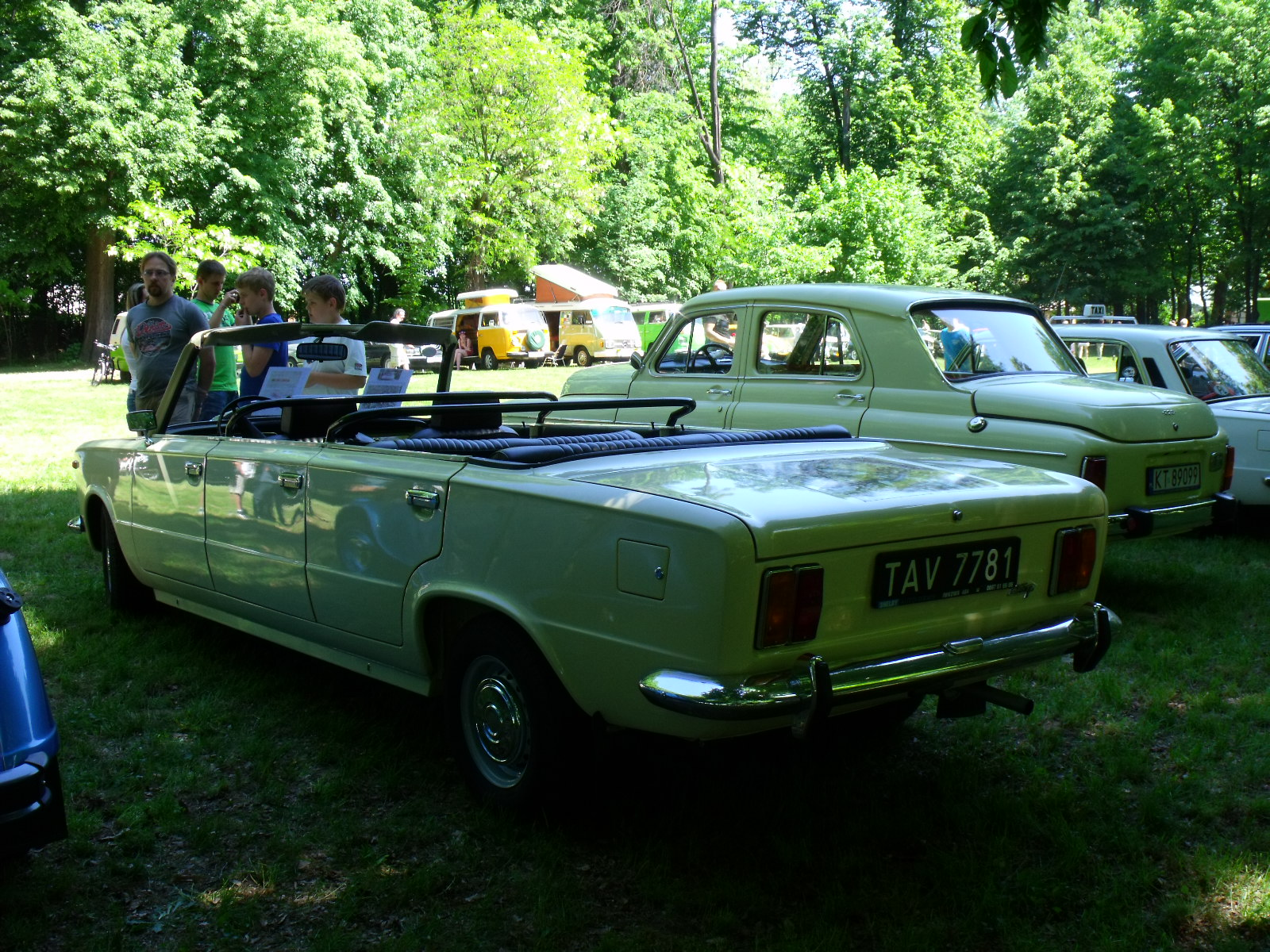
Polski Fiat 125p cabrio

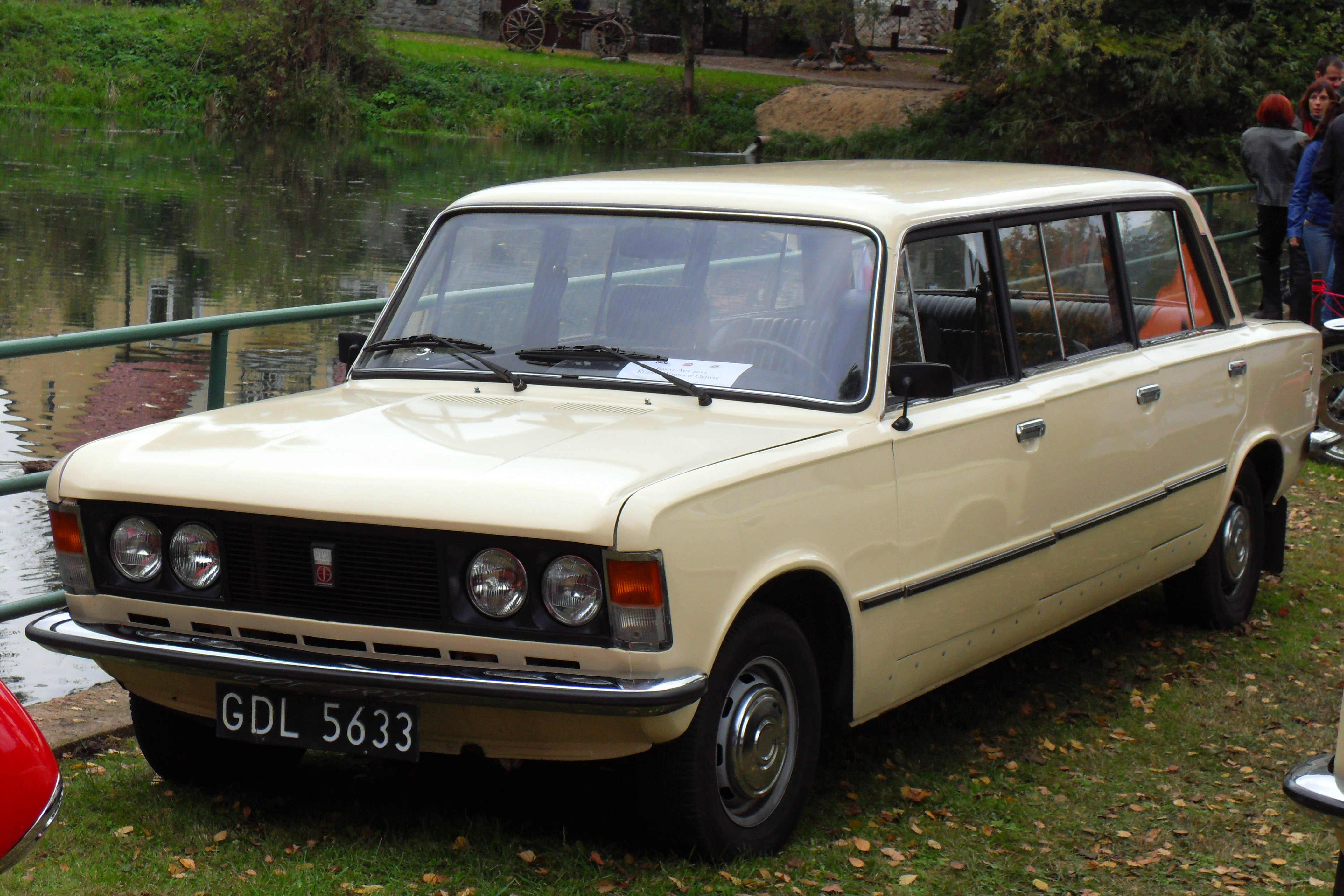
Polski Fiat 125p "такса"

### Polski Fiat 125p cabrio
На 30-й виставці у Варшаві у 1974 році був представлений Polski Fiat 125p зі знімним брезентовим дахом. Ця версія характеризувалася подовженими дверима, посиленою підлогою та новою панеллю приладів і задньою планкою кузова (задні ліхтарі були адаптовані з ВАЗ-2101).

### Polski Fiat 125p "такса" (пол.Jamnik)
У 1974 році була створена коротка серія подовжених автомобілів 125p. Вони мали колісну базу 340 см, 6-дверний кузов і 7-місний салон. Вони були створені шляхом зварювання двох кузовів, посилення підлоги та адаптації підвіски від версії універсал. Автомобіль випускався у варіантах кабріолет, седан і універсал, агрегат 1500 був перейнятий зі стандартної версії без особливих змін. Було виготовлено лише кілька десятків примірників. Подовжені транспортні засоби в основному постачалися туристичним агентствам. Як побічний ефект розрізання двох транспортних засобів на частини та видалення їх підлоги був створений скорочений варіант моделі ("качка" (пол. kaczorek)), але невідомо, чи він міг керувати.

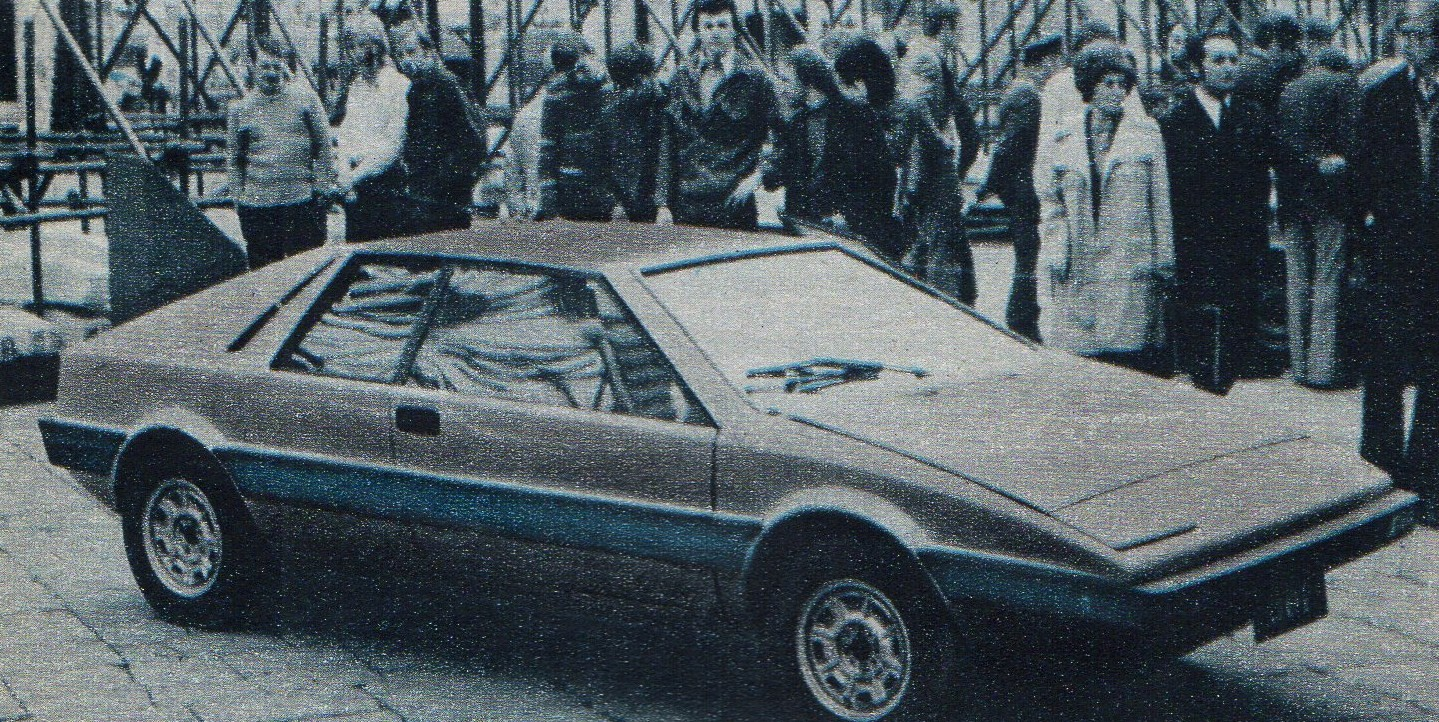
FSO 1300 Coupé

### FSO 1300 Coupé
У 1973–1974 роках був розроблений прототип спортивного купе з використанням деяких технічних рішень Polski Fiat 125p. Клиноподібний кузов, розроблений Збігнєвом Ваттсоном, був оснащений висувними фарами. Двигун оснащувався двигуном R4 1.3 потужністю 75 к. с. від Fiat 128 Rally. Це дозволяло розвивати швидкість 140 км/год. Машина не була запущена в масове виробництво, а єдиний прототип був знищений.

### 125p GTJ
Центр автомобільного спорту при FSO планував представити ще один варіант автомобіля, після "Акрополіса" і "Монте-Карло", з ще кращими характеристиками. Було створено дві моделі, оснащені двигуном 2000 DOHC від Fiat 132p потужністю 112 кінських сил. Він дозволяв розвивати максимальну швидкість 185 км/год. Пізніше один з прототипів був оснащений двигуном 1.8 потужністю 198 к. с., що означало, що 125p міг розганятися від 220 до 240 км/год залежно від налаштувань.

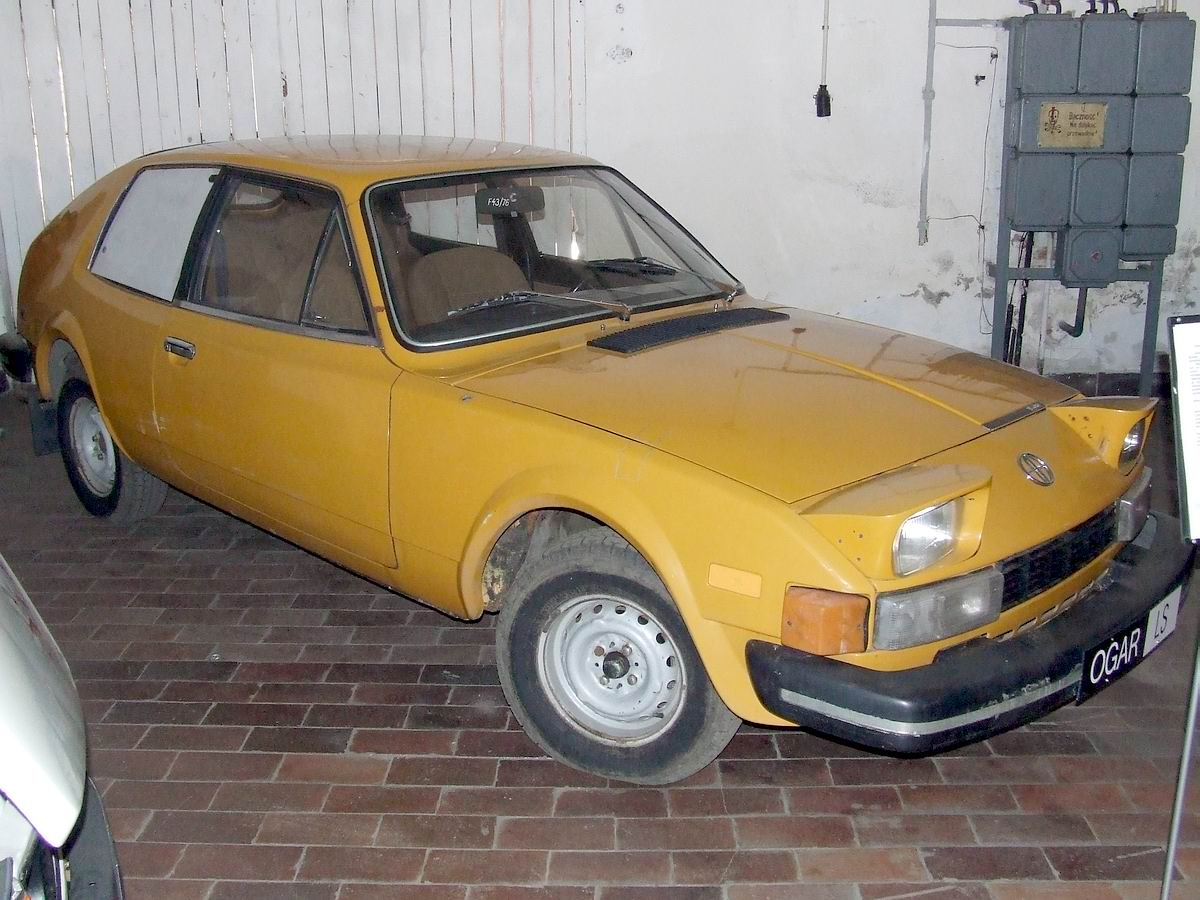
FSO Ogar

### FSO Ogar
У 1977 році був представлений автомобіль з кузовом, розробленим Цезарі Навротом, на основі плити підлоги та компонентів Polski Fiat 125p. В якості джерела живлення використовувався двигун 1500 потужністю 82 к. с., який дозволяв розігнатися машині приблизно до 155 км/год. Було створено лише один прототип, який проїхав понад 70 000 км під час випробувань. Автомобіль був близький до запуску в серійне виробництво, річний випуск планувався на рівні 10 000 одиниць. Однак цього не вдалося здійснити, в основному через плани вивести на ринок Polonez і відсутність попиту на спортивний автомобіль у Польщі.

### Електричний Polski Fiat 125p
Електричний Polski Fiat 125p був виготовлений у 1977 році в Електротехнічному інституті у Варшаві. Колектив очолив проф. доктор філософії з інженерії Євгеніуш Пославський, а також: електротехнік Тадеуш Войтковяк і механік Владислав Подгурський. З 1991 року подальші розробки автомобіля велися в Кельцькому технологічному університеті. Машина мала запас ходу 100 км та могла розвивати швидкість 80 км/год. Автомобіль мав тягову акумуляторну батарею номінальною напругою 96 В, що складалася з 8 свинцево-кислотних акумуляторів 12 В ємністю 120 ампер-годин.

## Обсяг виробництва
Джерело:
Перша серія з 75 польських Fiat 125p вийшла з заводу в Жерані в 1967 році. Рівень виробництва зростав з кожним роком, 50 000 одиниць на рік було перевищено в 1971 році, а 100 000 в 1974 році. Піковим роком був 1976 рік, коли було випущено 116 940 одиниць моделі (з них експортовано 83 413 шт.). З цього моменту рівень виробництва почав падати, знову піднявшись у 1983-85 роках. Останні 4709 одиниць були побудовані в 1991 році.
| Рік  | Виготовлено, од. |
| ---- | ---------------- |
| 1967 | 75               |
| 1968 | 7 101            |
| 1969 | 14 736           |
| 1970 | 31 986           |
| 1971 | 52 352           |
| 1972 | 59 728           |
| 1973 | 82 853           |
| 1974 | 104 381          |
| 1975 | 114 327          |
| 1976 | 116 940          |
| 1977 | 104 432          |
| 1978 | 98 075           |
| 1979 | 84 858           |
| 1980 | 69 649           |
| 1981 | 52 448           |
| 1982 | 47 715           |
| 1983 | 58 005           |
| 1984 | 61 029           |
| 1985 | 61 212           |
| 1986 | 60 588           |
| 1987 | 57 624           |
| 1988 | 44 842           |
| 1989 | 28 033           |
| 1990 | 28 077           |
| 1991 | 4 709            |

## Технічні дані

### Двигуни
- 1295 см3 OHV Р4 60-65 к.с.
- 1481 см3 OHV Р4 70-82 к.с.
- 1592 см3 Fiat DOHC Р4 98 к.с.
- 1756 см3 Fiat DOHC Р4 105 к.с.
- 2000 см3 Fiat DOHC Р4
- 1588 см3 дизель SOHC Р4 54 к.с.

| Версія           | Двигун                     | Система живлення     | Діаметр поршня × хід | Ступінь стиснення | Макс. потужність                   | Макс. крутний момент     | 0-100 км/год | Макс. швидкість | Середнє споживання пального (на 100 км) |
| 1968-1975        | 1968-1975                  | 1968-1975            | 1968-1975            | 1968-1975         | 1968-1975                          | 1968-1975                | 1968-1975    | 1968-1975       | 1968-1975                               |
| ---------------- | -------------------------- | -------------------- | -------------------- | ----------------- | ---------------------------------- | ------------------------ | ------------ | --------------- | --------------------------------------- |
| 1300             | R4, 1,3 л (1295 см3), OHV  | карбюратор           | 72 мм × 79,5 мм      | 9,0:1             | 60 к. с. (44 кВт) при 5400 об/хв   | 103 Н·м при 3200 об/хв   | 21,5 с.      | 140 км/год      | 8,2 л                                   |
| 1500             | R4, 1,5 л (1481 см3), OHV  | карбюратор           | 77 мм × 79,5 мм      | 9,0:1             | 70 к. с. (51,5 кВт) при 5400 об/хв | 113 Н·м при 3200 об/хв   | н/д          | 150 км/год      | 8,5 л                                   |
| 1600 Монте-Карло | R4, 1,6 л (1592 см3), DOHC | карбюратор           | 80 мм × 79,2 мм      | 9,0:1             | 98 к. с. (72 кВт) при 6000 об/хв   | 132 Н·м при 4000 об/хв   | н/д          | 165 км/год      | приблизно 12 л 20 л при ралійній їзді   |
| 1800 Акрополь    | R4, 1,8 л (1756 см3), DOHC | карбюратор           | 84 мм × 79,2 мм      | 9,0:1             | 105 к. с. (77 кВт) при 6000 об/хв  | 141 Н·м при 4000 об/хв   | н/д          | 170 км/год      | н/д                                     |
| 1975-1983        |                            |                      |                      |                   |                                    |                          |              |                 |                                         |
| 1300             | R4, 1,3 л (1295 см3), OHV  | карбюратор           | 72 мм × 79,5 мм      | 9,0:1             | 65 к. с. (48 кВт) при 5200 об/хв   | 93,2 Н·м при 3200 об/хв  | 20,0 с.      | 145 км/год      | 8,0 л                                   |
| 1500             | R4, 1,5 л (1481 см3), OHV  | карбюратор           | 77 мм × 79,5 мм      | 9,0:1             | 75 к. с. (55 кВт) при 5400 об/хв   | 112,8 Н·м при 3400 об/хв | 18,0 с.      | 155 км/год      | 8,2 л                                   |
| 1983-1991        |                            |                      |                      |                   |                                    |                          |              |                 |                                         |
| 1.3 116C.076/56  | R4, 1,3 л (1295 см3), OHV  | карбюратор 34 ДЧД-17 | 72 мм × 79,5 мм      | 9,0:1             | 65 к. с. (48 кВт) при 5300 об/хв   | 93,2 Н·м при 3200 об/хв  | 20,0 с.      | 145 км/год      | 8,0 л                                   |
| 1.3 116C.076/01  | R4, 1,3 л (1295 см3), OHV  | карбюратор 34 ДЧД-31 | 72 мм × 79,5 мм      | 7,4:1             | 60 к. с. (44 кВт) при 5000 об/хв   | 93,2 Н·м при 3200 об/хв  | 20,0 с.      | 145 км/год      | 8,0 л                                   |
| 1.5 115C.076/52  | R4, 1,5 л (1481 см3), OHV  | карбюратор 34 ДЧД-16 | 77 мм × 79,5 мм      | 9,0:1             | 75 к. с. (55 кВт) при 5400 об/хв   | 114,7 Н·м при 3200 об/хв | 18,0 с.      | 155 км/год      | 8,2 л                                   |
| 1.5 115C.076/53  | R4, 1,5 л (1481 см3), OHV  | карбюратор 34 ДЧД-20 | 77 мм × 79,5 мм      | 7,2:1             | 70 к. с. (51,5 кВт) при 5200 об/хв | 106 Н·м при 3400 об/хв   | н/д          | н/д             | н/д                                     |
| 1.5 AB           | R4, 1,5 л (1481 см3), OHV  | карбюратор           | 77 мм × 79,5 мм      | 9,2:1             | 82 к. с. (64 кВт) при 5200 об/хв   | 114,5 Н·м при 3400 об/хв | н/д          | 155 км/год      | 7,8 л                                   |
| 1.6 D            | R4, 1,6 л (1588 см3), SOHC | непряме введення     | 79,5 мм × 80 мм      | 23,0:1            | 54 к. с. (40 кВт) при 4800 об/хв   | 100 Н·м при 2300 об/хв   | 25,2 с.      | 125 км/год      | 7,4 л                                   |

Дані для агрегатів OHV:

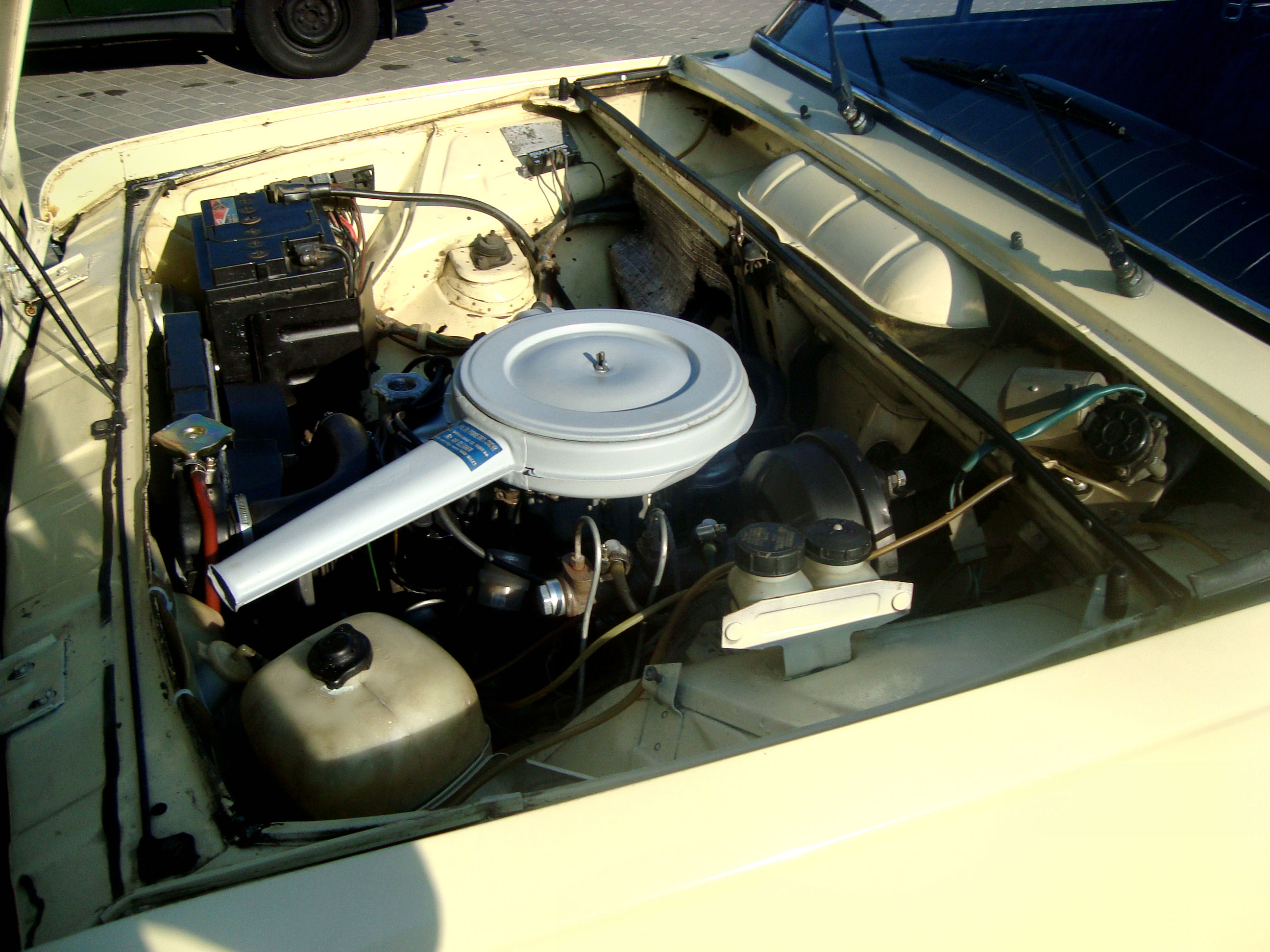
Моторний відсік FSO 125p 1.5 C 1985 року

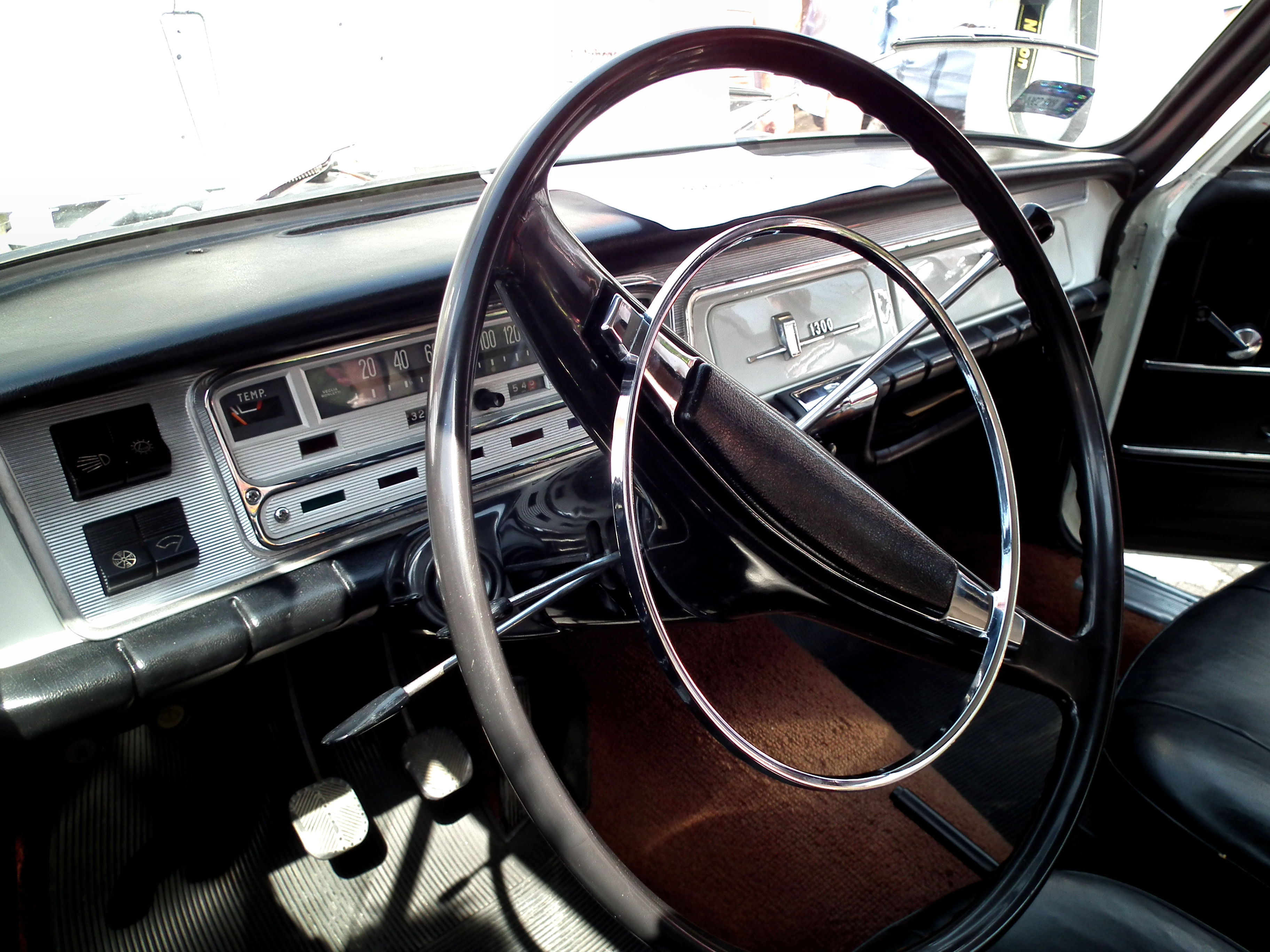
Панель приладів Polski Fiat 125p 1300 1969 року - запалювання зліва, важіль коробки передач в рульовій колонці

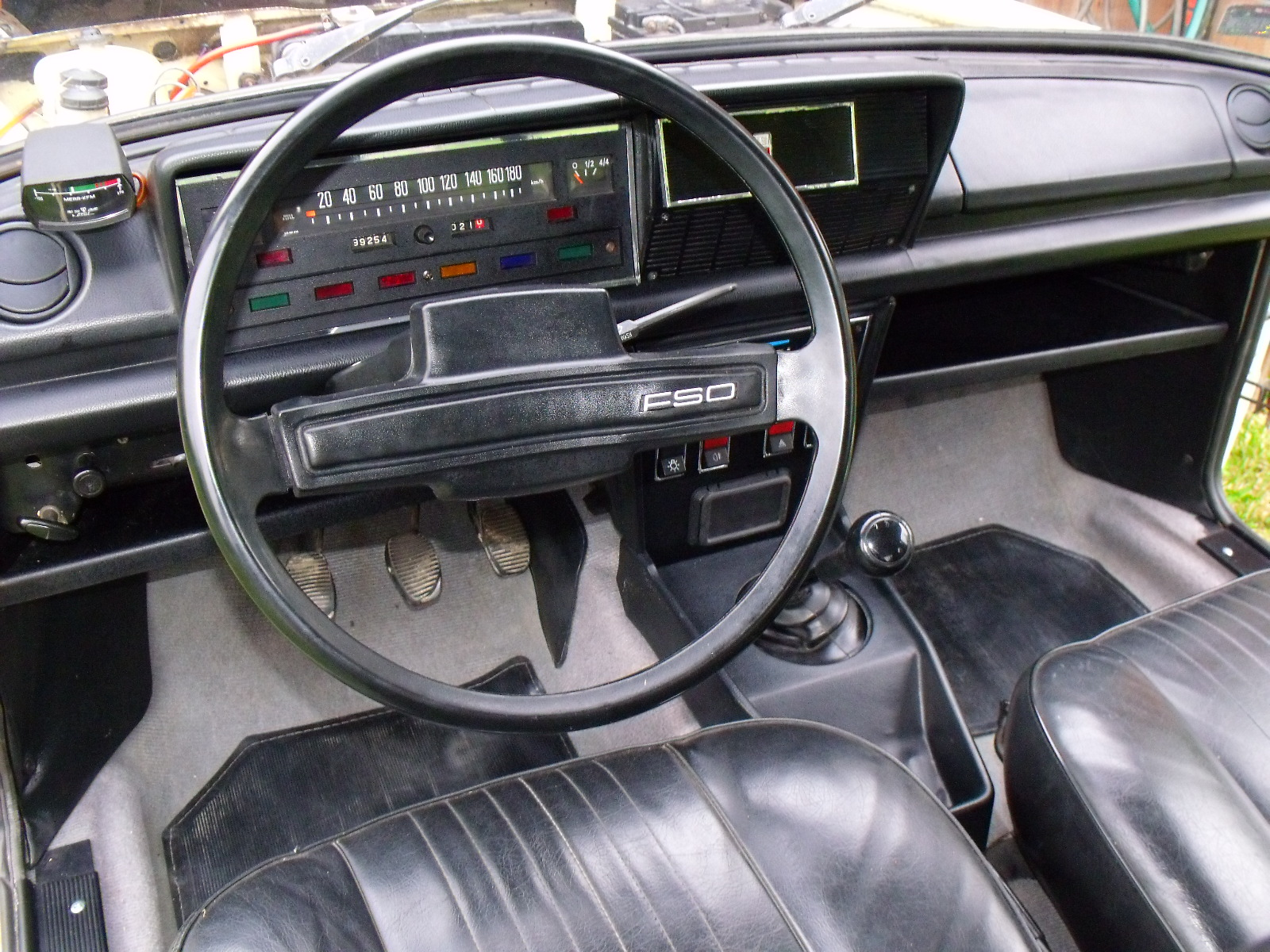
Приладова панель FSO 125p 1.5 C 1985 року

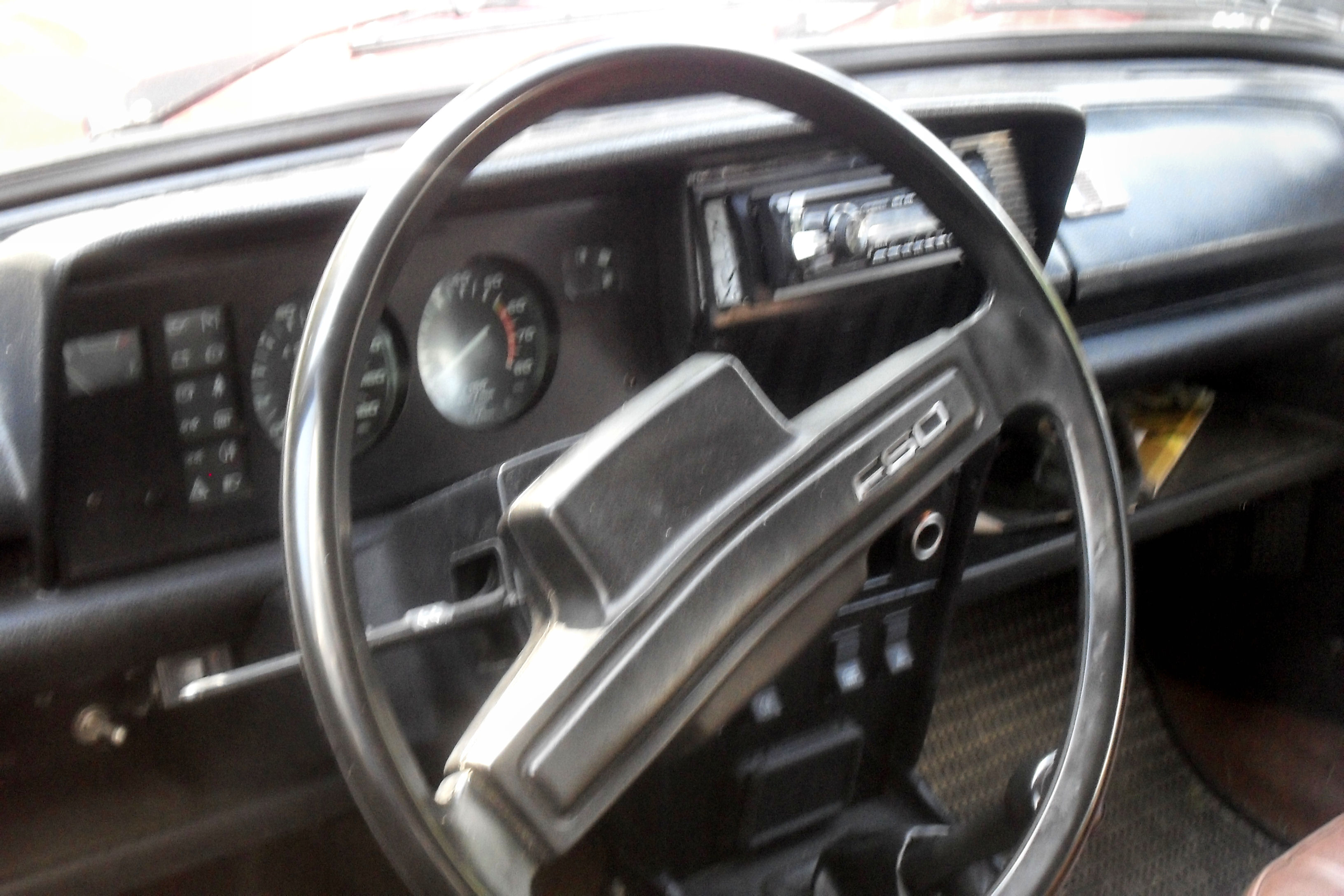
Панель приладів FSO 125p 1.5 ME 1990 року

- Тип двигуна: чотирициліндровий рядний, чотиритактний, бензиновий, рідинного охолодження
- Кований колінчастий вал на трьох підшипниках
- Блок двигуна з чавуну, головка з литого алюмінієвого сплаву
- Привід ГРМ здійснюється зубчастим ланцюгом, розподільний вал встановлений в блоці двигуна (у версії 1.3/1.5M привід ГРМ здійснюється зубчастим ременем)
- Система охолодження: рідинне охолодження, закрита система, вентилятор радіатора постійно підключений до шківа водяного насоса (1300) або з муфтою, керованою тепловим перемикачем, розташованим у радіаторі (1500)
- Порядок запалювання: 1–3–4–2
- Повітряний фільтр: з паперовою вставкою
- Система запалювання: механічне/традиційне запалювання (у версіях 1.3/1.5M - електронне запалювання)
- Кут випередження запалювання: 5 + 2°
- Система живлення: карбюратор із низхідним потоком Weber 34 DCHD-1 (для версії 1.3/1.5M - Weber 34 SC2)
- Об'єм системи охолодження: 7,5 л
- Ємність масляного картера: 3,6 – 4,0 л (залежно від двигуна)

### Коробка передач і силові передачі
Джерело:
- Коробка передач: 4-ступінчаста, повністю синхронізована, управляється важелем, розташованим на підлозі (до 1972 року в рульовій колонці, з 1985 року була 5-ступінчаста, взята від «Полонеза»).
- Зчеплення: однодискове сухе з шістьма пружинами, гідравлічне управління (з 1983 року механічне управління)
- Приводний вал: двокомпонентний трубчастий з проміжним підшипником і гнучкою опорою
- Задній міст: міст з гіпоїдною головною передачею
- Передавальні числа (4-ступінчаста коробка передач): I передача - 3,75:1, II - 2,3:1, III - 1,49:1, IV - 1:1, реверс - 3,87:1
- Передавальні числа (5-ступінчаста коробка передач): I передача - 3,75:1, II - 2,3:1, III - 1,49:1, IV - 1:1, V - 0,881:1, реверс - 3,87:1
- Передаточне число задньої осі: 10/41
- Максимальна швидкість на окремих передачах (автомобіль повністю завантажений, двигун обкатаний):
  - Двигун 1300: I передача - 40 км/год; II - 65 км/год; III - 100 км/год; IV - 145 км/год
  - Двигун 1500: I передача - 40 км/год; II - 65 км/год; III - 100 км/год; IV - 155 км/год
- Здатність підніматися на пагорб на окремих передачах:
  - Двигун 1300: I передача - 35%; II - 20%; III - 13%; IV - 6%; реверс - 36%
  - Двигун 1500: I передача - 41%; II - 23%; III - 14%; IV - 8%; реверс - 42%
- Ємність системи змащення коробки передач: 1,35 л
- Ємність системи змащення заднього моста: 1,2 – 2,0 л

### Рульове управління та підвіска
Джерело:
- Рульовий механізм: черв'ячний з роликом із середнім передавальним числом 16,4:1
- Рульовий вал підтримується двома конічними роликовими вальницями
- Розмір шин: 165 SR13, диски 4.5Jx13
- Тиск в шинах - передня 0,17 МПа, задня 0,19 МПа
- Колісна база спереду/ззаду: 1298/1275 мм
- Передня підвіска: незалежна, верхній і нижній трикутні важелі, циліндрові пружини, телескопічні амортизатори, стабілізатор поперечної стійкості, тягові балки.
- Задня підвіска: задня вісь жорстка, дві поздовжні 2-листові ресори (до 1973 року 4-листові), телескопічні амортизатори, реакційні дуги
- Поперечний кліренс: 130 мм (автомобіль завантажений)

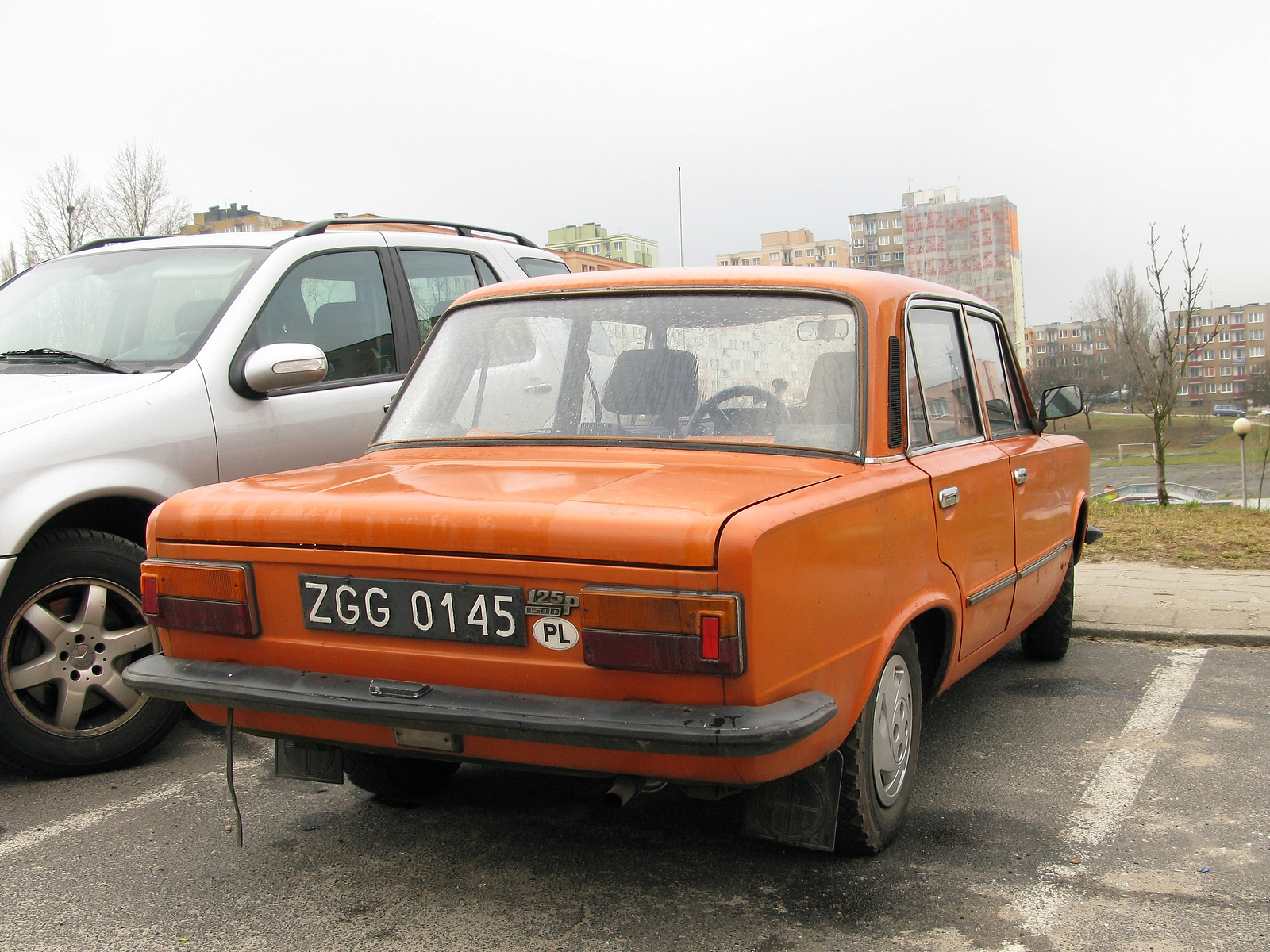

### Інше
Джерело:
- Гальма: двоконтурні з гідропідсилювачем керма, чотириколісні дискові, коректор гальмівних зусиль на задній осі, механічне допоміжне гальмо на задні колеса, діаметр гальмового диска 227 мм
- Максимальна маса буксируваного причепа: 500 кг (1000 кг для причепа з гальмівною системою)
- Електроустановка напругою 12В
- Свинцево-кислотний акумулятор ємністю 45 Ач
- Зарядка через генератор типу A 12 M-124/12/42
- Діаметр точіння: 10,8 м

## Експорт
Джерела:
| Рік  | Експортовано, од. |
| ---- | ----------------- |
| 1968 | 1 876             |
| 1969 | 9 593             |
| 1970 | 23 294            |
| 1971 | 35 352            |
| 1972 | 54 423            |
| 1973 | 68 990            |
| 1974 | 78 332            |
| 1975 | 82 909            |
| 1976 | 83 413            |
| 1977 | 78 996            |
| 1978 | 76 251            |
| 1979 | 54 768            |
| 1980 | 44 733            |
| 1981 | 28 628            |
| 1982 | 31 476            |
| 1983 | 25 228            |
| 1984 | 14 019            |
| 1985 | 16 834            |
| 1986 | 16 669            |
| 1987 | 20 989            |
| 1988 | 14 818            |
| 1989 | 10 251            |
| 1990 | 3 097             |
| 1991 | 26                |

Polski Fiat 125p/FSO 125p експортувався до 80 країн світу. Спочатку модель продавалася в Чехословаччині, НДР та Угорщині. Пізніше серед реципієнтів були такі країни, як Австралія, Нідерланди, Фінляндія, Ліван, Франція, Швейцарія, Німеччина, Ісландія, Ірак, Колумбія, Індонезія та Велика Британія. Всього на експорт призначалося 586 376 одиниць, ще 288 590 одиниць було продано в країні в рамках внутрішнього експорту. Найбільше автомобілів потрапило до Югославії, Чехословаччини та Угорщини.
Незабаром після запуску виробництва моделі в Польщі було розпочато створення європейської мережі продажів. Після підписання першого контракту (Фінляндія) виник конфлікт із фінським імпортером Fiat, але ліцензійний договір дозволив полякам експортувати 125p на західні ринки.
Перші автомобілі почали постачатися за кордон у 1968 році. Рівень 50 000 одиниць на рік був перевищений у 1972 році, піком були 1974-78 роки (найкращий 1976 рік, 83 413 одиниць). Пізніше рівень поступово знижувався, з коротким відскоком у 1985-87 роках. Останні 26 екземплярів були експортовані в 1991 році.
| Держава           | Автомобілів |  | Держава                  | Автомобілів |
| ----------------- | ----------- |  | ------------------------ | ----------- |
| Югославія         | 114 526     |  | Індонезія                | 386         |
| Чехословаччина    | 82 662      |  | Ліберія                  | 358         |
| Угорщина          | 67 887      |  | Саудівська Аравія        | 352         |
| Велика Британія   | 48 370      |  | Мальта                   | 302         |
| Болгарія          | 46 500      |  | Катар                    | 273         |
| НДР               | 43 340      |  | Гаїті                    | 262         |
| Франція           | 27 663      |  | Нікарагуа                | 239         |
| Єгипет            | 21 699      |  | Нігерія                  | 223         |
| Колумбія          | 14 875      |  | Лівія                    | 191         |
| Греція            | 14 616      |  | Сьєрра-Леоне             | 185         |
| Ірак              | 13 092      |  | Домініканська Республіка | 180         |
| КНР               | 11 849      |  | Сирія                    | 170         |
| Фінляндія         | 11 561      |  | Заїр                     | 167         |
| Бельгія           | 10 820      |  | Гватемала                | 165         |
| Німеччина         | 8864        |  | Туніс                    | 154         |
| Нідерланди        | 5746        |  | Швеція                   | 109         |
| Данія             | 5631        |  | Марокко                  | 100         |
| Іран              | 5334        |  | Сінгапур                 | 80          |
| Еквадор           | 2504        |  | Сенегал                  | 76          |
| Норвегія          | 2377        |  | ОАЕ                      | 69          |
| Австрія           | 2250        |  | Камерун                  | 67          |
| Таїланд           | 1873        |  | Республіка Конго         | 51          |
| Алжир             | 1575        |  | Північна Корея           | 41          |
| Пакистан          | 1501        |  | Гібралтар                | 40          |
| Ліван             | 1460        |  | В'єтнам                  | 40          |
| Чилі              | 1290        |  | Абу-Дабі                 | 30          |
| Кувейт            | 1238        |  | Кот-д'Івуар              | 27          |
| Куба              | 1229        |  | Нова Зеландія            | 26          |
| Канарські острови | 1012        |  | СРСР                     | 23          |
| Швейцарія         | 1005        |  | Туреччина                | 20          |
| Албанія           | 943         |  | Коморські Острови        | 19          |
| Ісландія          | 926         |  | США                      | 12          |
| Малайзія          | 912         |  | Японія                   | 8           |
| Кіпр              | 870         |  | Фіджі                    | 5           |
| Ірландія          | 868         |  | Гвінея                   | 4           |
| Коста-Рика        | 824         |  | Малі                     | 4           |
| Панама            | 653         |  | Гонконг                  | 3           |
| Гана              | 612         |  | інші                     | 62          |
| Йорданія          | 476         |  | /                        | /           |
| Перу              | 420         |  | /                        | /           |

### Експортні назви
Джерело:
- Polski Fiat 125px (Франція)
- Polski Fiat Lapponia (Фінляндія)
- FSO Polda (Данія)
- FSO Linda (Франція)
- FSO Montana Break (Франція)
- FSO Arizona Pickup (Франція)
- FSO Classic/Classic Estate (Голландія)
- FSO Polonez Sedan/Estate (Голландія)[59]
- FSO 1300/1500
- Zastava 125pz (Югославія)
- FSO Polonez 1300/1500 (Чилі)

### Nasr
Polski Fiat 125p був зібраний у 1970-х роках (за системою CKD) єгипетською компанією Nasr. Таким чином до Єгипту потрапило менше 22 000 екземплярів автомобіля.

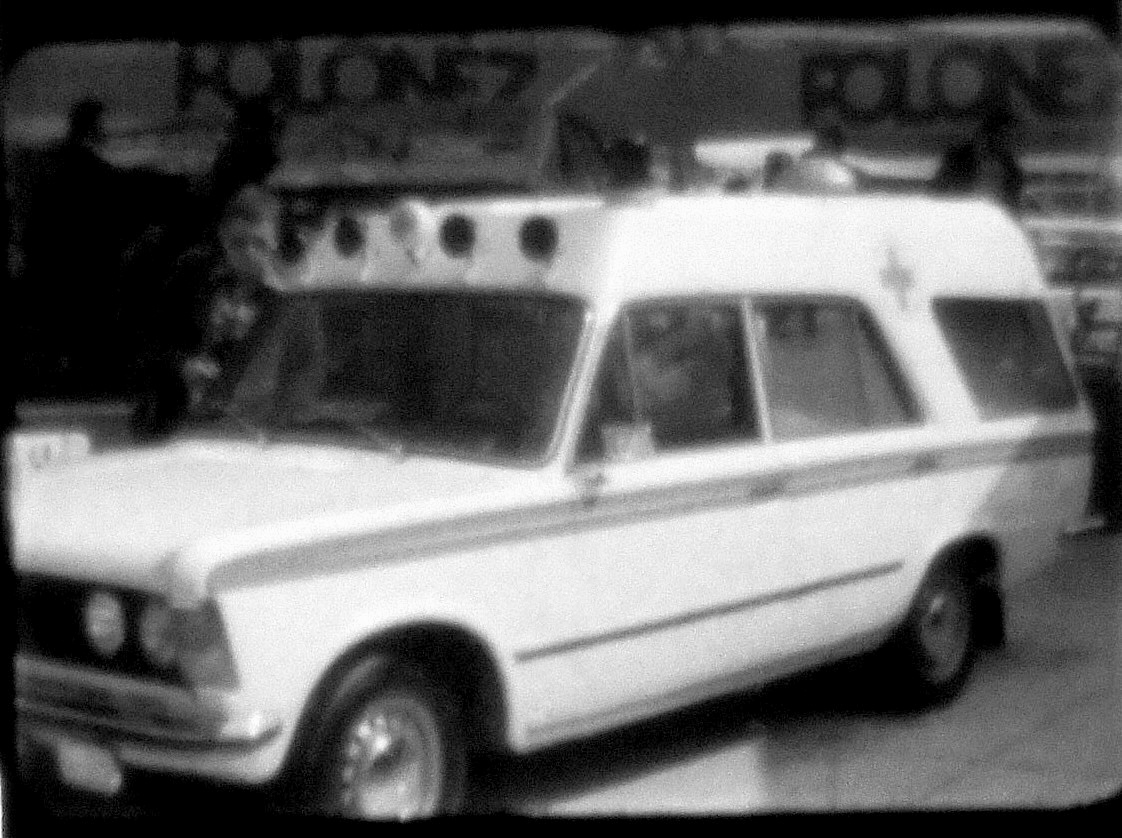
CIMOS Zastava 125pz як машина швидкої допомоги (1980 рік)

### Zastava 125pz
Polski Fiat 125p також збирався в 1970–1983 роках на заводі Zastava з машинокомплектів, що постачалися з Польщі. Автомобіль оснащується 4-циліндровими бензиновими двигунами об’ємом 1295 см³ і потужністю 60 к.с. або 1481 см³ і потужністю 75 к.с. Приводи спочатку поєднувалися з 4-ступінчастою механічною коробкою передач, а пізніше з 5-ступінчастою. У країнах колишньої Югославії цю модель в народі називають Pezejac.

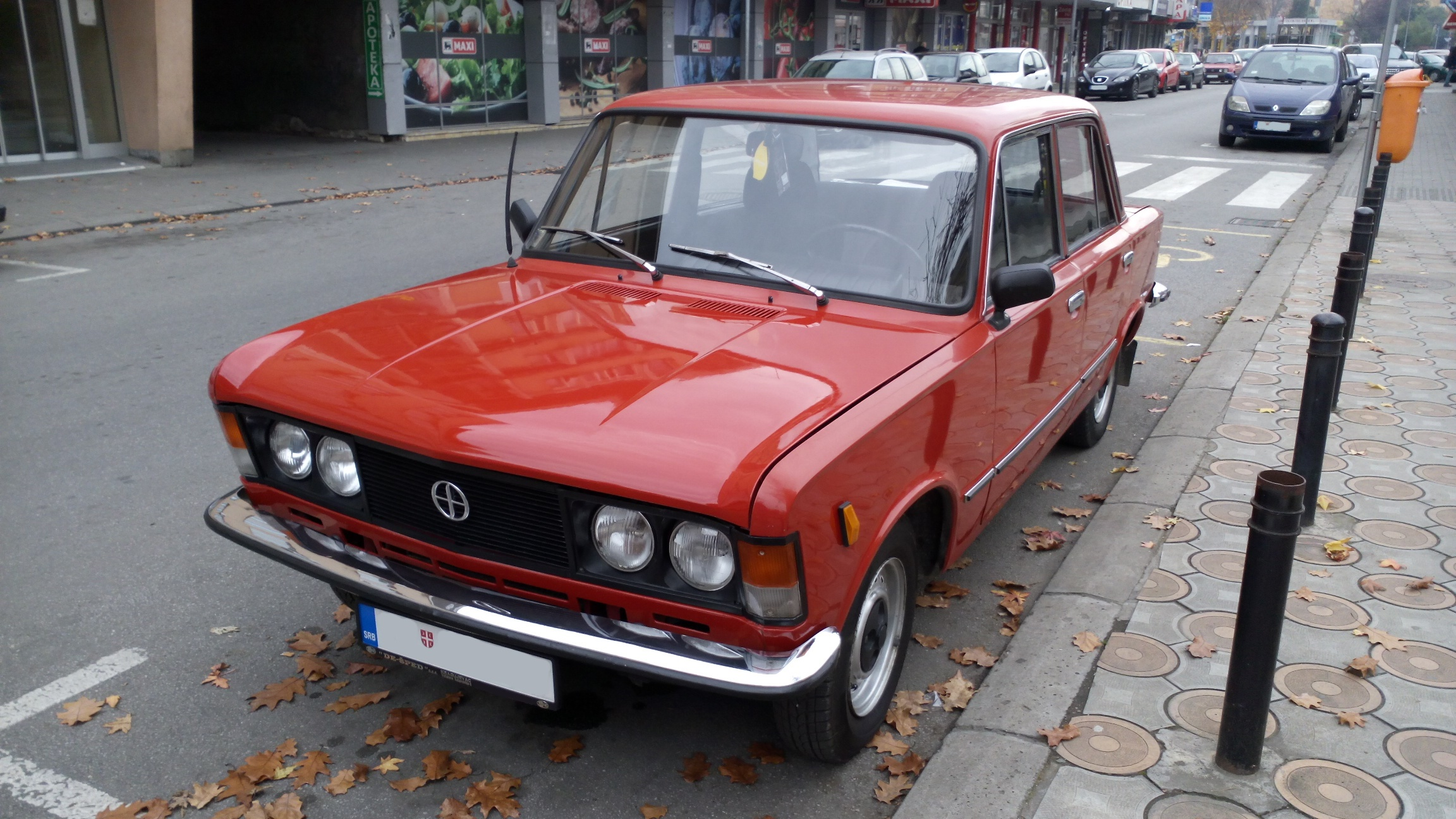
FSO 125p у Сербії
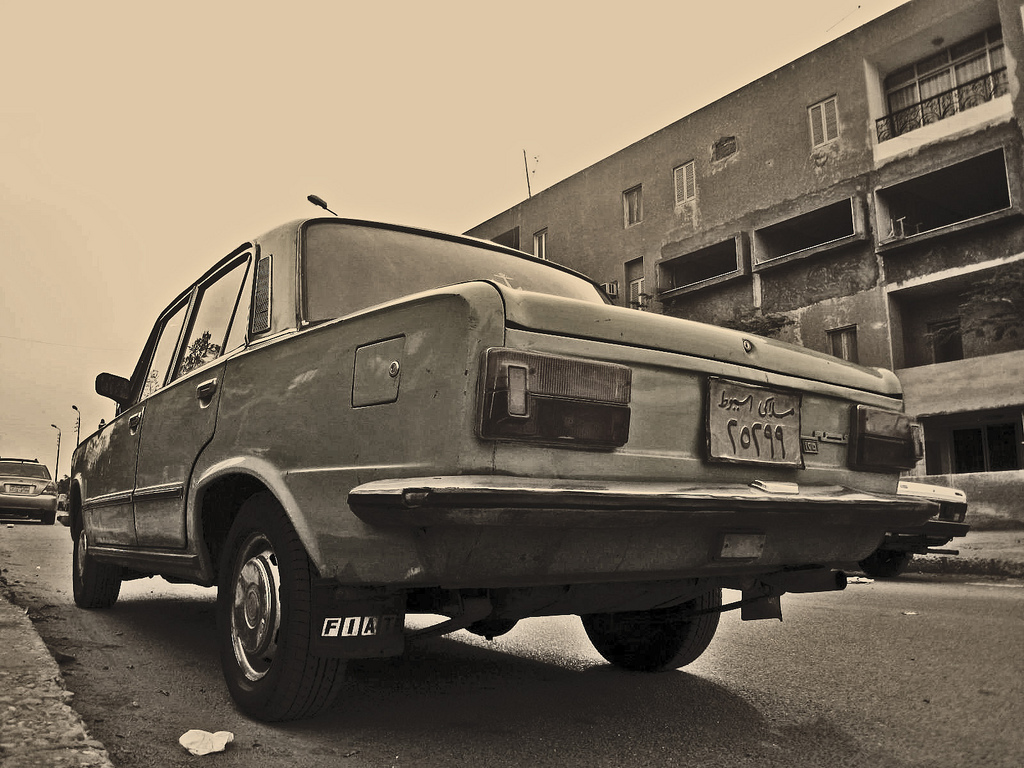
Nasr 125 з 1975-1977 років
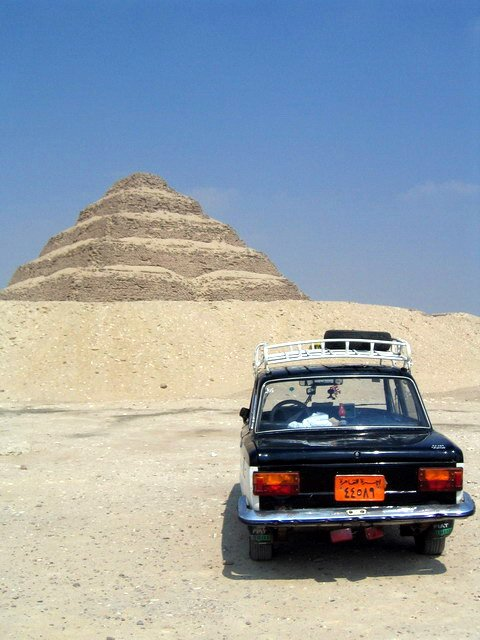
Nasr 125 як каїрське таксі
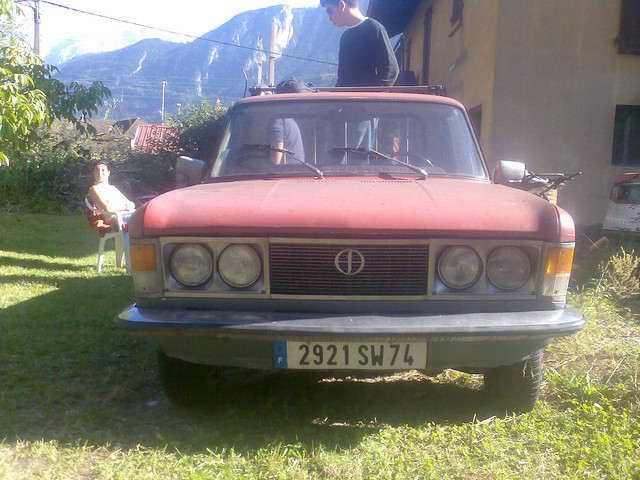
Експортна модель пікапа FSO 125p у Франції, виготовлена між 1983 і 1988 роками
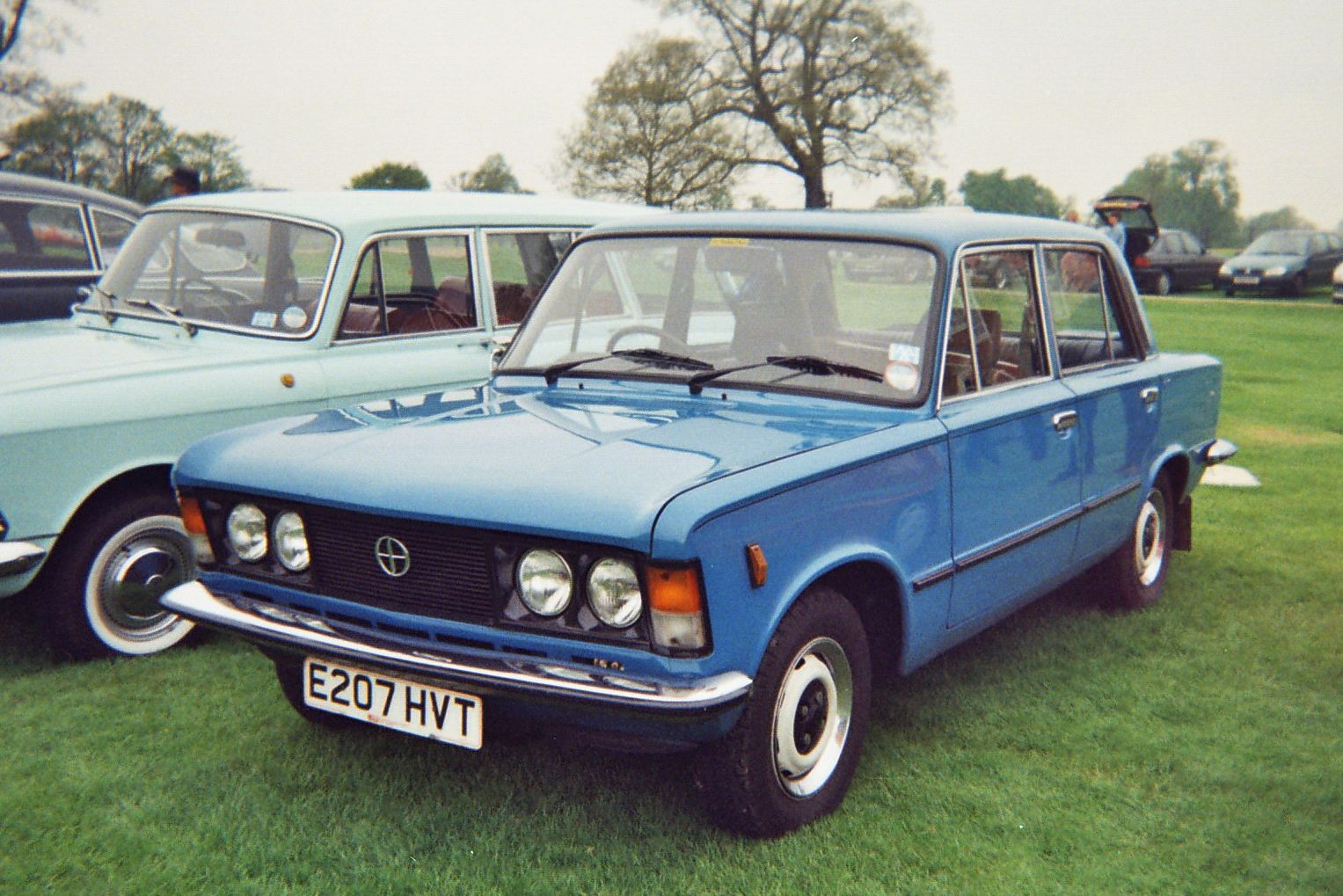
FSO 125p з правим кермом у Великій Британії
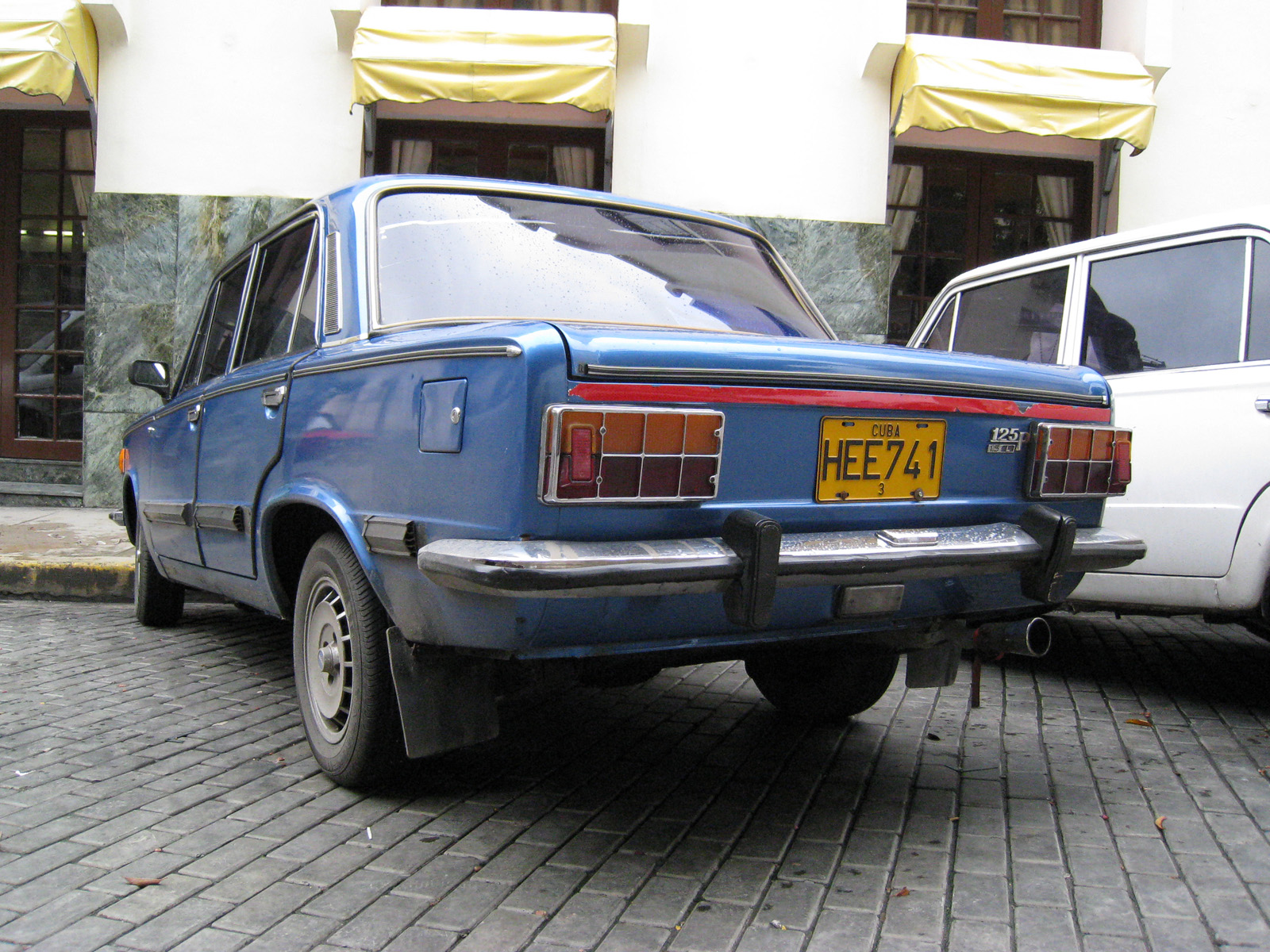
FSO 125p 1.5 L у Гавані
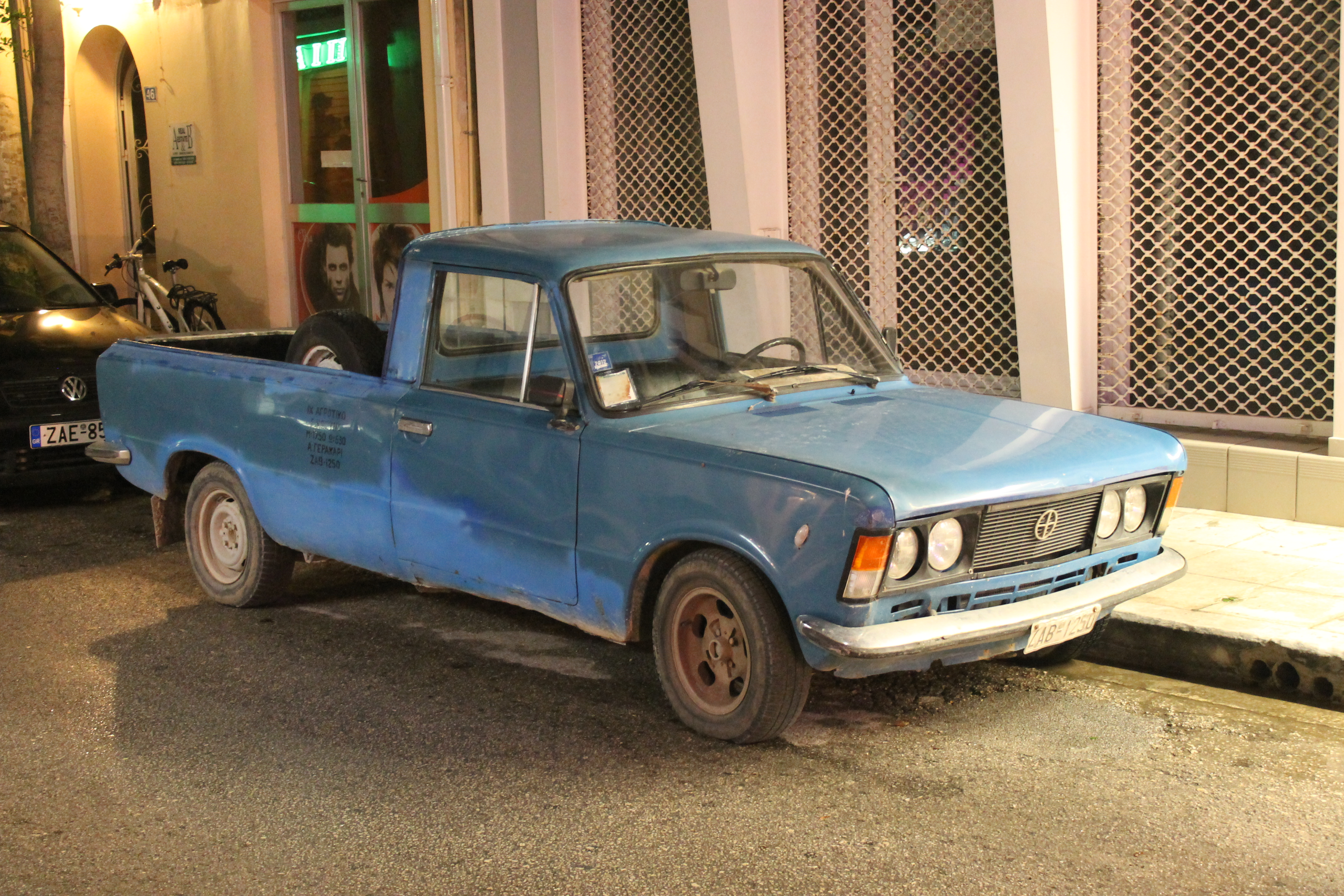
Пікап FSO 125p у Греції
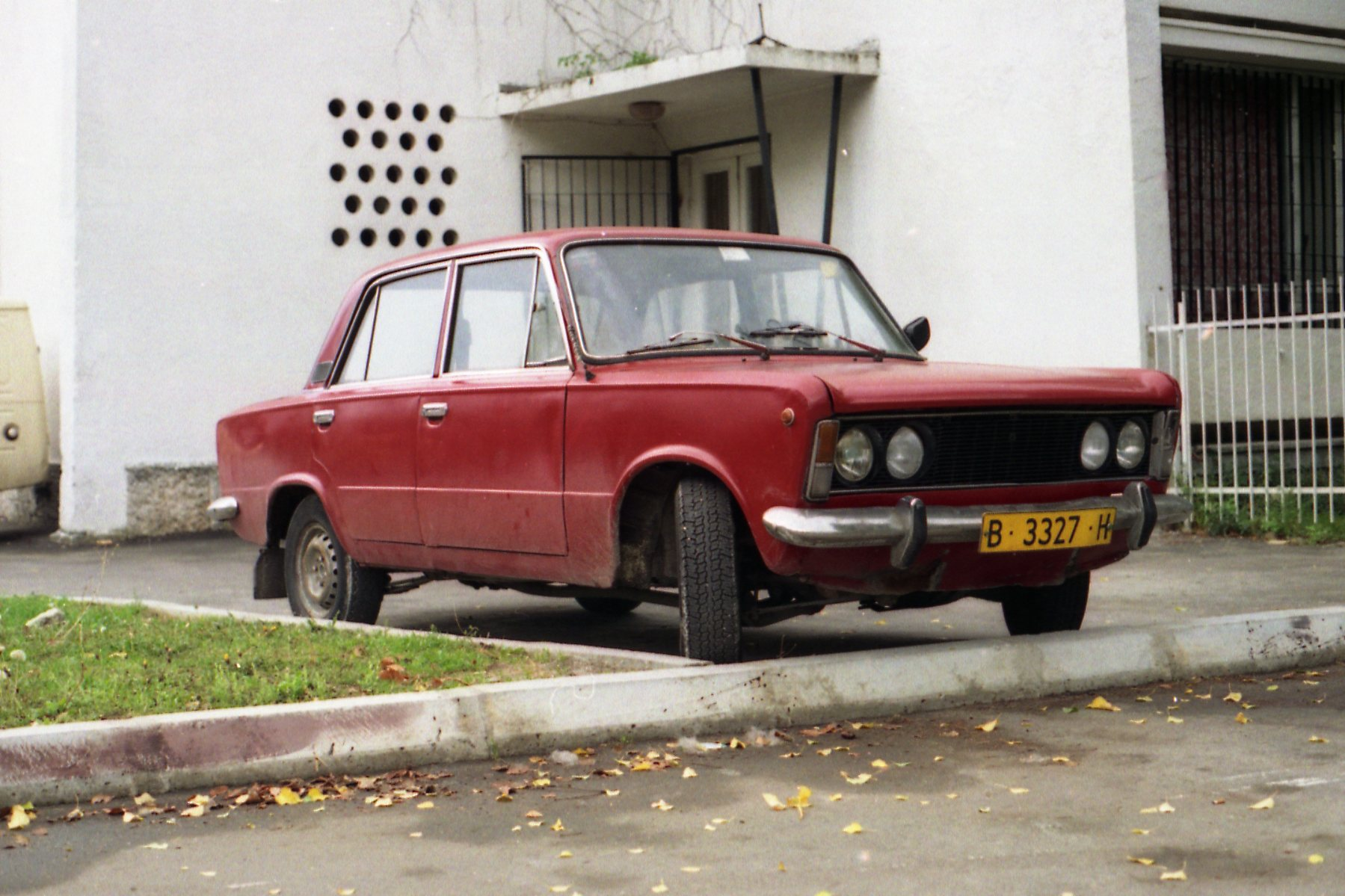
Polski Fiat 125p в Болгарії
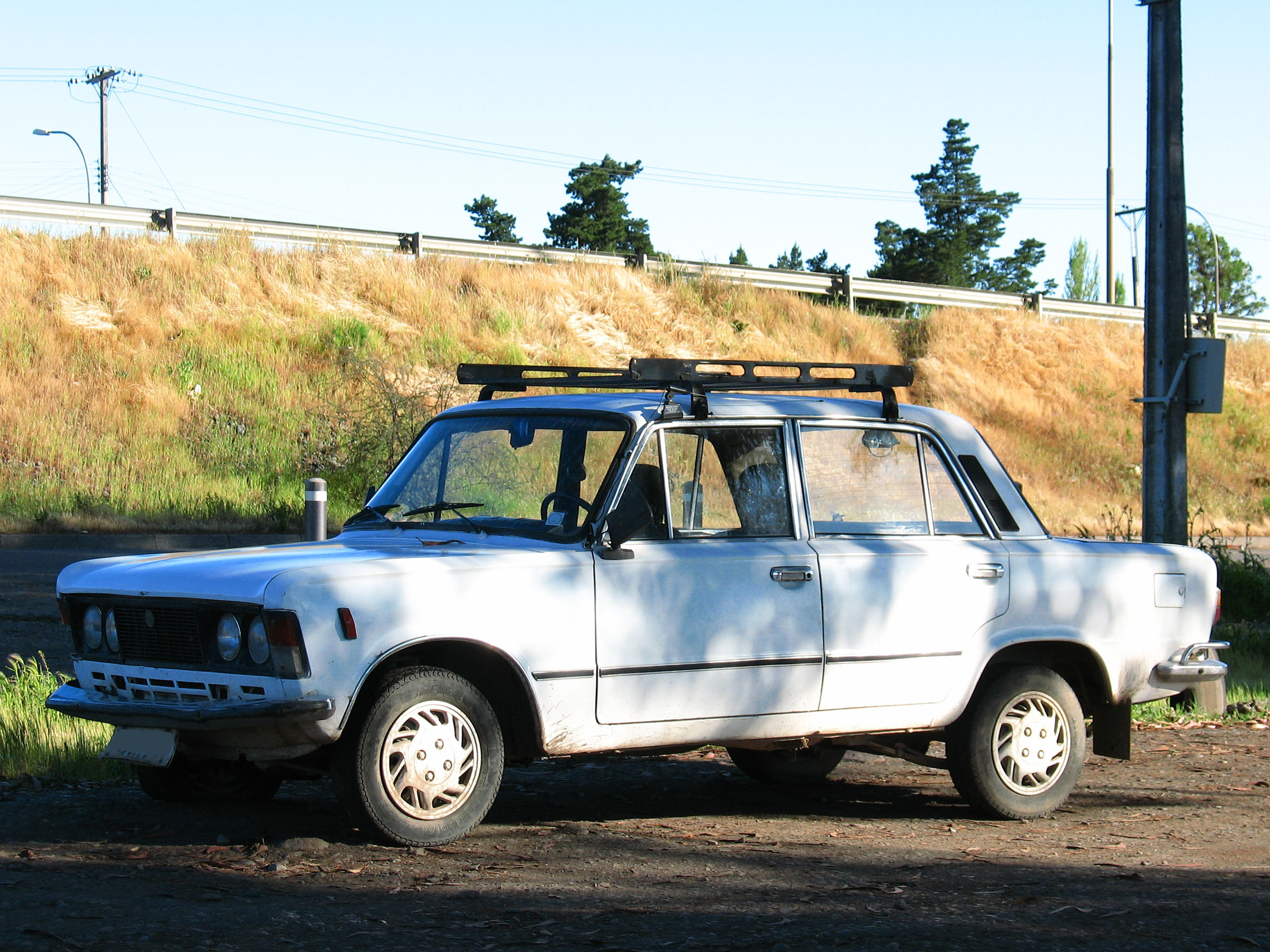
FSO 125p в Чилі

## Polski Fiat 125p у спорті

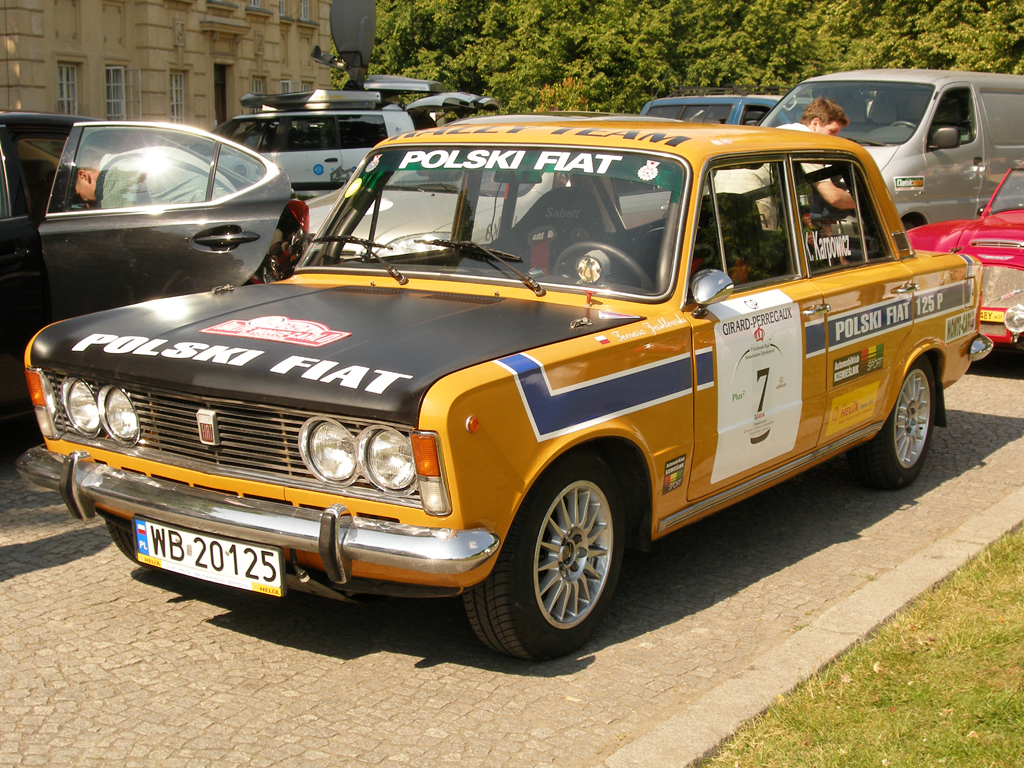
Polski Fiat 125p Monte Carlo

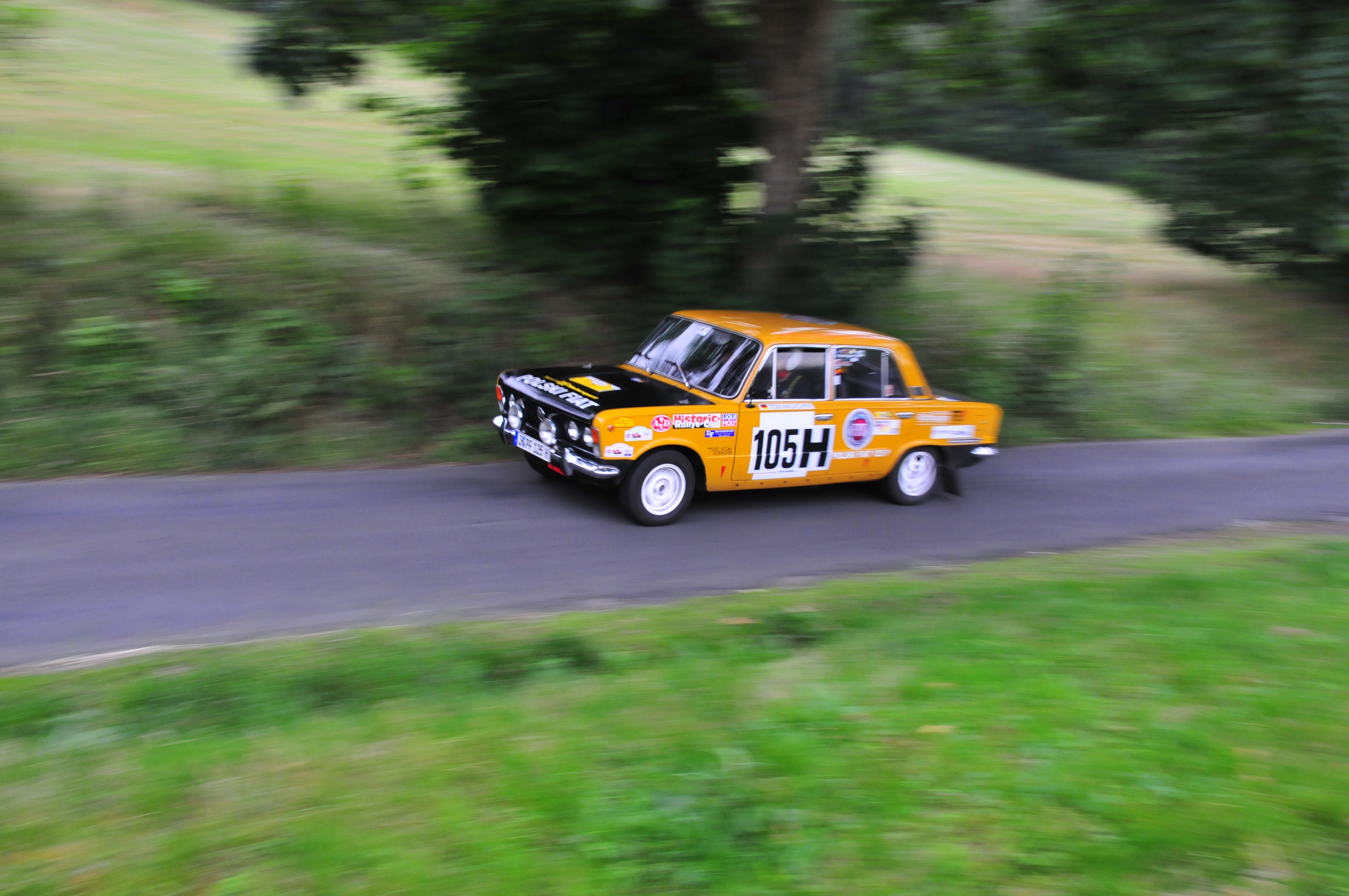
Polski Fiat 125p MR '73/74 під час Vogtlandrallye 2008

У 1968 році Polski Fiat 125p вперше взяв участь у польському ралі з екіпажем Роберта Мухи та Збігнєва Дзядури. У 1969 році цей же екіпаж посів перше місце в класі IV і третє в загальній класифікації в угорському ралі.

### Ралі Монте-Карло
Для реалізації нової моделі в автоспорті у 1971 році при FSO був створений Центр автоспорту. Перший старт 125p на ралі Монте-Карло відбувся в 1971 році, і жоден з двох польських екіпажів не завершив змагання. Через рік заводська команда взяла участь у ралі Монте-Карло. Екіпаж у складі Роберта Мухи та Леха Яворовича посів 24-те місце в загальній класифікації, Собєслав та Єва Засада не завершили ралі через поломку задньої осі.
У Монте-Карло 1973 року пілот 125p Роберт Муха зайняв 35 місце в загальній класифікації, а також брали участь екіпажі: Маріан Бень і Януш Войтина (41 в загальній класифікації), Анджей Ярошевич і Анджей Шульц, а також Мацей Ставовяк і Лех Яворович (не завершили ралі – відмова двигуна).
На ралі Монте-Карло 1975 року прибули шість екіпажів на автомобілях Polski Fiat 125p. Мацей Ставовяк і Ян Чижик посіли 12-те місце в загальній класифікації, Маріан Бєнь і Анджей Турчинський — 16-те. Решта з чотирьох екіпажів не завершили ралі. Через два роки, у 1977 році, в змаганнях взяли участь три польські команди, жодна з яких не завершила ралі.

### Ралі Акрополіс
Польський екіпаж у складі Анджея Ярошевича та Анджея Шульца брав участь у 20-му ралі Акрополіс (1972). На автомобілі Polski Fiat 125p зі стартовим номером 25 вони завершили змагання на 11 місці.

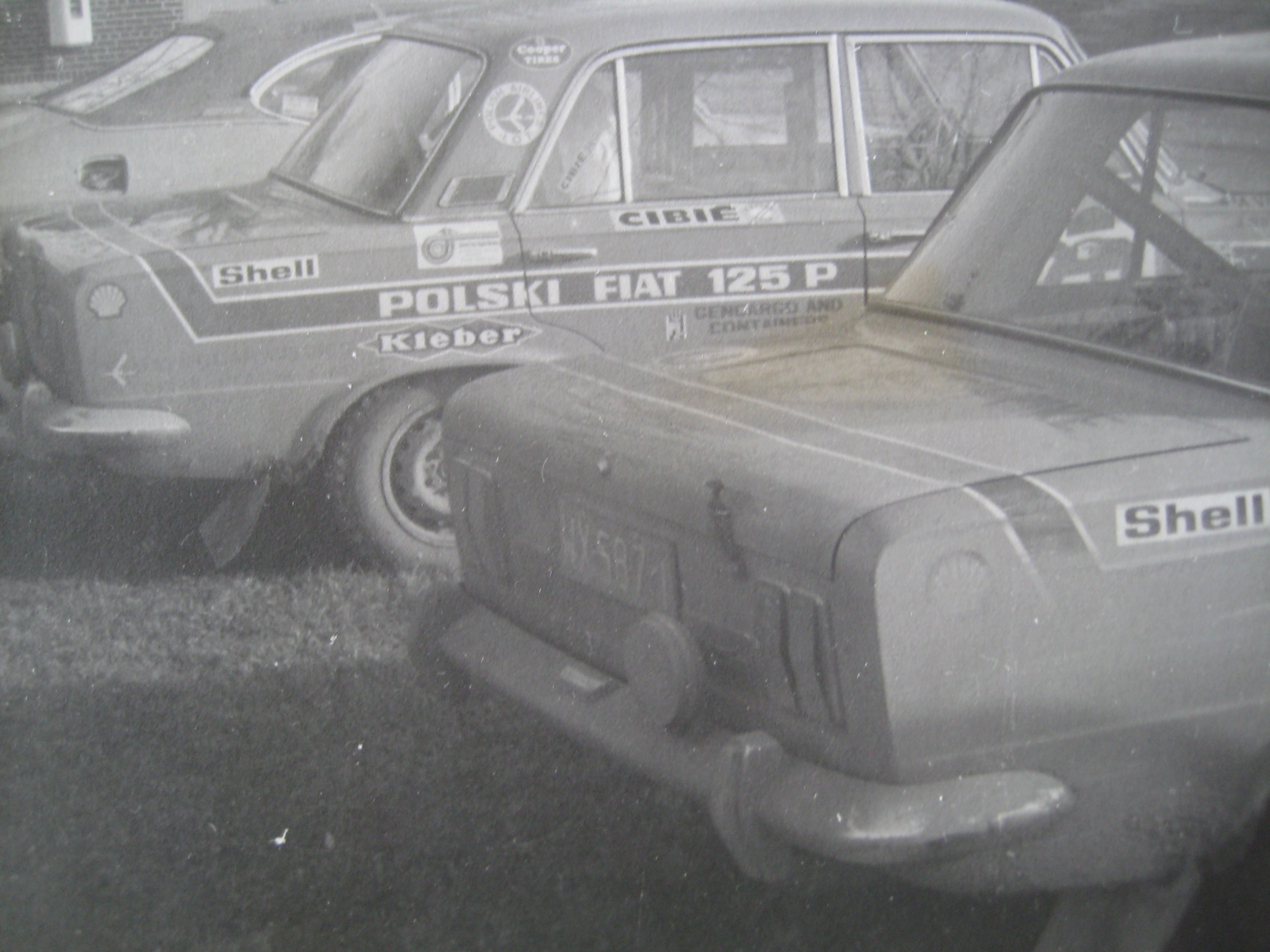
Дві машини Polski Fiat 125p під час Press on Regardless

### Press on Regardless
У 1973 році команда FSO взяла участь у американському ралі Press on Regardless, яке також було відбірковим етапом до чемпіонату світу. Участь взяли три екіпажі, кращими були Роберт Муха та Ришард Жишковський, які посіли 1 місце у своєму класі та 6 місце в загальному заліку, Анджей Ярошевич та Збігнєв Дзядура посіли 12 місце, а Марек Варіселла та Яніна Єдинак посіли 15 місце. У рейтингу виробників Polski Fiat посів 11 місце з 18 балами.

### Ралі Польщі
У 1973 році Ралі Польщі було сьомим етапом Чемпіонату світу з ралі. Лише 3 з 62 команд завершили змагання, Мацей Ставовяк і Ян Чижик зайняли третє місце на своєму Polski Fiat 125p. У польському ралі 1974 року 5-е та 6-те місця в загальній класифікації дісталися Кшиштофу Коморніцькому та Яцеку Ружаньському, а також Мацею Ставовяку та Яну Чижику, відповідно, обидва екіпажі пробігли на 125p 1600 Monte Carlo.
У 35-му Ралі Польщі команда Коморніцького та Войтини посіла 6 місце (PF 125p 1600 Monte Carlo), а команда Добжанського та Риняка посіла 11 місце (125p). Через рік Polski Fiat 125p 1600 MC посів у генеральній класифікації такі місця: третє (Komornicki і Wojtyna), п'яте (Ciecierzyński і Brzozowski) і сьоме (Bień і Jedynak). У сезоні 1977 року 125p 1600 MC посіли 11-е (Ставовяк і Левандовскі) і 12-е (Цечержинскі і Ружанскі) місця.

### Рекорд середньої швидкості на довгих дистанціях
У 1973 році вісім пілотів (Собєслав Засада, Марек Варіселла, Анджей Ярошевич, Роберт Муха, Анджей Аромінський, Єжи Добжанський, Ришард Новіцький та Францішек Поставка) побили три рекорди на довгих дистанціях для туристичних автомобілів у класі до 1500 см³ на Polski Fiat 125p. Подія сталася на одній із ділянок траси поблизу Вроцлава (Легниця-Вроцлав), а почалася 15 червня. Попередній рекорд був встановлений в 1952 році автомобілем Simca Aronde. Середня швидкість руху 138 км/год дозволила побити рекорд дистанцій: 25 000 (23 червня) і 50 000 км (30 червня) і 25 000 миль, які раніше належали Ford Cortina (27 червня). Про хід боротьби безперервно повідомляли польське телебачення і преса.
Автомобіль, який готувався до рекорду, дещо відрізнявся від заводського варіанту. Це була остання на той час версія 125p, оснащена касетними дверними ручками та 2-листовими ресорами на задній осі. Використовувався двигун 1500 потужністю 85 к. с., комплектуючі західних виробників. Об'єм паливного бака становив 70 л, що на 25 л більше, ніж у дорожньої версії. Найсерйознішою модифікацією стало використання 5-ступінчастої коробки передач з овердрайвом, яка дозволяла їздити на високій швидкості на допустимих обертах двигуна. Підготовлений таким чином автомобіль міг розігнатися приблизно до 175 км/год.

## Polski Fiat 125p у масовій культурі

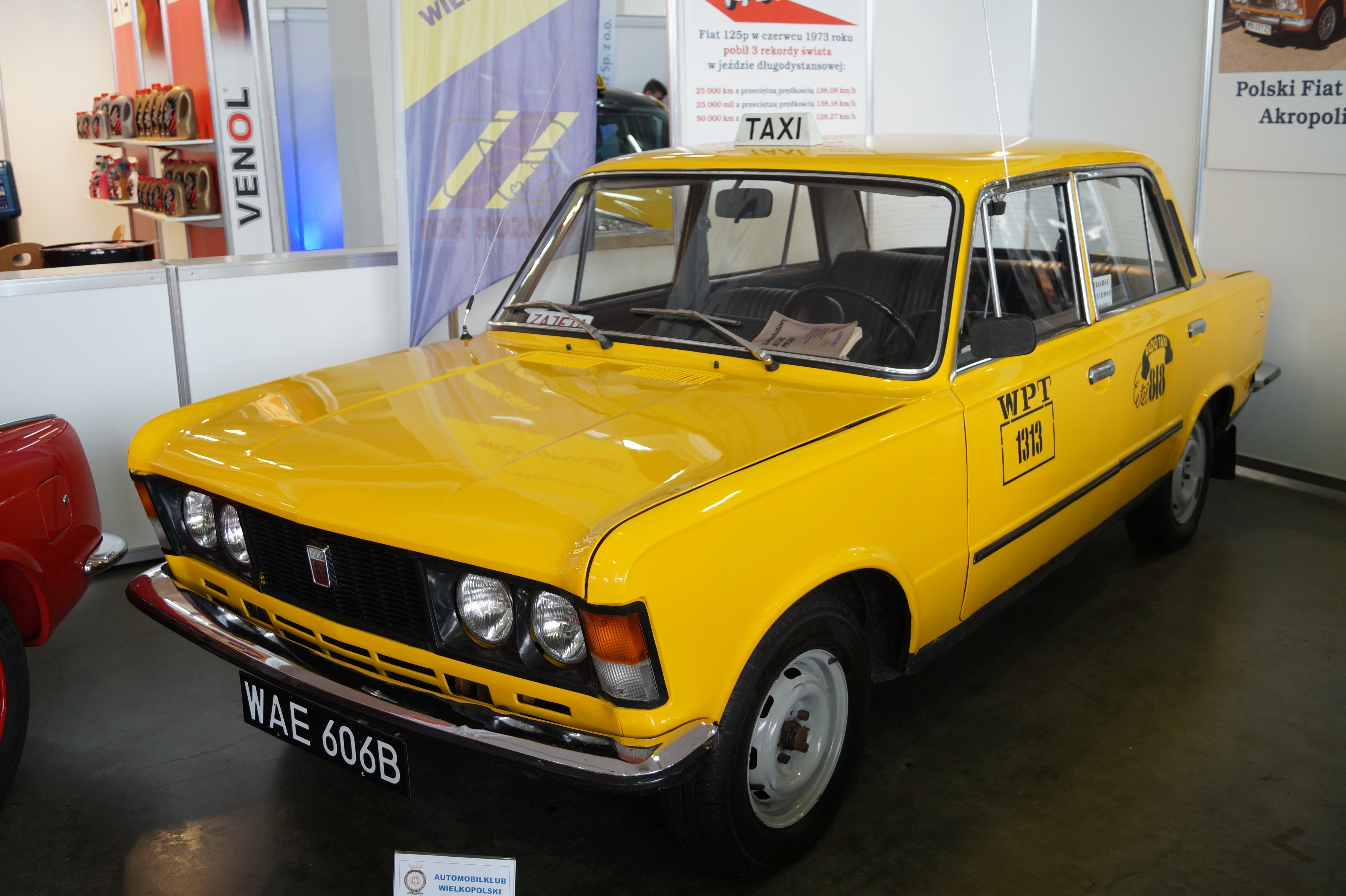
Polski Fiat 125p як репліка таксі з серіалу "Замінники"

Польський Fiat 125p з'являвся в більшості польських фільмів і серіалів 1970-1990 років. Дія польського серіалу «Замінники» (пол. Zmiennicy) Станіслава Бареї 1986 року зосереджена навколо жовтого автомобіля Polski Fiat 125p 1979/80 року випуску з реєстраційним номером WAE 606B. Транспортний засіб використовується як таксі з бортовим номером 1313. Приватним автомобілем редактора Мая (Лешека Телешинського) в серіалі «Гаряче життя» (пол. Życie na gorąco) є Polski Fiat 125p «Sport». Одним із останніх фільмів, у якому великий Fiat фігурував як міліцейська машина, була чорна комедія Мацея Куске та Марціна Саутера «Що ти думаєш, Галушко?» (пол. I co wy na to, Gałuszko?) (2001), а також у фільмі «Поганий дім» (пол. Dom zły) Войцеха Смажовського 2009 року. Fiat 125p також з’являється в мультсеріалі «Богдан Бонер: Екзорцист» (пол. Egzorcysta) режисера Бартоша Валашека як «Металомобіль» — автомобіль, яким користуються учасники музичної групи «Ajronwejder».
Незважаючи на свою офіційну назву, 125p був відомий у розмовній мові як «великий Fiat» (пол. duży Fiat), на відміну від Polski Fiat 126p, відомого як «маленький Fiat» (пол. mały Fiat) або «малюк» (пол. maluch). Інші пізніші розмовні терміни для моделі 125p включають: «зухвалий» (пол. kanciak), «край» (пол. kant) або «шафа» (пол. kredens).

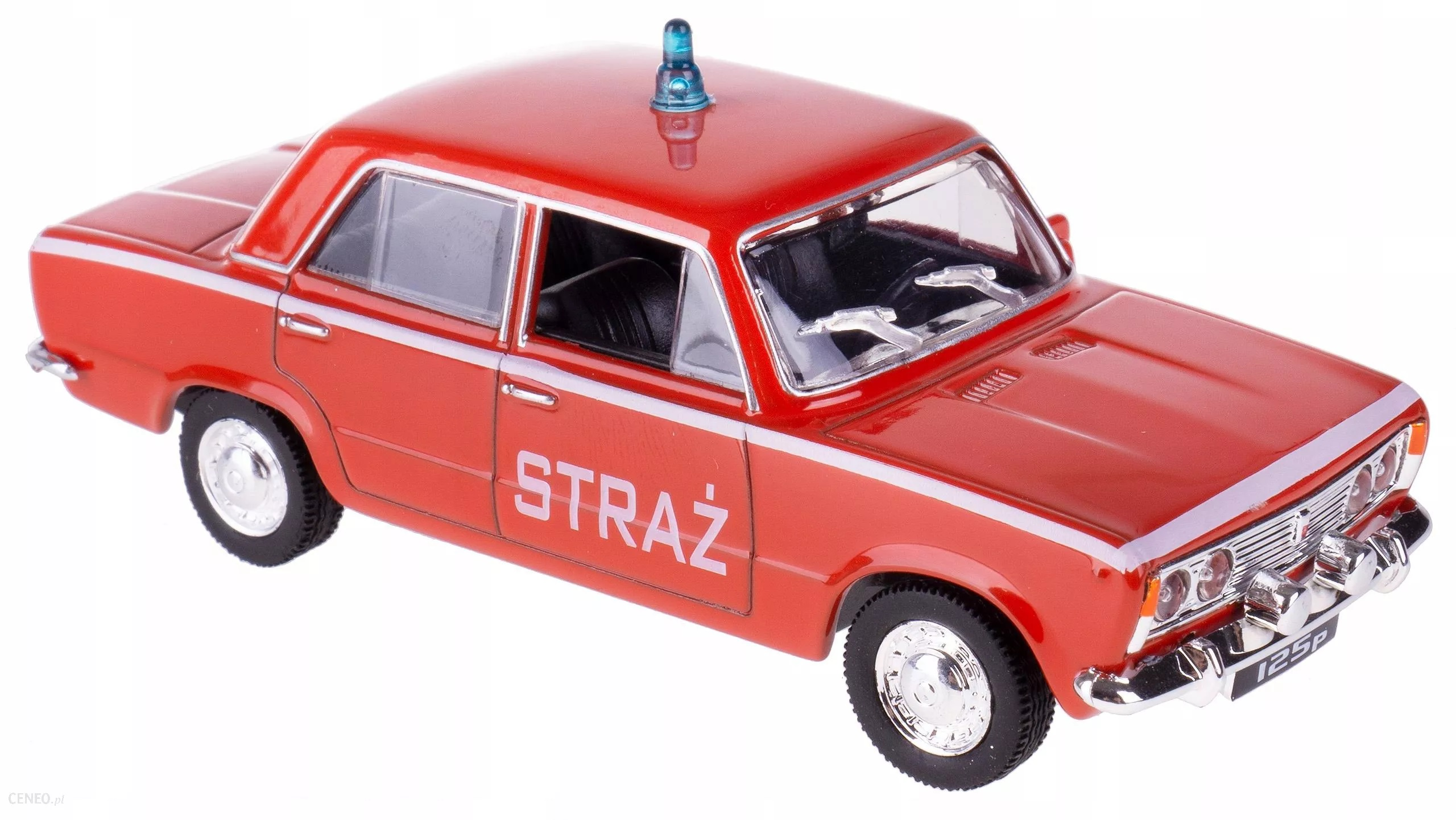
Сучасна іграшкова модель Fiat 125p як пожежна машина

## Критика і рецензії
Найменш відмовостійким і найміцнішим приводом, встановленим на моделі, був двигун 1300 потужністю 60 к. с. Зі збільшенням пробігу рівень шуму, створюваного системою ГРМ, зростав, а також робота підшипників колінчастого вала, які підтримувалися лише в трьох місцях, також стала голоснішою. Таке рішення негативно позначилося на ресурсі приводу. Часто відмовляло стоянкове гальмо.
У 1977 році універсал Polski Fiat 125p посів перше місце в рейтингу британського автомобільного журналу What Car? за найкращий універсал до 3000 фунтів стерлінгів. Він був обраний з-поміж 24 автомобілів і виграв завдяки найкращому співвідношенню ціна-якість, обійшовши такі автомобілі, як Mazda 818, Datsun 120Y і Toyota Corolla.
У 1987 році були проведені дорожні випробування експортної версії універсала FSO 125p - FSO Montana. Критикувалися архаїчний дизайн автомобіля, низька якість збірки і неергономічне розташування перемикачів. Також погано оцінили застарілий двигун, який споживає занадто багато пального, і систему підвіски. Позитивно оцінені гальмівна система, легкість навантаження і хороша функціональність кузова. Тестований агрегат оснащувався двигуном 1500 потужністю 82 к. с. і 5-ступінчастою коробкою передач. Випробувана максимальна швидкість на 5-й передачі склала 144 км/год при 4800 об/хв, час розгону від 0 до 100 км/год склав 15,8 секунди. Середня витрата пального на маршруті також була заміряна, на швидкості 125 км/год становила 12,7 л/100 км, при 75 км/год - 9,0 л/100 км і в міському циклі 12,6 л/100 км.

## Кінець виробництва і сьогодення
Виробництво FSO 125p завершилося 29 червня 1991 року. Через тривалий період виробництва деякі одиниці зареєстровані як історичні транспортні засоби. Найвищу колекційну цінність мають моделі, виготовлені до 1975 року та моделі 1991 року, тоді як моделі 1975-1983 років мають нижчу цінність. Автомобілі Polski Fiat 125p також використовуються як експонати в деяких музеях та лімузини, які використовуються для весільних церемоній.

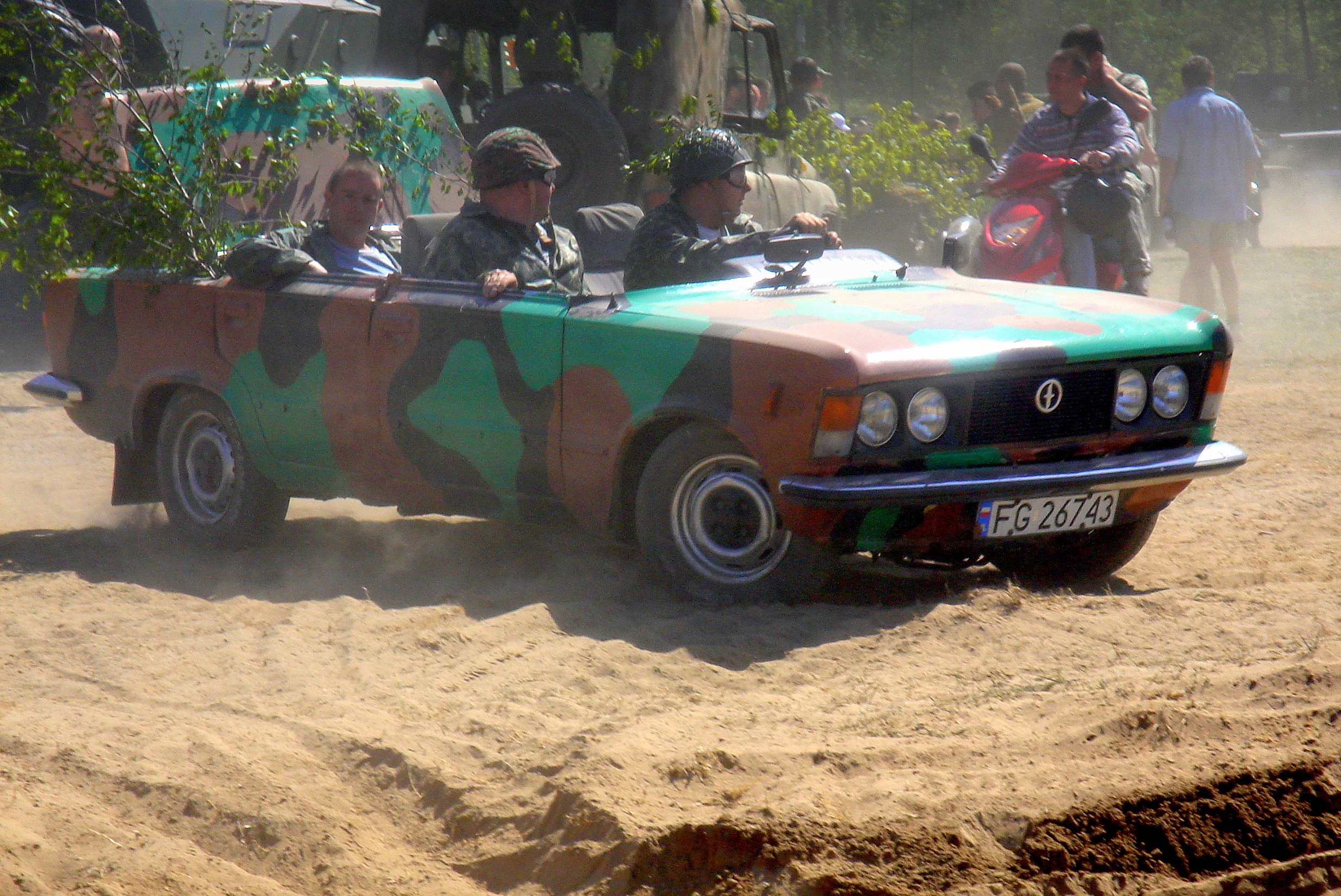
Жартівлива модифікація FSO 125p під військову машину
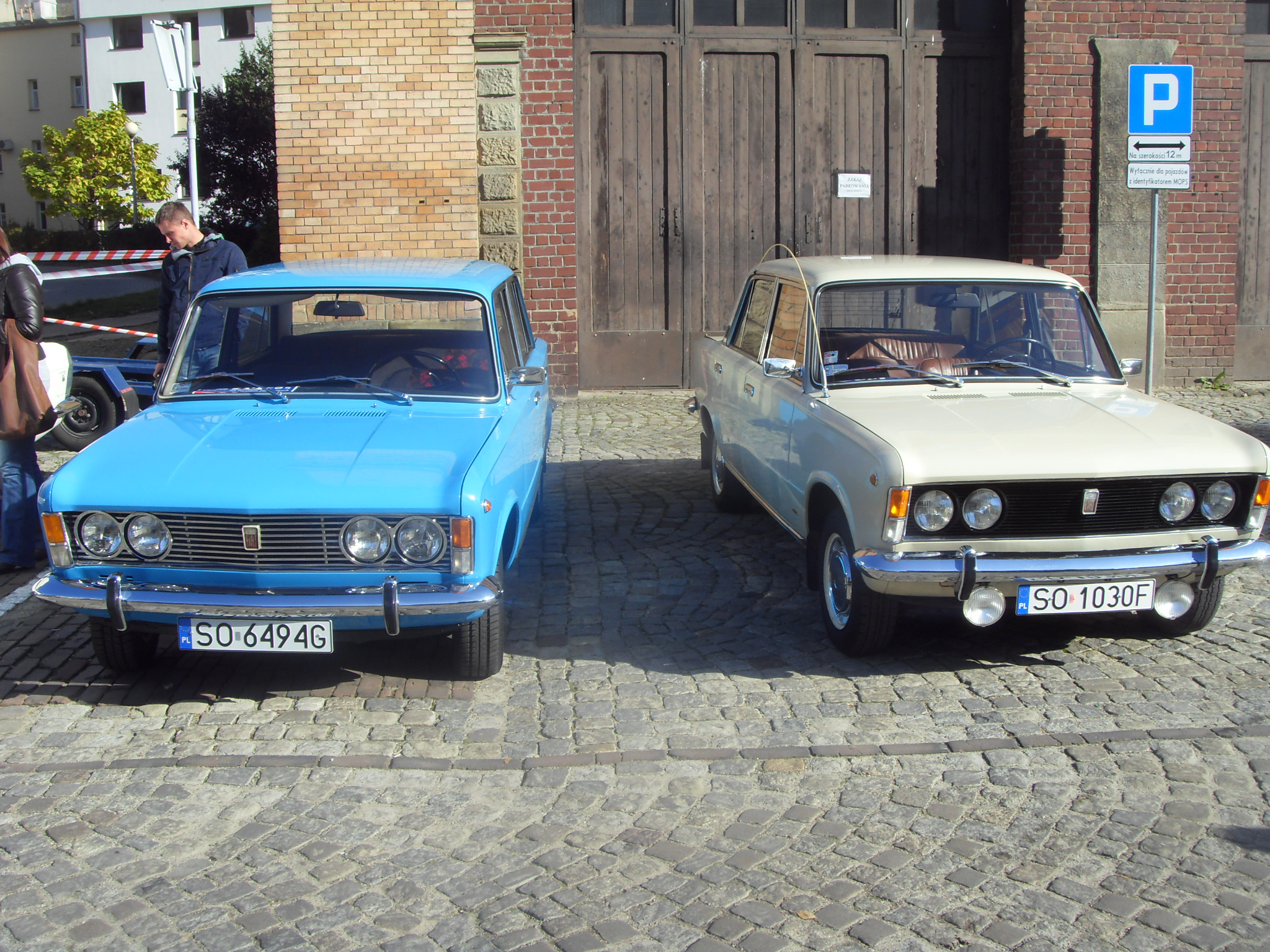
Дві машини Polski Fiat 125p на 2-му ралі історичних автомобілів "Бескидські"
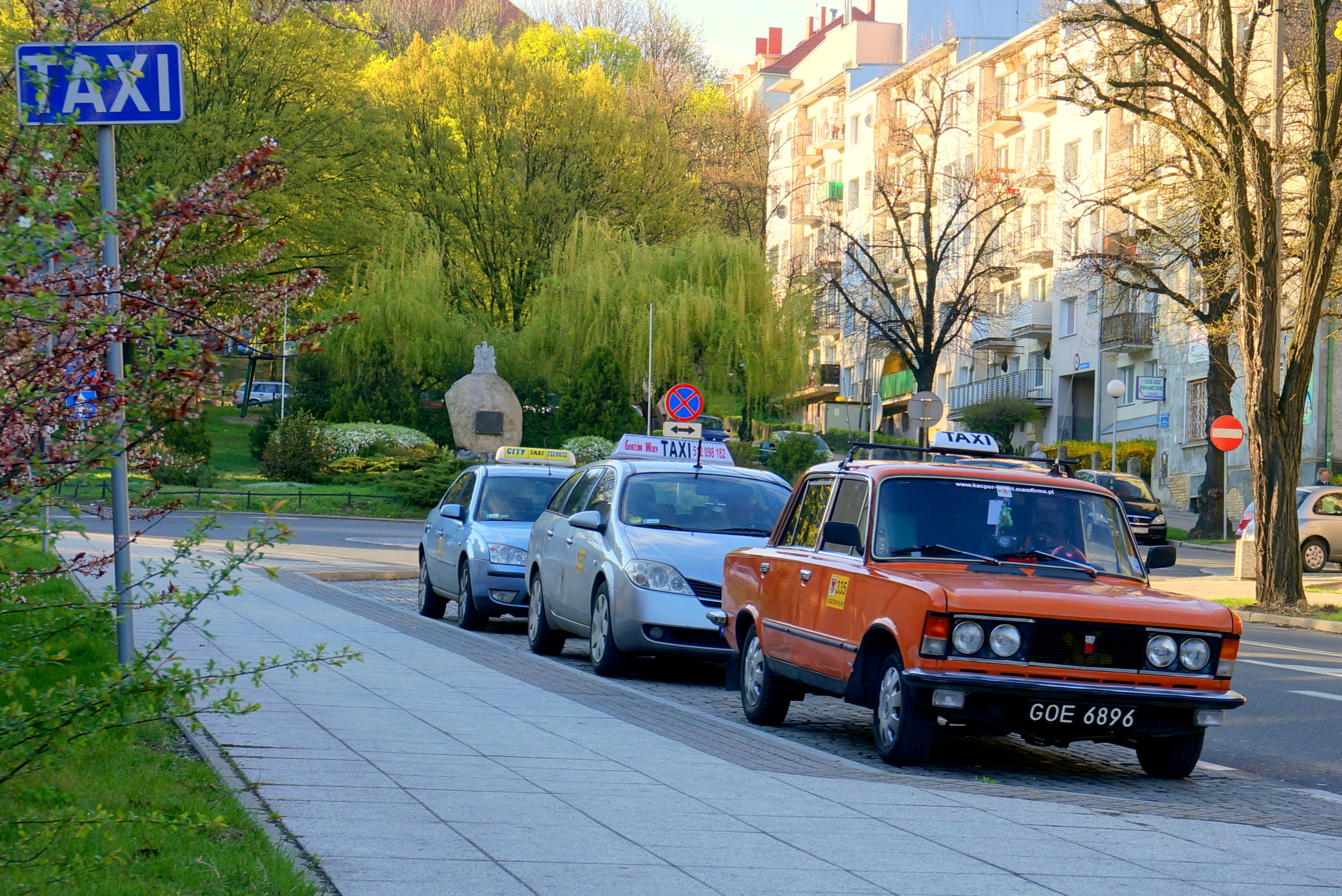
PF 125p працює як таксі (2014 рік)